# فلسطين
فِلَسْطِين (بالعبرية: פלשתינה أو פלסטין حسب السياق، باليونانية: Παλαιστίνη) هي المنطقة الجغرافية الواقعة جنوب شرق البحر المتوسط حتى وادي الأردن، وفي بعض التعاريف، يمتد التعريف ليشمل مناطق شرق نهر الأردن، تقع في غرب آسيا وتصل بشمالي أفريقيا بوقوعها وشبه جزيرة سيناء عند نقطة التقاء القارتين، مكونة الجزء الجنوبي الغربي من بلاد الشام المتصل بمصر، فكانت نقطة عبور وتقاطع للثقافات والتجارة والسياسة بالإضافة إلى مركزيتها في تاريخ الأديان، ولذلك لكثير من مدنها أهمية تاريخية أو دينية، وعلى رأسها القدس. تقوم على حدود المنطقة التاريخية اليوم عدّة كيانات سياسية متراكبة: دولة إسرائيل (التي اُقيمت في حرب 1948 بعد تهجير مئات الآف الفلسطينيين من وطنهم) والضفة الغربية وقطاع غزة التي احتلتها إسرائيل في حرب عام 1967. إلى جانب السيطرة العسكرية الإسرائيلية على عموم الضفة يخضع سكان مدن المناطق المحتلة لسلطة حكم ذاتي فلسطينية تدير الشؤون المدنية للسكان منذ عام 1994 بناء على اتفاقيات أوسلو، بالإضافة إلى خضوع قطاع غزة بالكامل للسلطة الوطنية الفلسطينية منذ انسحاب إسرائيل من قطاع غزة عام 2005. في عام 2007، أدى انقسام السلطة السياسية في مناطق الحكم الذاتي إلى نشوء سلطة في قطاع غزة وأخرى في مدن الضفة. يُقدر عدد السكان ضمن هذه الحدود ب 11.900.000 نسمة تقريباً، حيث أن جزءًا كبيرًا من سكان فلسطين التاريخية اليوم هم من الناطقين بالعربية (المسلمون والمسيحيون)، أما الجزء الآخر من سكانها فهم من الناطقين بالعبرية وأتباع الديانة اليهودية المهاجرين وأبناء شعوب أخرى، وتبلغ نسبتهم اليوم 49% بينما يشكل العرب 46%.
عقب الحرب العالمية الأولى وتبعاتها من سقوط الدولة العثمانية التي كانت تسيطر على عموم بلاد الشام بما فيها فلسطين وعبر ومعاهدة سيفر ومؤتمر سان ريمو واتفاقية سايكس بيكو، رُسّمت حدود الانتداب البريطاني على فلسطين، فكانت الحدود تمتد طوليًا من الشمال إلى الجنوب على نحو أربع درجات عرض، حيث تمتد بيـن دائرتي عرض 29,30 و 33,15 شمالاً وبين خطي الطول 34.15 و35.40 شرقاً، بمساحة 26.990 كم2، بما في ذلك بحيرة طبريا ونصف البحر الميت. يحدها من الغرب البحر المتوسط بساحل طوله 224 كم، ومن الشرق سورية والأردن، ومن الشمال لبنان، ومن الجنوب مصر وخليج العقبة. وفلسطين مستطيلة الشكل طولها من الشمال إلى الجنوب 430 كم، أما عرضها ففي الشمال يراوح بين 51 - 70 كم، وفي الوسط 72 - 95 كم عند القدس، أما في الجنوب فإن العرض يتسع ليصل إلى 117 كم عند رفح وخان يونس حتى البحر الميت. وتمتلك المنطقة أرضاً متنوّعة جداً، وتقسم جغرافياً إلى أربع مناطق، وهي من الغرب إلى الشرق السهل الساحلي، والتلال، والجبال (جبال الجليل وجبال نابلس وجبال القدس وجبال الخليل) والأغوار (غور الأردن). في أقصى الجنوب صحراءُ النقب. بين جبال نابلس وجبال الجليل يقع مرج بن عامر ويقطع جبل الكرمل، الذي يمتد من جبال نابلس شمالا غربا، السهل الساحلي. تتراوح الارتفاعات من 417 متراً تحت مستوى البحر في البحر الميت (وهي أخفض نقطة على سطح اليابسة في العالم) إلى 1204 متراً فوق مستوى البحر في قمة جبل الجرمق (جبل ميرون كما يسمى في إسرائيل).
من ناحية سياسية، تعدّ فلسطين من أكثر مناطق العالم توترا أمنياً جرّاء ما تعدّه كثير من منظمات حقوق الإنسان الدولية انتهاكات إسرائيلية بحق المدنيين الفلسطينيين إلى جانب العمليات الاستيطانية التي تزيد من تأزم الوضع إضافةً إلى المعاملة العنصرية كجدار الفصل الإسرائيلي الذي أقامته في الضفة الغربية والذي اعتبره الكثيرون عنصريًا، كل هذه الأمور تسببت في خلق مناخ أمني سيئ. منذ تأسيس السلطة الوطنية الفلسطينية عام 1993، فإن اسم فلسطين قد يستخدم دولياً ضمن بعض السياقات للإشارة أحياناً إلى الأراضي الواقعة تحت حكم السلطة الفلسطينية. أما لقب فلسطيني فيشير اليوم، وخاصة منذ 1948، إلى السكان العرب في جميع أنحاء المنطقة (بينما يفضل السكان اليهود عدم استخدام هذا اللقب إشارة إلى أنفسهم).

## التسمية والحدود

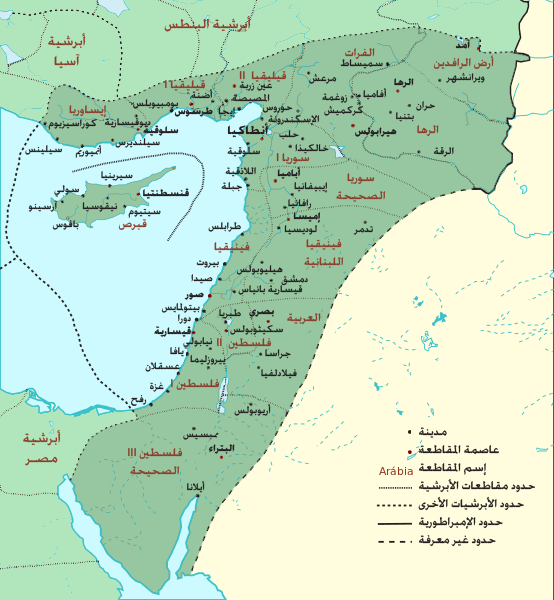
اسم مقاطعة "فلسطين" ضمن الأبرشية المشرقية التابعة للإمبراطورية الرومانية في القرن الخامس للميلاد.

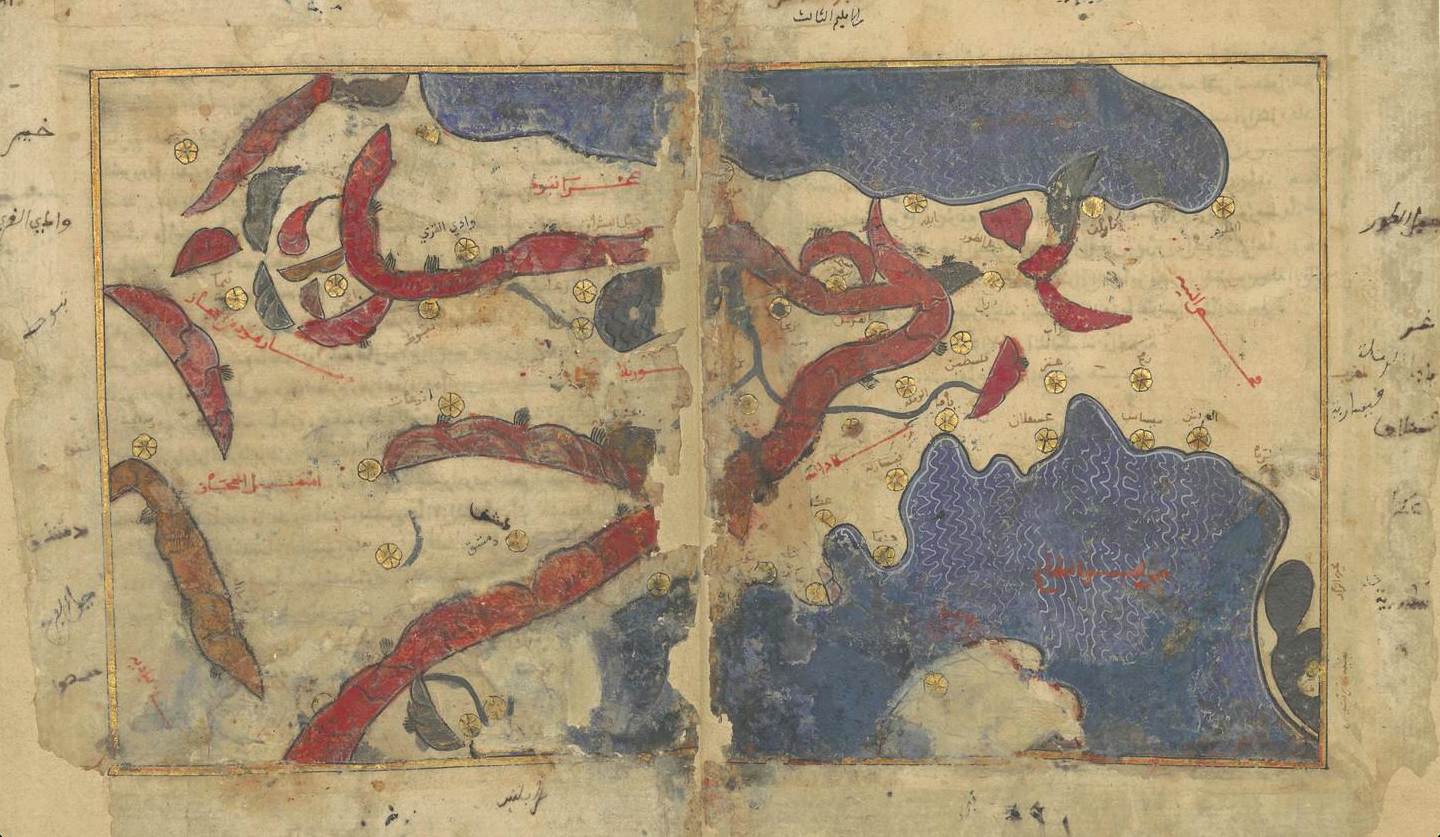
اسم "فلسطين" نزهة المشتاق في اختراق الآفاق.

من التدوينات التي تعارف عليها لاستخدام اسم «فلسطين» إشارة إلى المنطقة الجغرافية جنوبي بلاد الشام ما كتبه المؤرخ الإغريقي هيرودوت في مؤلفاته في القرن الخامس قبل الميلاد، إذ أشار إلى منطقتي بلاد الشام وبلاد الرافدين باسم «سوريا» وإلى جنوبها ب«فلسطين» (Παλαιστινη پَلَيْسْتِينِيه) و«فلسطين السورية». وعلى ما يبدو استعار هيرودوت هذا الاسم من اسم «پلشت» الذي أشار إلى الساحل الجنوبي ما بين يافا ووادي العريش حيث وقعت المدن الفلستية. وكان الفلستيون من شعوب البحر ومن أبرز الشعوب التي عاشت في منطقة فلسطين من القرن ال12 ق.م. ولمدة 500 عام على الأقل.
وعم استخدام اسم فلسطين كاسم منطقة ذات حدود سياسية معينة في القرن الثاني للميلاد عندما ألغت سلطات الإمبراطورية الرومانية «ولاية يهوذا» (Provincia Iudaea) إثر التمرد اليهودي عليهم عام 132 للميلاد وأقامت ولاية فلسطين السورية (Provincia Syria Palestinae) محلها. أصبحت فلسطين تُسمى «جند فلسطين» في بداية عهد الخلافة الإسلامية، وكانت تتداخل حدودها مع «جند الأردن».
من الناحية الطوبوغرافية ونباتية يمكن استخدام معايير مختلفة لتحديد منطقة فلسطين، ولكنه يمكن عمومًا وصفها كالمنطقة الممتدة من نهر الليطاني في لبنان شمالا إلى رأس خليج العقبة جنوبا، ومن البحر الأبيض المتوسط غربا إلى الضواحي الغربية للبادية السورية في الأردن شرقا. ويمكن أيضا اعتبار صحراء النقب جزءا طبيعيا من شبه جزيرة سيناء وعدم شموله بمنطقة فلسطين جغرافيا.[بحاجة لمصدر]
حدود فلسطين التاريخية («من النهر إلى البحر») هي البحر الأبيض المتوسط غربا، «خط رفح العقبة» الذي يفصلها عن سيناء من الجنوب الغربي، رأس خليج العقبة جنوبًا، وادي عربه، البحر الميت ونهر الأردن شرقًا، ومنحدر هضبة الجولان قرب شواطئ بحيرة طبريا الشرقية ومسار نهر الأردن الشمالي في الشمال الشرقي. ويحد فلسطين شمالا لبنان في خط متعرج يبتديء غربا برأس الناقورة على البحر الأبيض المتوسط، ثم يتجه شرقا إلى قرية يارون، فينعطف شمالا حتى المكان حيث وقعت في الماضي قريتي المالكية وقَدَس وحيث تقع بلدة المطلة ثم شرقا إلى تل القاضي وغربا إلى نقطة قرب منبع بانياس. ويشكل مسار الحدود الشمالي الشرقي صورة إصبع حيث أطلق على هذه المنطقة اسم «إصبع الجليل».
والحدود المشار إليها اليوم كحدود فلسطين التاريخية هي نتيجة سلسلة من المفاوضات والاتفاقيات بين الإمبراطوريات التي سيطرت على الشرق الأوسط في مطلع القرن الـ 20 والتي أدت كذلك إلى تصميم الحدود السياسية في عموم الشرق الأوسط. بين 1917 و1948 أشار اسم فلسطين إلى منطقة الانتداب البريطاني على فلسطين وكان يتكون من عدة وحدات إدارية.

## التاريخ

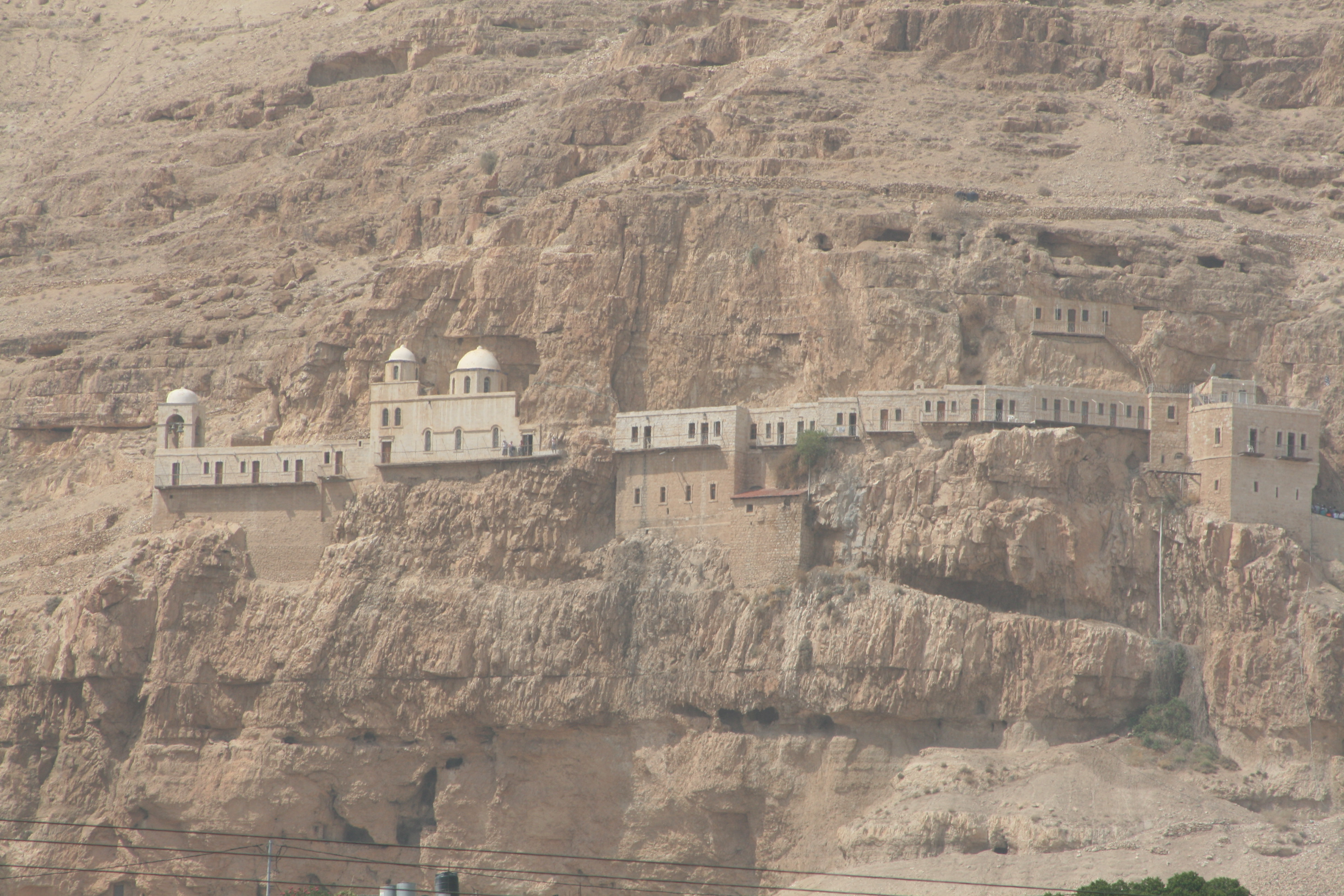
أريحا، من أقدم المدن في التاريخ.

تقع فلسطين في موقع استراتيجي بين مصر ولبنان وسوريا والأردن، وهي أرض الرسالات ومهد الحضارات الإنسانية، حيث مرت على أقدم مدينة فيها وهي أريحا، إحدى وعشرون حضارة منذ الألف الثامن قبل الميلاد. وهي مهد الديانتين اليهودية والمسيحية، ولهذه الأرض تاريخ طويل وجذور بالثقافة والدين والتجارة والسياسة. وفي فلسطين تتكلم الشواهد التاريخية عن تاريخ هذه الأرض الطويل والمتشابك منذ ما قبل التاريخ. أقدم شعب معروف استوطن هذه الأرض هم الكنعانيون. وقد تمت السيطرة على المنطقة من قبل العديد من الشعوب المختلفة، بما في ذلك قدماء المصريين والفلستينيين وبني إسرائيل، والآشوريين والبابليين والفرس والإغريق والرومان والبيزنطيين، والخلافة العربية، والصليبيون، والأيوبيين، والمماليك والعثمانيون، والبريطانيون وأخيرا إسرائيل بعد النكبة عام 1948.
قسم علماء الآثار والمؤرخون في المنطقة تاريخ فلسطين حسب المخطط الآتي ضمن مجال دراستهم علم الآثار في فلسطين:

### العصور القديمة

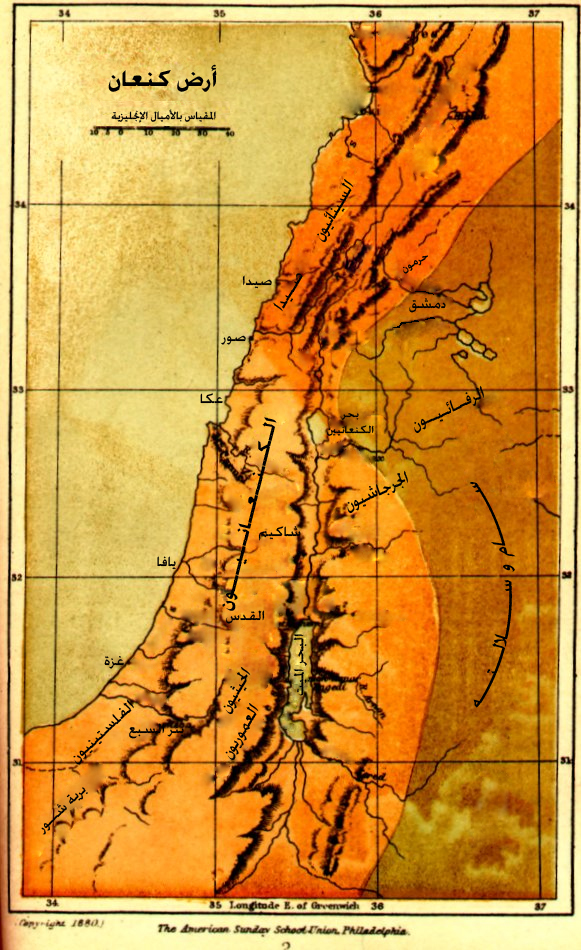
خارطة فلسطين القديمة تبين تواجد الكنعانيين، وهم أقدم من أستوطنها.

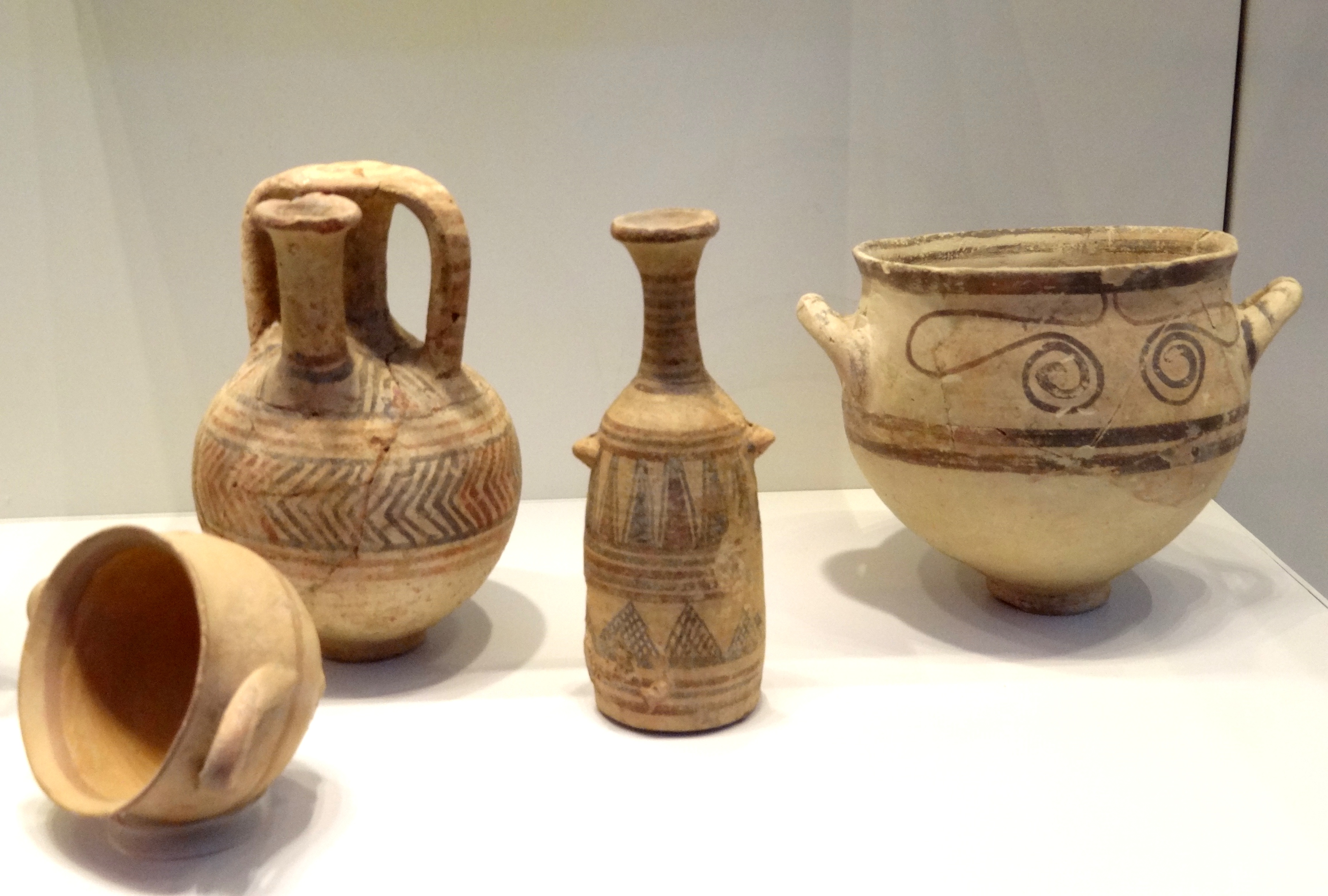
من آثار الفلستينيين الذين استقروا في عسقلان ومدن أخرى في الجنوب.

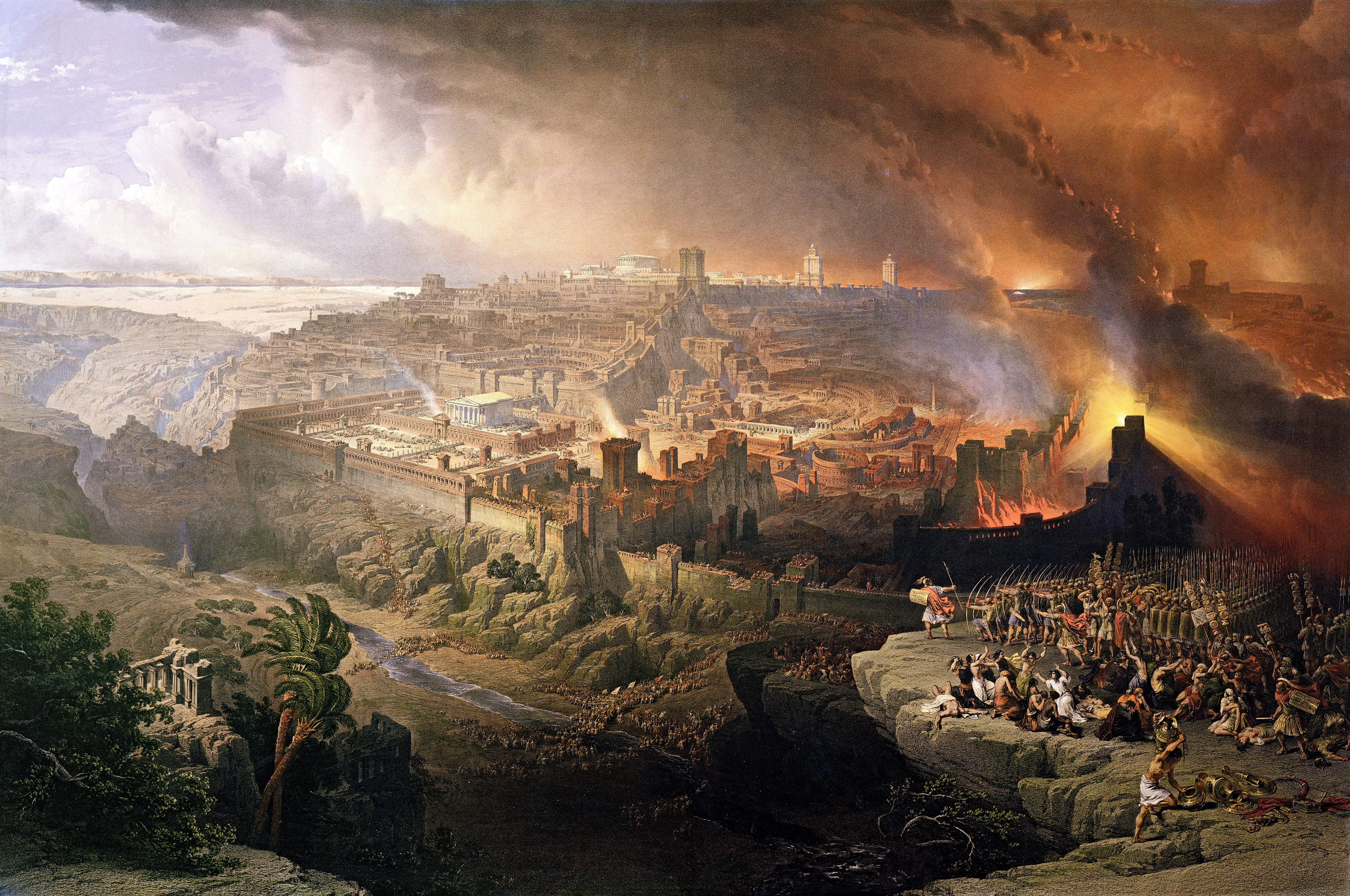
الحصار الروماني وتدمير القدس، بريشة ديفيد روبرتس، 1850.

وجدت آثار الوجود البشري في منطقة جنوبي بحيرة طبريا، وهي ترقى إلى نحو 600 ألف سنة قبل الميلاد، وفي العصر الحجري الحديث (10000 ق.م. - 5000 ق.م.) أنشأت المجتمعات الزراعية الثابتة، ومن العصر النحاسي (5000 ق.م. - 3000 ق.م.) وجدت أدوات نحاسية وحجرية في جوار أريحا وبئر السبع والبحر الميت، ووصل الكنعانيون من شبه الجزيرة العربية إلى فلسطين بين 3000 ق.م. و 2500 ق.م. حسب القصة التناخية وفي نحو 1250 ق.م، استولى بني إسرائيل على أجزاء من بلاد كنعان الداخلية، وما بين عامي 965 ق.م. و 928 ق.م. بنى الملك سليمان هيكلاً في القدس، وفي عام 928 ق.م. قسمت دولة بني إسرائيل إلى مملكتي إسرائيل ويهودا وفي 721 ق.م. استولى الآشوريون على مملكة إسرائيل، وفي عام 586 ق.م. هزم البابليون بقيادة بختنصر مملكة يهوذا وسبوا أهلها إلى بابل وهدموا الهيكل. 539 ق.م. يستولي الفرس على بابل ويسمحون لليهود بالعودة، ويبنى الهيكل الثاني.
وفي عام 333 ق.م. يستولي الإسكندر الأكبر على بلاد فارس ويجعل فلسطين تحت الحكم اليوناني، وبموته وبحدود 323 ق.م. يتناوب البطالسة المصريون والسلوقيون السوريون على حكم فلسطين. حاول السلوقيون فرض الدين والثقافة الهلينيستية (اليونانية) ولكن في عام 165 ق.م. حسب التاريخ اليهودي يثور المكابيون على انطيوخس ابيفانس السلوقي حاكم سوريا، ويمضون في إقامة دولة يهودية مستقلة، وفي عام 63 ق.م. تضم فلسطين إلى الإمبراطورية الرومانية.
ويمتد من 63 ق.م - 324 م. في نهاية العصر الهيلنستي ظهرت روما كدولة قوية في غرب البحر المتوسط، وأخذت تتطلع لحل مكان الممالك الهيلينية في شرق البحر المتوسط، فانتهز قادة روما فرصة وجود الاضطراب والتنافس بين الحكام، وأرسلوا حملة بقيادة «بومبي بومبيوس» الذي استطاع احتلال فلسطين، فسقطت مدينة يافا تحت الحكم الروماني عام 63 ق.م. والذي استمر إلى نحو 324 م، وقد لقيت يافا خلال حكم الرومان الكثير من المشاكل، فتعرضت للحرق والتدمير، أكثر من مرة، بسبب كثرة الحروب والمنازعات بين القادة أحياناً، وبين السلطات الحاكمة والعصابات اليهودية التي كانت تثور ضد بعض الحكام أو تتعاون مع أحد الحكام ضد الآخرين، أحياناً أخرى. وكانت هذه المحاولات تقاوم في أغلب الأحيان بكل عنف، فعندما اختلف «بومبيوس» مع يوليوس قيصر، استغل اليهود الفرصة، وتعاونوا مع يوليوس في غزوه لمصر، فسمح لهم بالإقامة في يافا مع التمتع بنوع من السيادة. وعندما تمردوا على الحكم عام 39 ق.م. في عهد «أنطونيوس»، أرسل القائد الروماني «سوسيوس» (Sosius) جيشاً بقيادة «هيروز» لتأديبهم، واستطاع إعادة السيطرة الكاملة على المدن المضطربة وبخاصة يافا، والخليل، ومسادا (مسعدة) ثم القدس عام 37 ق.م. وقد عاد للمدينة استقرارها وأهميتها، عندما استطاعت «كليوباترا» ملكة مصر في ذلك الوقت احتلال الساحل الفلسطيني وإبعاد هيرودوس، حيث بقي الساحل الفلسطيني، ومن ضمنه مدينة يافا تابعاً لحكم «كليوباترا» حتى نهاية حكمها عام 30 قبل الميلاد.
ويمتد العهد البيزنطي بعد ذلك من 324 م - 636 م. فدخلت فلسطين في حوزة البيزنطيين في الربع الأول من القرن الرابع الميلادي، في عهد الإمبراطور قسطنطين الأول (324 - 337 م) الذي اعتنق المسيحية وجعلها دين الدولة الرسمي. وقد شهدت فلسطين عامة أهمية خاصة في هذا العصر لكونها مهد المسيحية. وقد احتلت مركزاً مرموقاً في العهد البيزنطي، إذ كانت الميناء الرئيس لاستقبال الحجاج المسيحيين القادمين لزيارة الأرض المقدسة.
 بعد الميلاد 

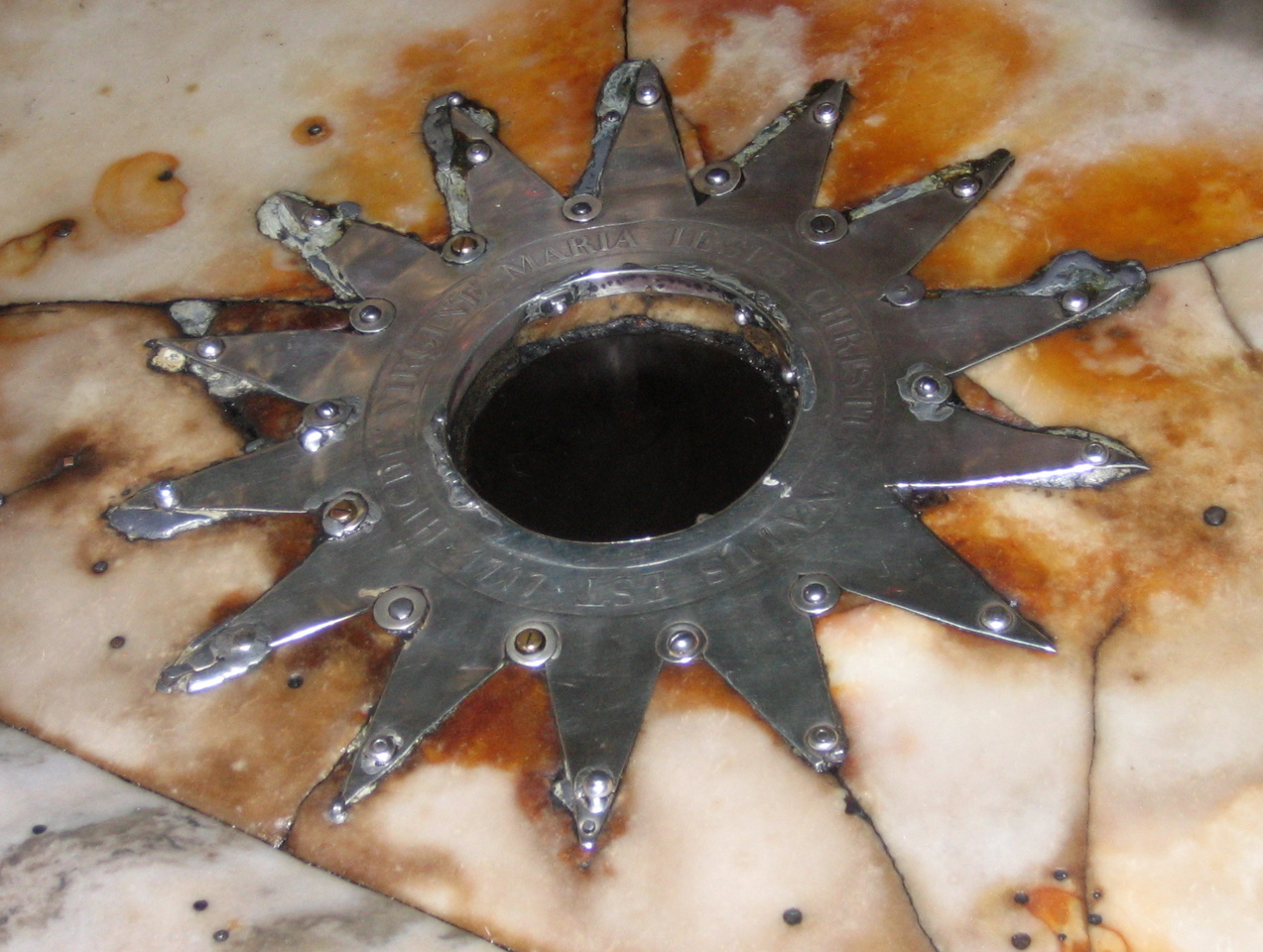
مكان ولادة السيد المسيح (يسوع) في كنيسة المهد، بيت لحم.

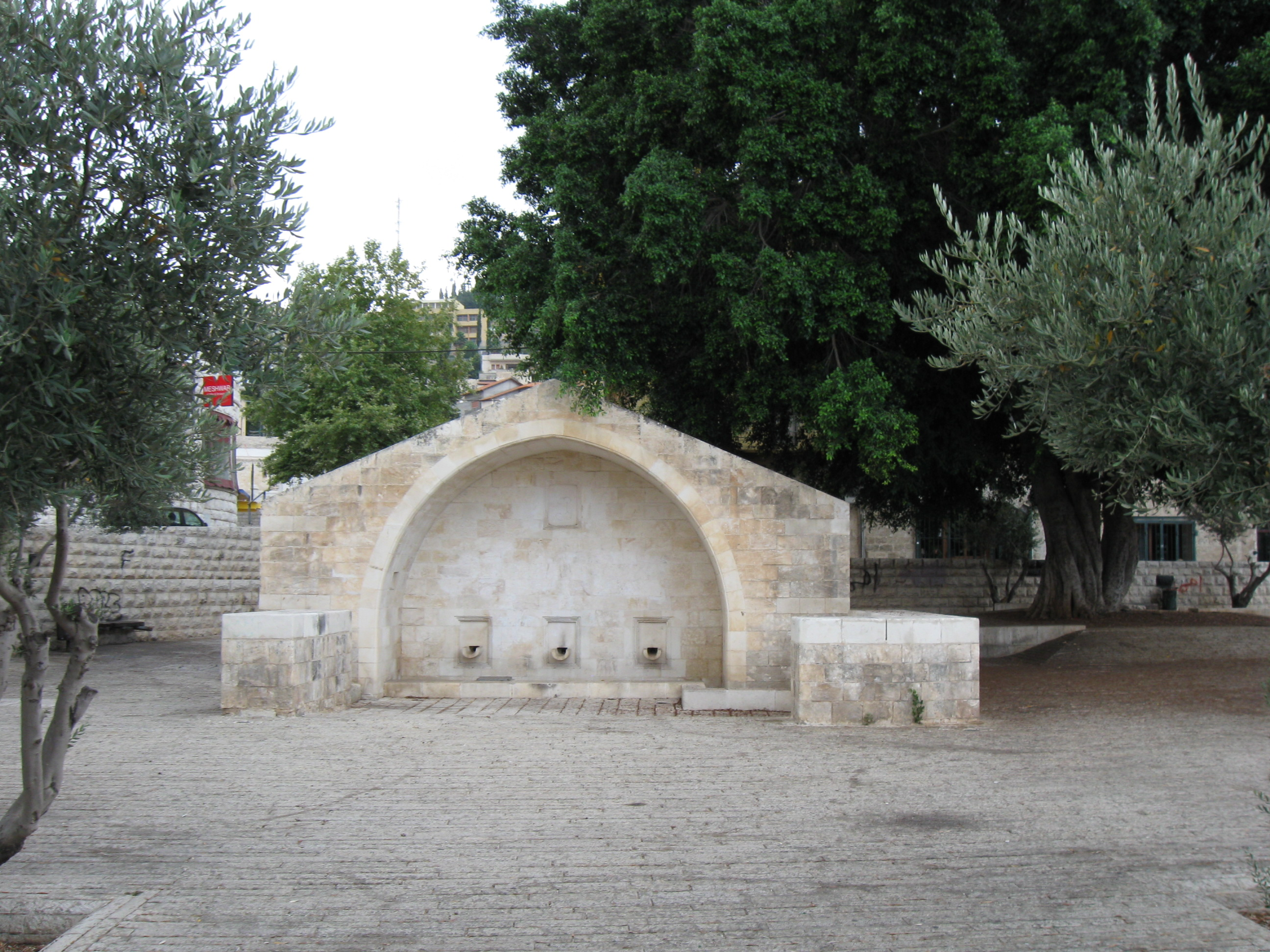
عين العذراء في الناصرة.

في عام 325 بعد إعلان حرية التعبد للديانة المسيحية، طلب القديس مكاريوس بطريرك القدس من الإمبراطور أن يعيد المكان المقدس، فبنت القديسة هيلانة بازيليك الميلاد. في عام 384 مع وصول القديس هيرونيموس إلى بيت لحم قام في المدينة مركز عبادة لاتيني دام بعد وفاته سنين عديدة. في عام 614 أدّى غزو جيوش كسرى إلى خراب اليهودية ولم ينج من بيت لحم سوى بازيليك الميلاد وذلك كما يقال بفضل رسم للمجوس قائم على جدار البازيليك. والمجوس وهم ملوك الفرس الذين سجدوا ليسوع الطفل بحسب الرواية الإنجيلية.
استمدت بيت لحم شهرتها العالمية الكبرى من مولد المسيح فيها. ويروى أن يوسف النجار، ومريم العذراء ذهبا إلى بيت لحم لتسجيل اسمهما في الإحصاء العام، فولدت مريم وليدها هناك. وترى المصادر المسيحية أن الولادة كانت في مغارة قريبة من القرية، ولكن القرآن (يقول): (فَأجَآءَهَاَ المَخَاضُ إِلَى جِذعِ النَخلَةِ)، وفي سنة 330 م بنت هيلانة أم قسطنطين الكبير، كنيسة فوق المغارة التي قيل إن يسوع ولد فيها، وهي اليوم أقدم كنيسة في العالم. والمغارة تقع داخل كنيسة الميلاد، ومنحوته في صخر كلسي، وتحتوي على غرفتين صغيرتين، وفي الشمالية منها بلاطة رخامية، منزل منها نجمة فضية، حيث يقال إن المسيح ولد هناك. وعندما دخل عمر بن الخطاب القدس، توجه إلى بيت لحم، وفيها أعطى سكانها أمانًا خطيًا على أرواحهم وأولادهم وممتلكاتهم وكنائسهم. ولما حان وقت الصلاة، صلى بإشارة من راهب، أمام الحنية الجنوبية للكنيسة، التي أخذ المسلمون يقيمون فيها صلواتهم، فرادى، وجعل الخليفة على النصارى إسراجها وتنظيفها. وهكذا صار المسلمون والمسيحيون يقيمون صلواتهم جنباً إلى جنب.

### العصور الوسطى

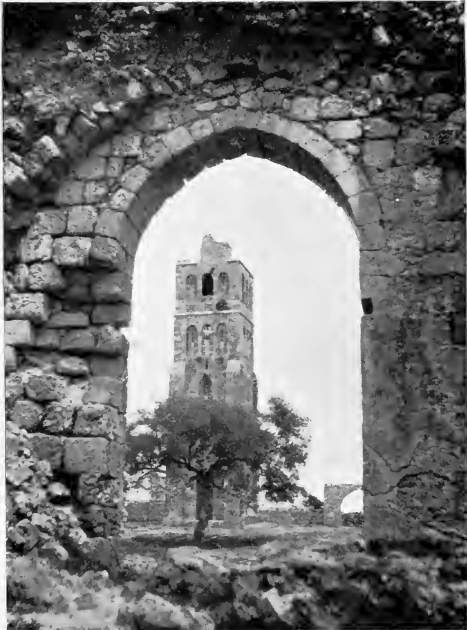
الجامع الأبيض في الرملة، أحد أهم المعالم الأموية في فلسطين.

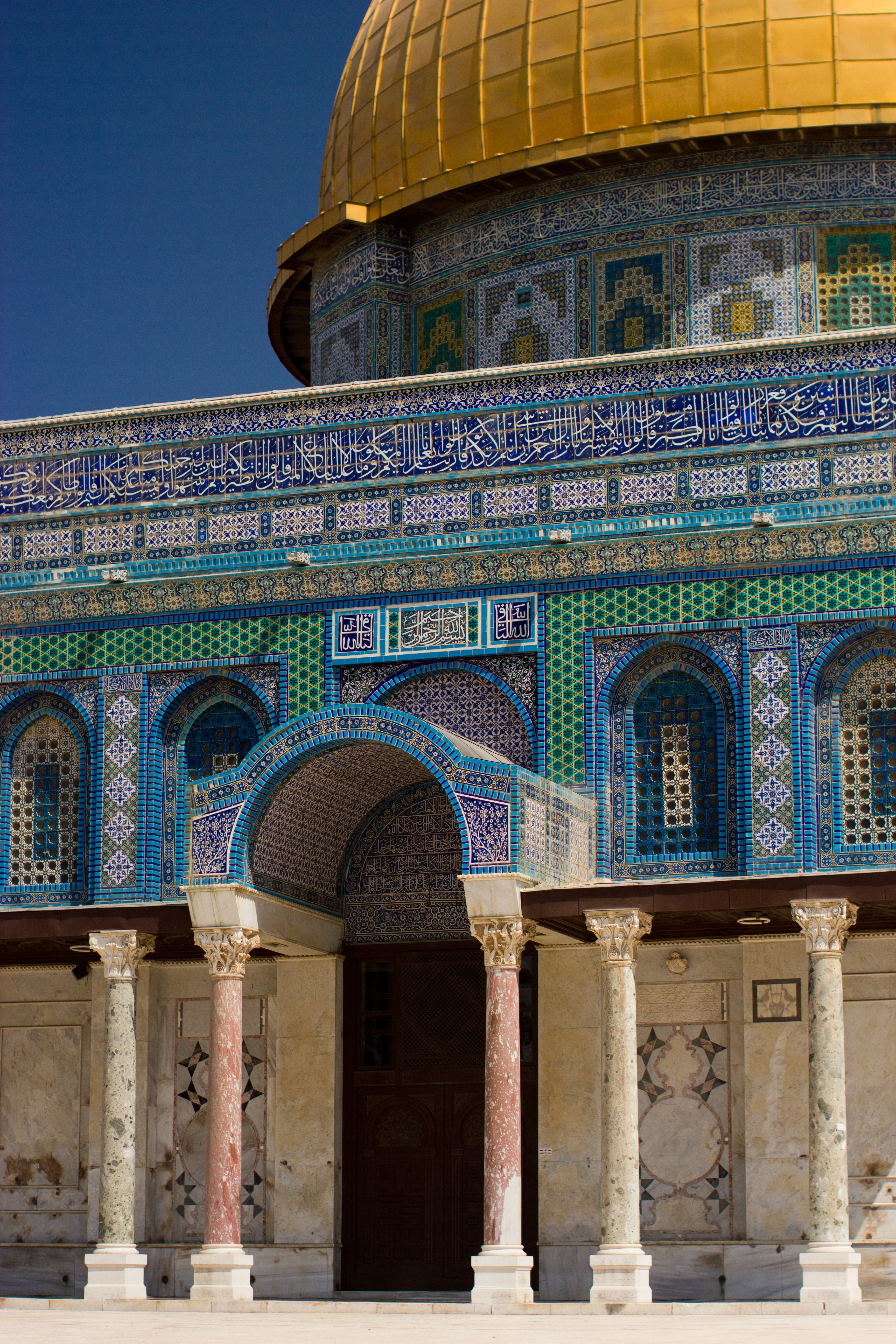
قبة الصخرة في القدس، عرج منها النبي محمد إلى السماء.

يتميز العصر العربي الإسلامي في فلسطين عامة، بمميزات هامة تجعله مختلفاً تماماً عن العصور السابقة، سواء منها البيزنطية، أم الهيلنستية، أم الفارسية، أم غيرها. فالفتح العربي الإسلامي لفلسطين لم يكن من أجل التوسع أو نشر النفوذ، أو إقامة الإمبراطوريات، إنما بدوافع دينية لنشر دين الله، وتخليص الشعوب المغلوبة على أمرها، ويبدو ذلك بكل وضوح في عدم تعرض مدن فلسطين إلى أي تدمير عند فتحها. فلقد استطاعت الموجة العربية الإسلامية القادمة من الجزيرة العربية، في القرن السابع الميلادي تحرير بني قومها من سيطرة البيزنطيين، ومن ثم تعزيز الوجود العربي فيها، ورفده بدماء عربية جديدة، حيث سبقتها الموجات العربية القديمة، من أنباط نحو 500 ق.م. وآراميين نحو 1500 ق. م. وأموريين، وكنعانيين نحو 3000 ق.م.
أصبحت القدس مدينة مقدسة بالنسبة للمسلمين بعد حادثة الإسراء والمعراج وفق المعتقد الإسلامي، وبعد أن فُرضت الصلاة على المسلمين، أصبحوا يتوجهون أثناء إقامتها نحو المدينة، وبعد نحو 16 شهرًا، عاد المسلمون ليتوجهوا في صلاتهم نحو مكة بدلاً من القدس، بسبب كثرة تعيير اليهود لمحمد وللمسلمين بسبب استقبالهم لقبلة اليهود، ولأسباب أخرى.
وقد فتح المسلمون فلسطين، ابتداء من 634 للميلاد. في 636 م، وقعت معركة اليرموك بين المسلمين والروم البيزنطيين في وسط بلاد الشام، انتصر فيها المسلمون. وفي عهد عمر بن الخطاب والفتوحات الإسلامية، أًرسل عمرو بن العاص وأبو عبيدة بن الجراح لفتح فلسطين عامة ونشر الدعوة الإسلامية فيها، لكن القدس عصيت عليهم ولم يتمكنوا من فتحها لمناعة أسوارها، حيث اعتصم أهلها داخل الأسوار. وعندما طال حصار المسلمين لها، طلب رئيس البطاركة والأساقفة، المدعو «صفرونيوس»، طلب منهم أن لا يسلم القدس إلا للخليفة عمر بن الخطاب بشخصه، فكان الفتح العمري لبيت المقدس. كتب عمر مع المسيحيين وثيقةً عُرفت باسم «العهدة العمرية» وهي وثيقة منحتهم الحرية الدينية مقابل الجزية، وتعهد بالحفاظ على ممتلكاتهم ومقدساتهم،
وبعد أن فُتحت بلاد الشام، قسمت إلى مقاطعات عدة دُعي كل منها «جُنداً» وهي تعني المحافظات العسكرية. وكانت منطقة فلسطين واقعة ضمن جند فلسطين وجند الأردن، وهما من بين خمسة أجناد تابعة لولاية الشام. كانت الأجناد الأخرى هي جند قنسرين وجند دمشق وجند حمص. في عام 661 م، ومع اغتيال الخليفة علي بن أبي طالب، أصبح معاوية بن أبي سفيان بلا منازع خليفة العالم الإسلامي بعد أن توج في القدس. كان مسجد قبة الصخرة، الذي أنجز بناؤه في 691، العمل المعماري الأكبر في العالم والأول من نوعه في العمارة الإسلامية. استبدل العباسيون الحكم الأموي عام 750، وأصبحت بعدها الرملة المدينة الرئيسية والمركز الإداري للقرون التالية، كما أصبحت طبريا مركزا مزدهرا للمنح الدراسية للمسلمين.

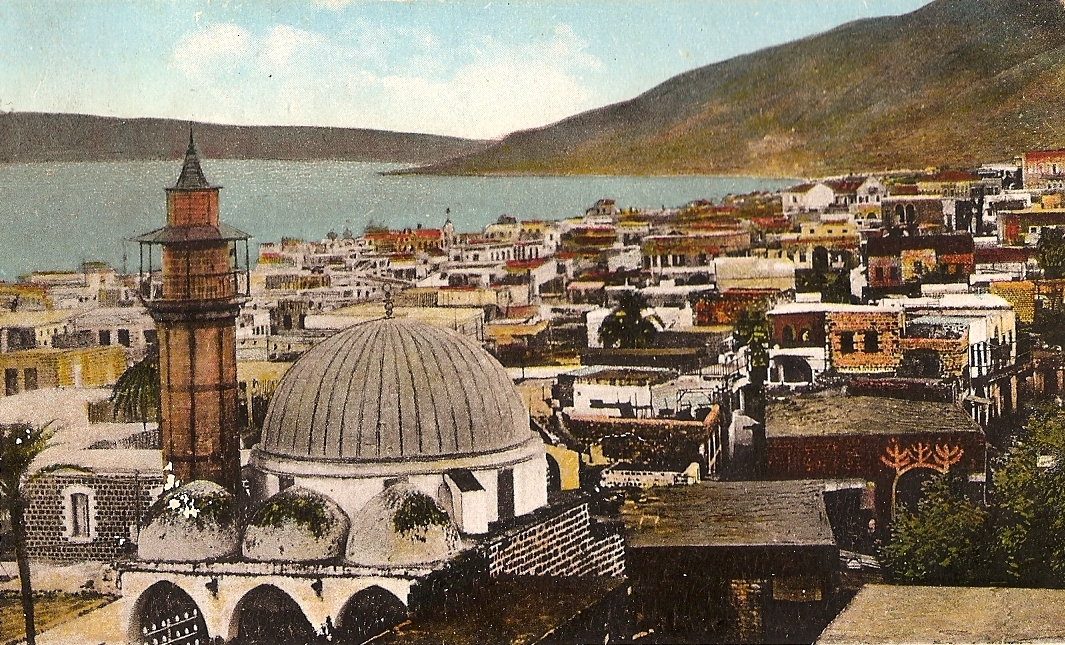
أصبحت طبريا في العهد العباسي مركزا علميا مزدهرا.

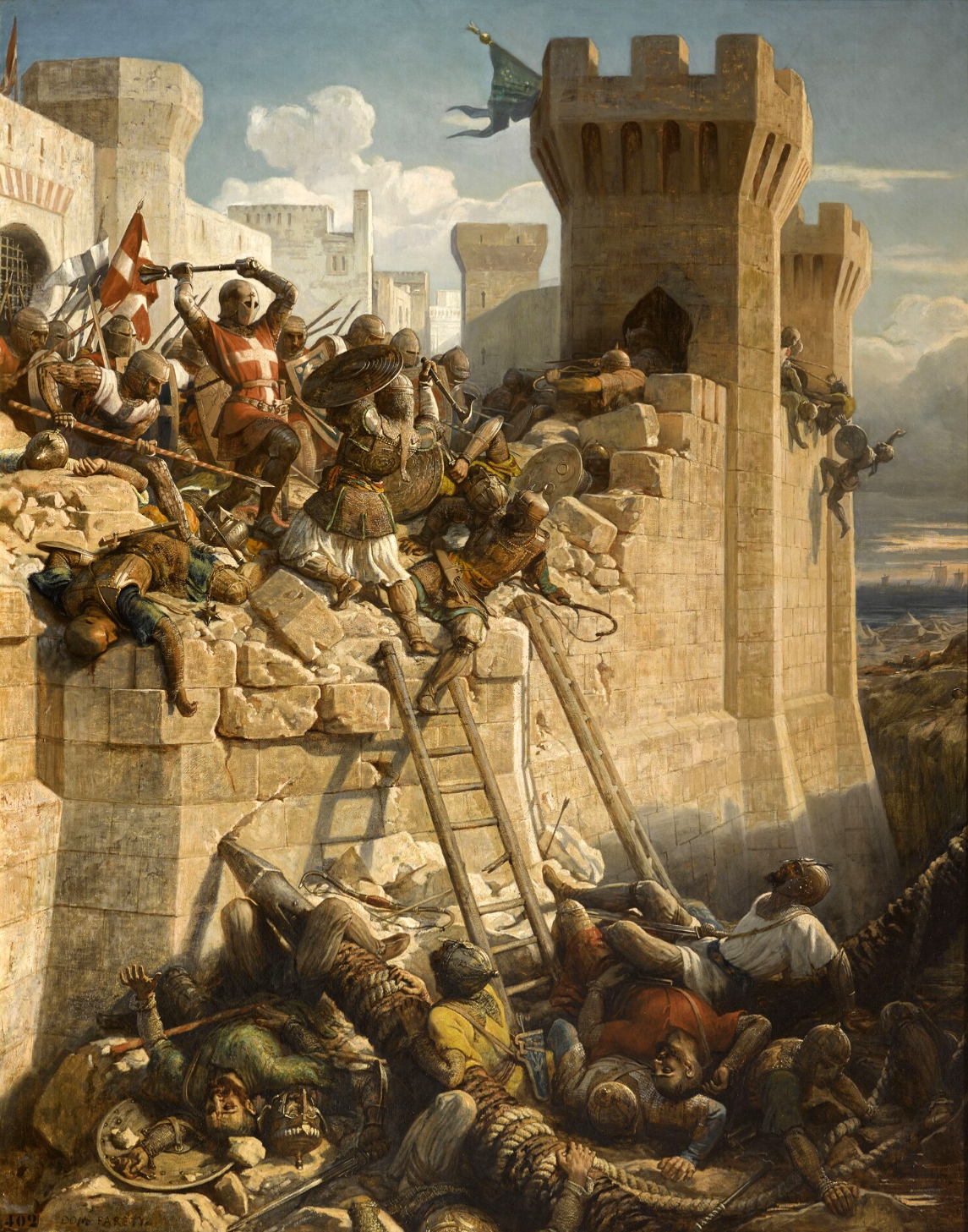
الإسبتارية يدافعون عن أسوار عكا عام 1291 - بريشة كرستيان غانثر.

ابتداء من 878 م، حُكمت فلسطين من مصر، مع تمتعها بحكم ذاتي شبه مستقل لقرن تقريبا. في العهد الفاطمي، اجتيحت المنطقة في 970 بجيش من البربر في الغالب، وهو التاريخ الذي يصادف بداية الفترة المتواصلة من الحروب بين القبائل التي دمرت الكثير من مدن البلاد. في 1073 سيطرت على فلسطين الإمبراطورية السلجوقية الكبرى، إلا أن استعادها الفاطميون عام 1098، ثم فقدوها لصالح الصليبيين في 1099 الذين غزوا فلسطين في حملات مختلفة وأسسوا فيها مملكة بيت المقدس. استمرت سيطرتهم على القدس ومعظم فلسطين قرن تقريبا حتى هزيمتهم على يد قوات صلاح الدين الأيوبي في معركة حطين عام 1187. بعد ذلك، تمت السيطرة على معظم فلسطين من قبل الأيوبيين. بقيت الدولة الصليبية تنازع في المدن الساحلية الشمالية لمدة قرن من الزمان. قاد الحملة الصليبية الرابعة مباشرة إلى انهيار الإمبراطورية البيزنطية، والحد كثيرًا تأثير المسيحية في جميع أنحاء المنطقة.
في العهد المملوكي، كانت فلسطين إحدى إقطاعيات الظاهر بيبرس. وفي عام 1260 تحديدا، شهدت منطقة عين جالوت الواقعة بين بيسان وجنين واحدة من المعارك الفاصلة في التاريخ، حيث تعد معركة عين جالوت من أهم المعارك في تاريخ العالم الإسلامي، انتصر فيها المسلمون المماليك انتصارا ساحقا على المغول وكانت هذه هي المرة الأولى التي يهزم فيها المغول في معركة حاسمة منذ عهد جنكيز خان. أدت المعركة لانحسار نفوذ المغول في بلاد الشام وخروجهم منها نهائيا وإيقاف المد المغولي المكتسح الذي أسقط الخلافة العباسية سنة 1258م. في 1486، اندلعت أعمال القتال بين المماليك والأتراك العثمانيين في معركة للسيطرة على غرب آسيا، وقد سيطر العثمانيون بعدها على فلسطين وكل بلاد الشام في 1516.

### العصور الحديثة

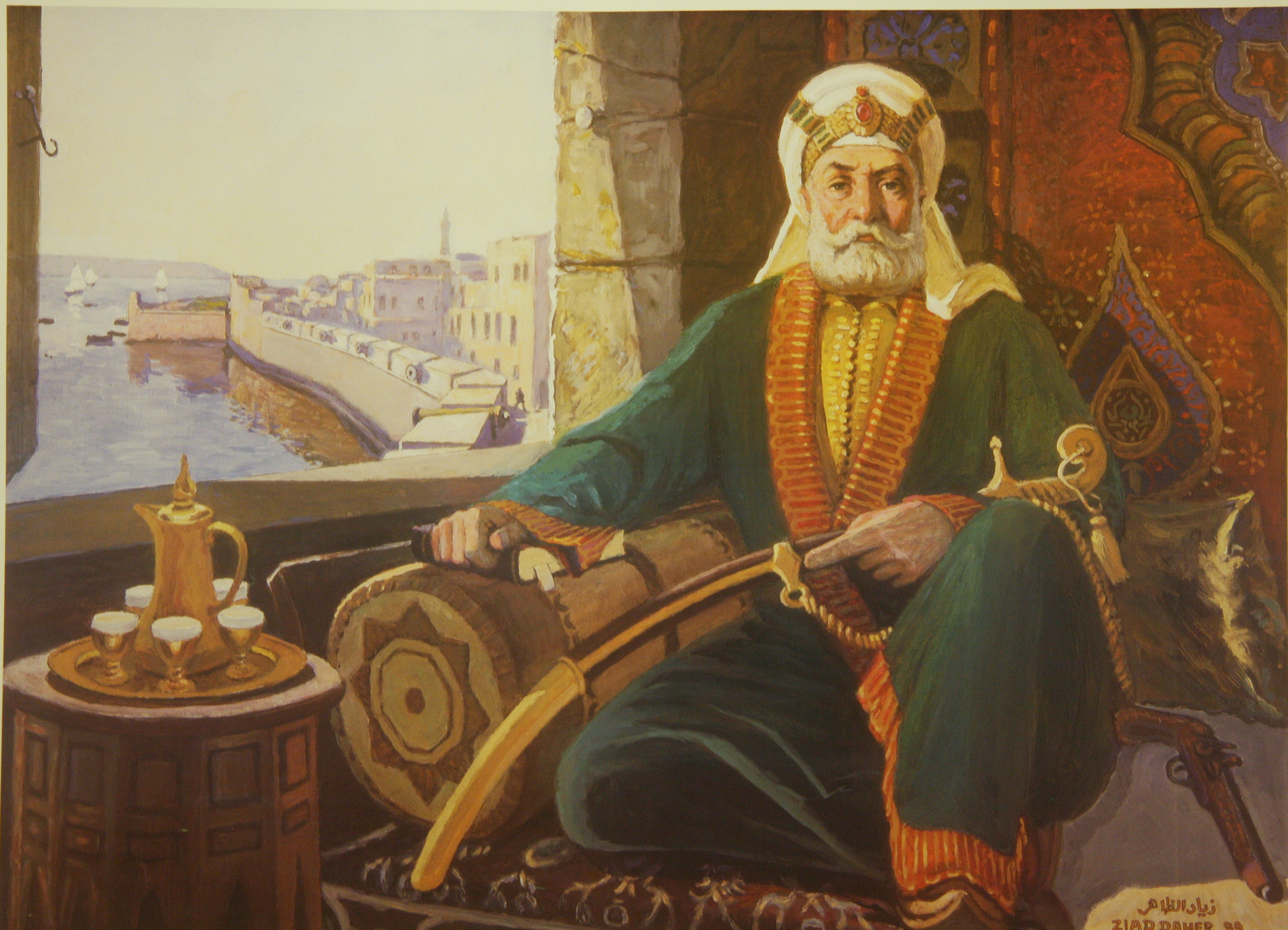
ظاهر العمر - حاكم عكا وباني حيفا الحديثة عام 1761.

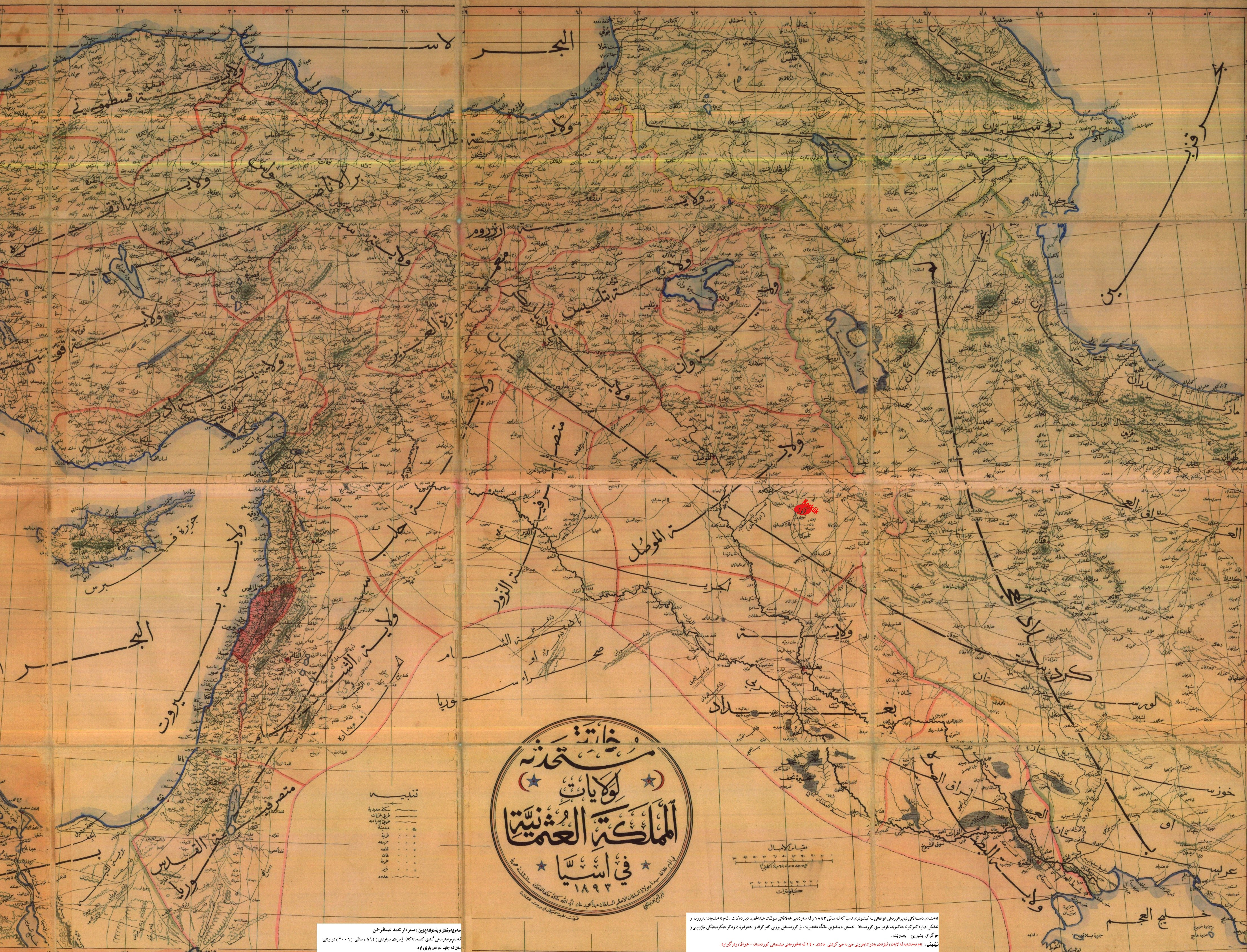
كانت مدن فلسطين في العهد العثماني، واقعة ضمن متصرفية القدس الشريف، وولاية بيروت (سنجق عكا وسنجق نابلس).

مع مطلع هذه الفترة التي انتهى فيها الحكم المملوكي وانضوت فلسطين وكل بلاد الشام في إطار الدولة العثمانية التي دام حكمها قرابة الأربعة قرون. امتد سلطان الدولة العثمانية المتمركزة في إسطنبول على البلقان والأناضول خلال قرنين من الحروب والتوسع.
وفي ظل هذه القوة المركزية والبارزة في المنطقة بدأ تزايد الصراع على النفوذ بين ثلاثة قوى هي الدولة العثمانية والدولة الصفوية الناشئة في تبريز، والمماليك من جهة ثالثة، ففي آب/ أغسطس (1514 م)، كانت الموقعة الأولى الفاصلة بين الدولة العثمانية بزعامة «سليم الأول» والدولة الصفوية بزعامة «الشاه إسماعيل» في (جالديران) قرب (تبريز) وانتصر فيها العثمانيون بفضل فعالية السلاح الناري الذي كانوا يتفوقون في استخدامه. وبعد عامين هزم العثمانيون المماليك في موقعة حاسمة في (مرج دابق) قرب حلب في (23 آب/ أغسطس 1516 م)، وكان ذلك نهاية السلطة المملوكية باحتلال العثمانيين لمصر.
وفي نفس العام دخل سليم الأول بلاد الشام دون أدنى مقاومة وذلك لكره الشاميين للمماليك في ذاك الوقت من جهة، وخوفهم من العثمانيين من جهة أخرى. وبعد موت «سليم» تولى السلطة ابنه «سليمان» (1520 -1566 م) والذي لُقب بسليمان القانوني نظراً لكثرة القوانين التي أصدرها في شؤون تنظيم الدولة. وفي عهده بلغت الإمبراطورية العثمانية مبلغها في الاتساع والازدهار، وامتدت على ثلاث قارات، كما ورثت الخلافة العباسية والإمبراطورية البيزنطية وأصبحت إسطنبول مركزاً للعالم الإسلامي وانبعاث الحضارة الإسلامية من جديد. ولكن بعد اكتشاف أمريكا ورأس الرجاء الصالح وبداية النهضة الأوروبية بدأ مركز القوة يتحول إلى الغرب.

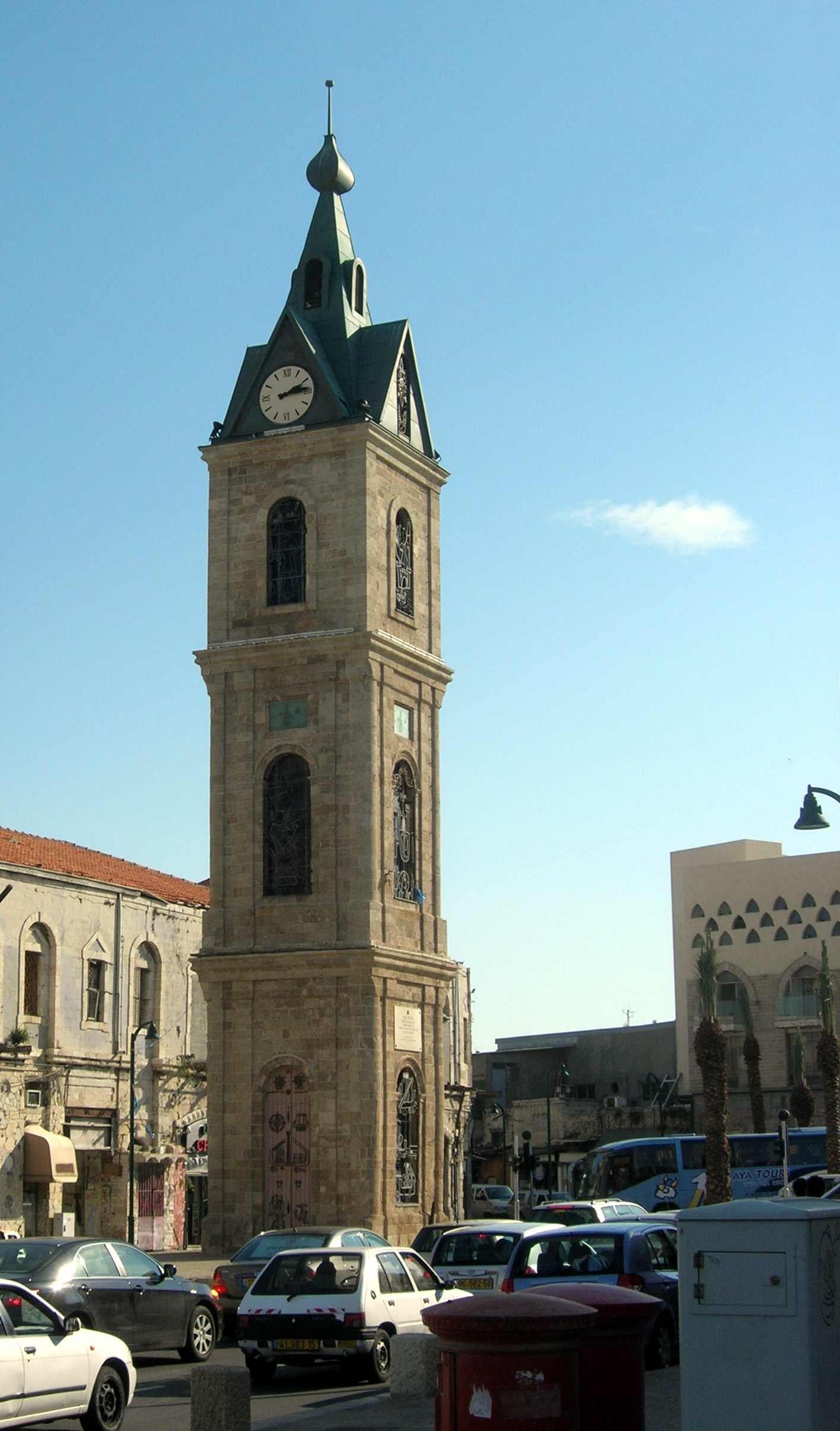
برج الساعة، يافا شُيد في 1906 تخليدا للسلطان عبد الحميد الثاني.

ولقد ترك العثمانيون أثرا كبيرا في ازدهار فلسطين، حيث إزدادت أهمية موانئها على أيامهم، وانشأوا المدارس والمساجد والكنائس والحمامات والأسواق والسرايا وغيرها من الأبنية الحكومية والخاصة، وخاصة في مدن القدس، عكا، يافا، نابلس، جنين، وبيت لحم.
تعد حملة نابليون على مصر وبلاد الشام بداية الصراع الاستعماري الأوروبي لاحتلال أقطار الوطن العربي في أعقاب الثورة الصناعية في أوروبا. فقد توجه نابليون بونابرت بحملته إلى بلاد الشام بعد انتصاره على المماليك ودخوله القاهرة في (21 تموز/ يوليو 1798).

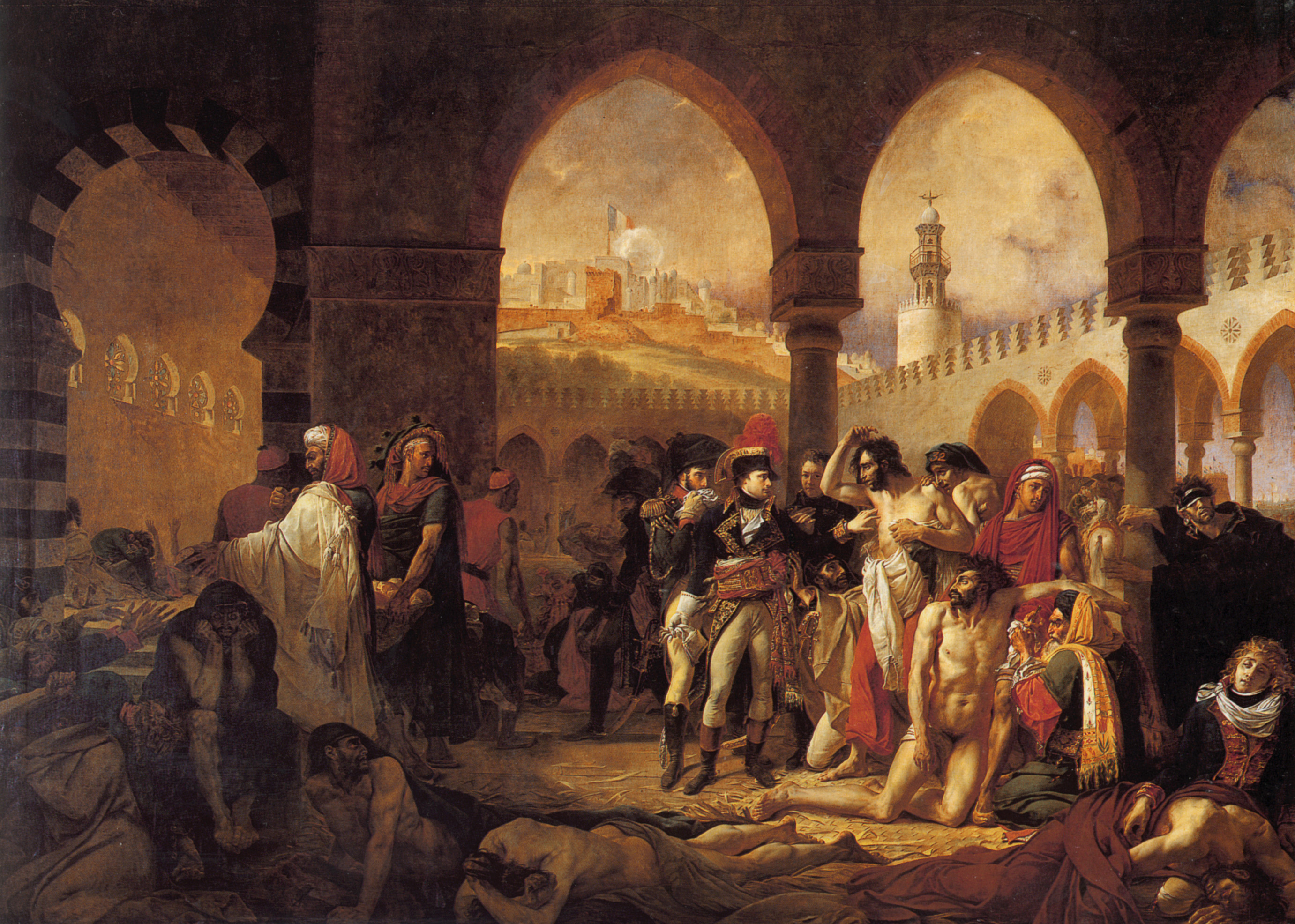
لوحة غزو نابليون لفلسطين في عام 1799، معروضة في متحف اللوفر.

اقتصرت حملة نابليون بونابرت على فلسطين، ولم تتجاوز الشريط الساحلي منها سوى منطقة الناصرة – طبرية، حيث هزمت الجيش العثماني، وبدأت الحملة باحتلال منطقة قطبة على الحدود مع الشام في 1798 في سيناء ثم قلعة العريش، وبعد ثلاثة شهور أخذت الحملة بالتراجع إلى مصر بعد فشلها في احتلال عكا في 1799.
وفي السنوات الأخيرة من العهد العثماني، كانت فلسطين من الناحية الإدارية تقع في قسمين إداريين: الأول هو متصرفية القدس الشريف المرتبطة بوزارة الداخلية في استانبول، وكانت أقضية بئر السبع والخليل وغزة ويافا تابعة لها بالإضافة إلى بيت لحم. والثاني: شمال فلسطين الذي كان يتبع لواءين: سنجق نابلس ومن أعماله طولكرم وجنين وطوباس وبيسان، وسنجق عكا، ومن أعماله صفد وطبرية والناصرة وحيفا. أما من الناحية العسكرية، فكانت فلسطين جزءًا من القيادة العسكرية العامة لسورية.
وكان سنجق عكا سنجق عثماني يقع في ولاية بيروت. تمتد حدوده بين سنجق حوران ونهر الأردن شرقاً والبحر المتوسط غرباً، وسنجق نابلس شمالاً وسنجق بيروت جنوباً. اقتطع سنجقا عكا ونابلس من ولاية سوريا وألحقا بولاية بيروت عام 1888.

### التاريخ المعاصر
عُقد عام 1916 تفاهم سري بين فرنسا وبريطانيا ومصادقة روسيا على اقتسام الجزء الشمالي من الأراضي العربية (العراق وبلاد الشام) بين فرنسا وبريطانيا لتحديد مناطق النفوذ في المشرق العربي بعد انهيار الإمبراطورية العثمانية، المسيطرة على هذه المنطقة، جراء هزيمتها في الحرب العالمية الأولى.
تقرر أن تقع المنطقة التي اقتطعت فيما بعد من جنوب سوريا وعرفت بفلسطين تحت إدارة دولية (عدا صحراء النقب)، يجري الاتفاق عليها بالتشاور بين بريطانيا وفرنسا وروسيا. ولكن الاتفاق نص على منح بريطانيا مينائي حيفا وعكا على أن يكون لفرنسا حرية استخدام ميناء حيفا مقابل حرية استخدام بريطانيا لميناء اسكندرون السوري الواقع تحت الوصاية الفرنسية. لقد تبنت إنجلترا منذ بداية القرن العشرين سياسة إيجاد كيان يهودي سياسي في فلسطين قدروا أنه سيظل خاضعاً لنفوذهم ودائراً في فلكهم وبحاجة لحمايتهم ورعايتهم وسيكون في المستقبل مشغلة للعرب ينهك قواهم ويورثهم الهم الدائم يعرقل كل محاولة للوحدة فيما بينهم. وتوجت بريطانيا سياستها هذه بوعد بلفور الذي أطلقه وزير خارجيتها آنذاك عام 1916.
في عام 1917، سقطت فلسطين بيد الجيش الإنجليزي، ودخلت مدن فلسطين مظلة الانتداب البريطاني على فلسطين عام 1920 والذي سمح للهجرة اليهودية إلى فلسطين، وقد قامت مصر بدخول قطاع غزة عام 1948، كما قام الأردن بدخول الضفة الغربية. في فبراير عام 1949 وقعت كل من مصرو الأردن من جهة وإسرائيل من جهة أخرى هدنة تقضي باحتفاظ مصر بالقطاع، والأردن بالضفة. ولذلك كانت مأوى لكثير من اللاجئين الفلسطينيين عند خروجهم من ديارهم. وبقي هذان الجزءان تحت الحكم المصري والأردني حتى حرب 1967.

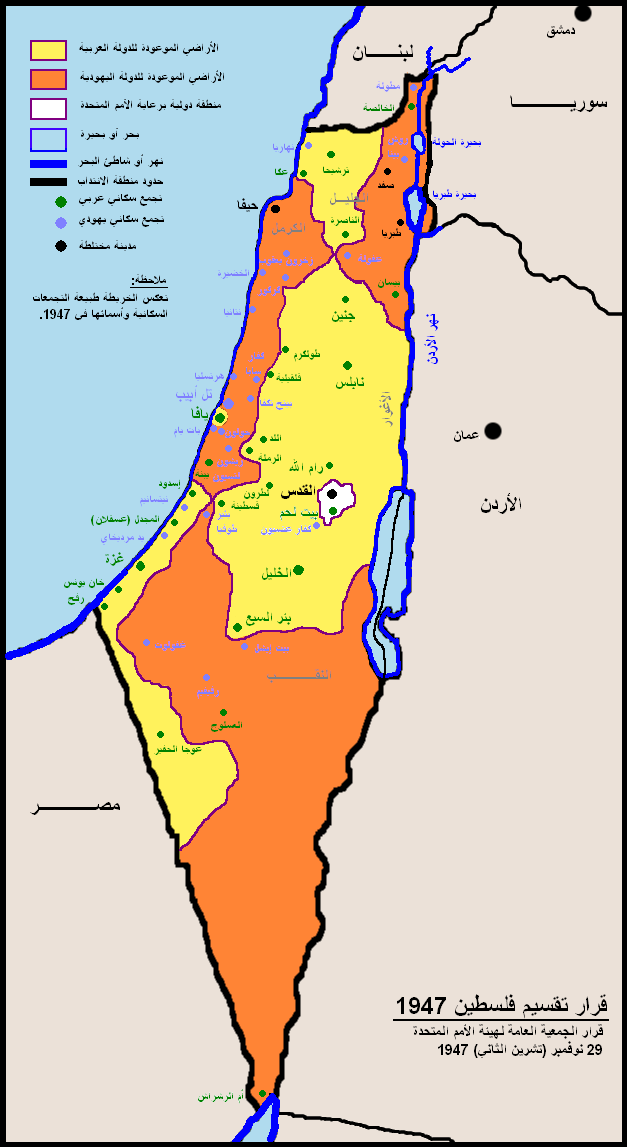
خارطة تقسيم فلسطين عام 1947.

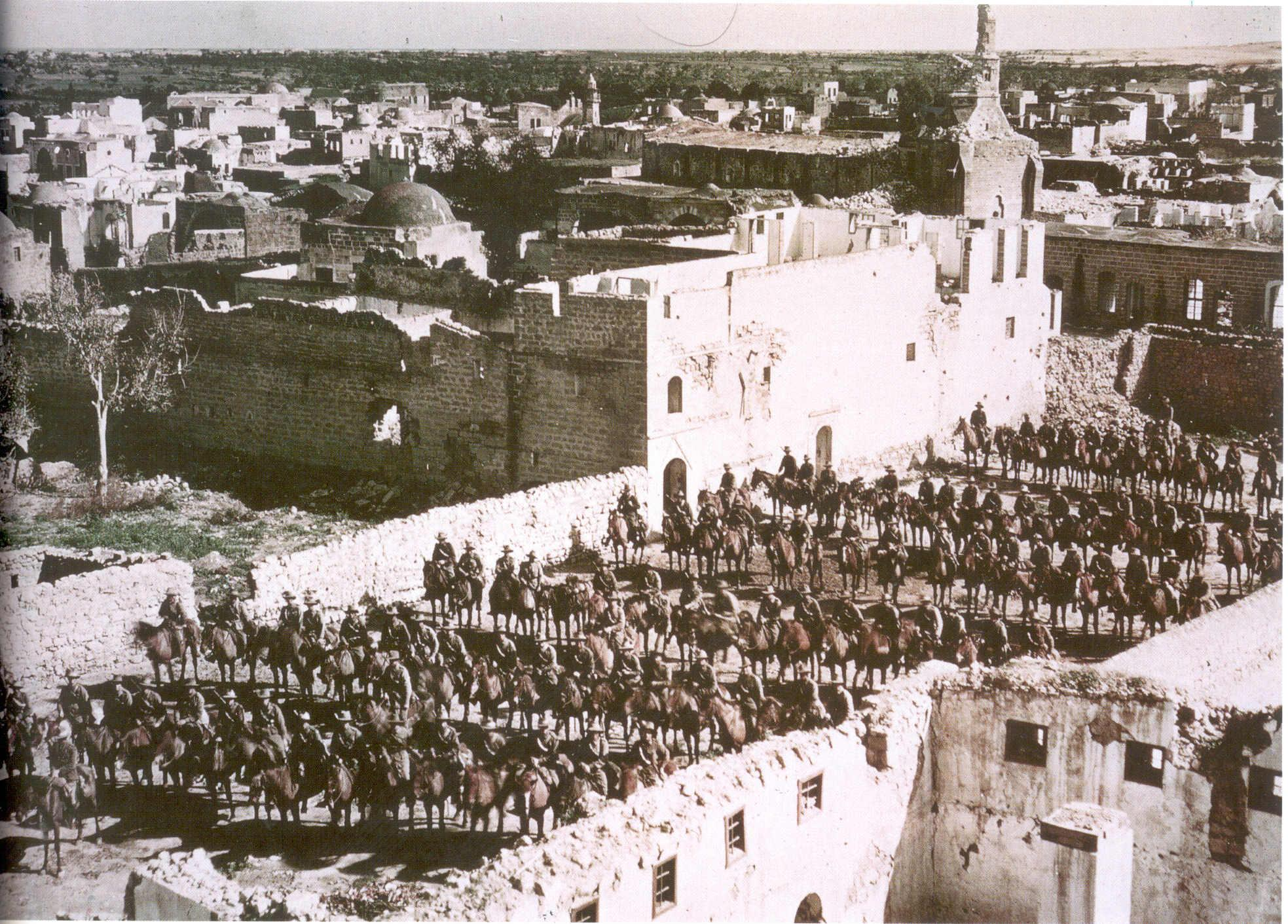
القوات البريطانية في غزة عام 1918.

بدأ التوتر بين السكان العرب وبين المهاجرين اليهود يظهر في نهاية العشرينات من القرن الفائت، ووصل لذروته في منتصف الثلاثينات عندما أعلن الفلسطينيون الثورة الفلسطينية الكبرى عام 1936. قامت هيئة الأمم المتحدة عام 1947 بمحاولة لإيجاد حل الصراع العربي الإسرائيلي القائم على فلسطين، وقامت هيئة الأمم بتشكيل لجنة UNSCOP المتألّفة من دول متعدّدة باستثناء الدّول دائمة العضوية لضمان الحياد في عملية إيجاد حلّ للنزاع. أعطى قرار التقسيم 55% من أرض فلسطين للدولة اليهودية، وشملت حصّة اليهود من أرض فلسطين على وسط الشريط البحري (من إسدود إلى حيفا تقريبا، ما عدا مدينة يافا) وأغلبية مساحة صحراء النقب (ما عدا مدينة بئر السبع وشريط على الحدود المصرية). ولم تكن صحراء النّقب في ذاك الوقت صالحة للزراعة ولا للتطوير المدني، واستند مشروع تقسيم الأرض الفلسطينية على أماكن تواجد التّكتّلات اليهودية بحيث تبقى تلك التكتّلات داخل حدود الدولة اليهودية.
بعد انتهاء الحرب العالمية الثانية، تصاعدت حدّة هجمات الجماعات الصهيونية على القوات البريطانية في فلسطين، مما حدا ببريطانيا إلى إحالة المشكلة الفلسطينية إلى الأمم المتحدة، وفي 28 ابريل بدأت جلسة الجمعية العامة التابعة للأمم المتحدة بخصوص قضية فلسطين، واختتمت أعمال الجلسات في 15 مايو 1947 بقرار تأليف (UNSCOP) لجنة الأمم المتحدة الخاصة بفلسطين، وفي 14 أيار / مايو 1948 إنسحبت بريطانيا من فلسطين، وأعلنت المنظمة الصهيونية في نفس اليوم إعلان دولة إسرائيل على أكثر من الجزء المخصص لها في التقسيم من أرض فلسطين.
وقد نشبت أول حرب بين العرب وإسرائيل في عام 1948 عقب إعلان قيام دولة إسرائيل على أرض فلسطين، حيث قامت قوات خمس دول عربية (مصر وسوريا والأردن ولبنان والعراق) بدخول فلسطين لمنع قيام الدولة العبرية على أرض فلسطين، واستمرت العمليات العسكرية حتى يناير/ كانون الثاني 1949 بعد أن سيطرت إسرائيل عمليا على الأجزاء التي أعطاها إياها قرار التقسيم 194 وأكثر منها. وفي ذاك التاريخ ولدت مسألة اللاجئين بخروج أكثر من 700 ألف فلسطيني من ديارهم إلى الضفة الغربية (التي اتبعت بالأردن لاحقا) وقطاع غزة (الذي ضمته مصر أيضا)، بالإضافة لدول الجوار والمهجر، ليبدأ الصراع العربي الإسرائيلي. في نكبة عام 1948 م، طُرِد وهُجِّر غالبيّة سكان المدن العربية منها فاستحالوا لاجئين حيث لم يسمح إلا للقليل منهم بالعودة إلى مدنهم، في حين صادرت دولة إسرائيل البيوت العربية التي هجرت من أهلها.

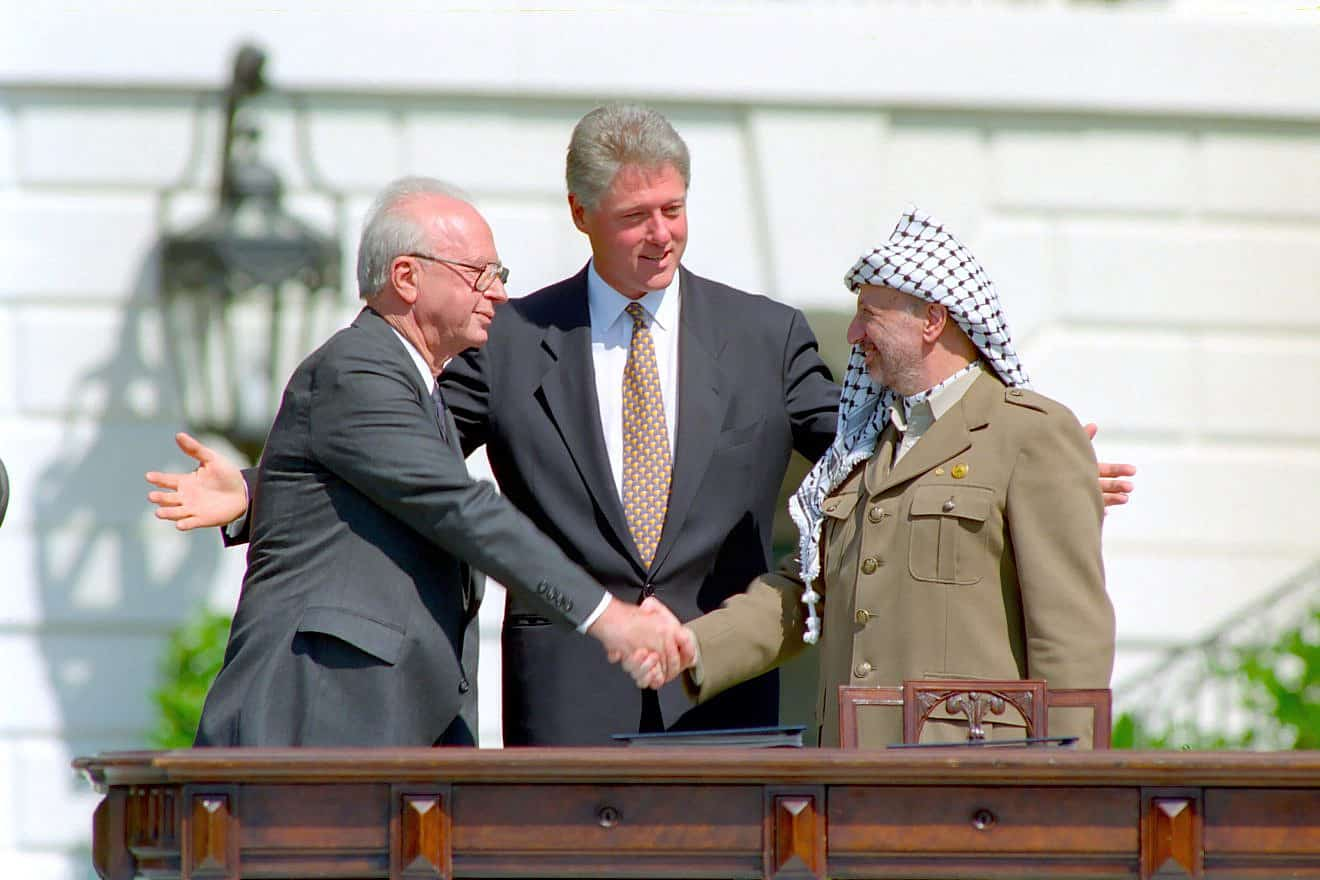
بيل كلينتون بين عرفات ورابين خلال التوقيع على إتفاق أوسلو عام 1993.

وقد تشكلت في غزة حكومة في 23 سبتمبر 1948 هي حكومة عموم فلسطين وذلك خلال حرب 1948 برئاسة أحمد حلمي عبد الباقي. وقد قوبل إعلان هذه الحكومة بالرفض من عدة أنظمة عربية هي الأردن والعراق ومصر. وظل تمثيلها شكليا لفلسطين في الجامعة العربية لعدة سنوات قبل انهيارها.
اعتبرت القيادات الصهيونية السياسية والعسكرية أن بقاء المدن الكبرى كيافا وحيفا بيد العرب كارثة كبرى للمشروع الصهيوني، لذا فإن تصفية تلك المدن هو في حد ذاته مساهمة كبيرة في نجاح هذا المشروع، وبالتالي يؤدي إلى إضعاف أي محاولة فلسطينية لإعادة بناء المدينة الفلسطينية من جديد. وقد أقدمت بلديات تلك المدن بعد النكبة بهدم مئات البيوت والمباني العربية في معظم الأحياء العربية التي استولت عليها عصابة الهاغاناه وذلك من منطلق منع عودة العرب إلى مدنهم.
وقد نشبت حرب وقعت أحداثها في مصر وقطاع غزة في 1956 وكانت الدول التي اعتدت هي فرنسا وإسرائيل وبريطانيا على أثر قيام جمال عبد الناصر بتأميم قناة السويس. تعرف أيضا هذه الحرب بحرب 1956. دام احتلال إسرائيل لقطاع غزة فيها عدة أشهر استمر حتى 1957، وكان يطلق عليها في العالم العربي (العدوان الثلاثي) وفي الإعلام الغربي (أزمة السويس) وفي الإعلام الإسرائيلي (حرب سيناء).
في عام 1964 تأسست منظمة التحرير الفلسطينية وانتخب أحمد الشقيري كاول رئيس لها، وهي منظمة سياسية شبه عسكرية، معترف بها في الأمم المتحدة والجامعة العربية كممثل شرعي وحيد للشعب الفلسطيني داخل وخارج فلسطين. جاء تأسيسها بعد انعقاد المؤتمر العربي الفلسطيني الأول في القدس نتيجة لقرار مؤتمر القمة العربي 1964 (القاهرة) لتمثيل الفلسطينيين في المحافل الدولية وهي تضم معظم الفصائل والأحزاب الفلسطينية تحت لوائها. من بينها حركة فتح والجبهة الشعبية والجبهة الديمقراطية وحزب الشعب (الشيوعي) وغيرها. ويعدّ رئيس اللجنة التنفيذية فيها، رئيسا لفلسطين والشعب الفلسطيني في الأراضي التي تسيطر عليها السلطة الفلسطينية في الضفة الغربية وقطاع غزة بالإضافة إلى فلسطينيي الشتات. وتجدر الإشارة إلى أن حركة المقاومة الإسلامية (حماس) وحركة الجهاد الإسلامي ليستا من فصائل منظمة التحرير الفلسطينية وأن الجبهة الشعبية لتحرير فلسطين - القيادة العامة سحبت عضويتها.
في عام 1967 نشبت حرب بين إسرائيل وكل من مصر وسوريا والأردن وبمساعدة لوجستية من دول عربية عديدة، انتهت بانتصار إسرائيل واستيلائها على باقي فلسطين (قطاع غزة والضفة الغربية) بالإضافة إلى سيناء المصرية وهضبة الجولان السورية. وتنحي الرئيس المصري جمال عبد الناصر عن الحكم مؤقتًا. وتهجير المزيد من أبناء الشعب الفلسطيني إلى دول الجوار.
ساهمت منظمة التحرير الفلسطينية مع غيرها من فصائل المقاومة الأخرى في انتفاضة 1987 التي أعادت القضية الفلسطينية إلى الأجندة العالمية من جديد بعد سنوات من الإهمال السياسي. وكان من أهم نتائج هذه الانتفاضة إضافة إلى الخسائر المادية التي ألحقتها بإسرائيل أن أزالت الخوف من صدور الشباب الفلسطيني وأعادت خيار المقاومة المسلحة إلى صدارة الحلول المطروحة لحل المشكلة الفلسطينية. في عام 1988 تبنت منظمة التحرير رسميا خيار الدولتين في فلسطين التاريخية، والعيش جنبا لجنب مع إسرائيل في سلام شامل يضمن عودة اللاجئين واستقلال الفلسطينيين على الأراضي المحتلة عام 1967 وبتحديد القدس الشرقية عاصمة لهم.في سبتمبر 1993، بعد مُفاوضات سرية، وقّع كل من رئيس وزراء إسرائيل إسحاق رابين ورئيس منظمة التحرير الفلسطينية ياسر عرفات اتفاقية أعلان مبادئ التي تقر انسحاب إسرائيل من قطاع غزة ومناطق أخرى، وتحويل إدارة الحكومة المحلية للفلسطينيين.

جدار الفصل بالضفة الغربية قرب بيت لحم. رسم عليه صورة ليلى خالد.

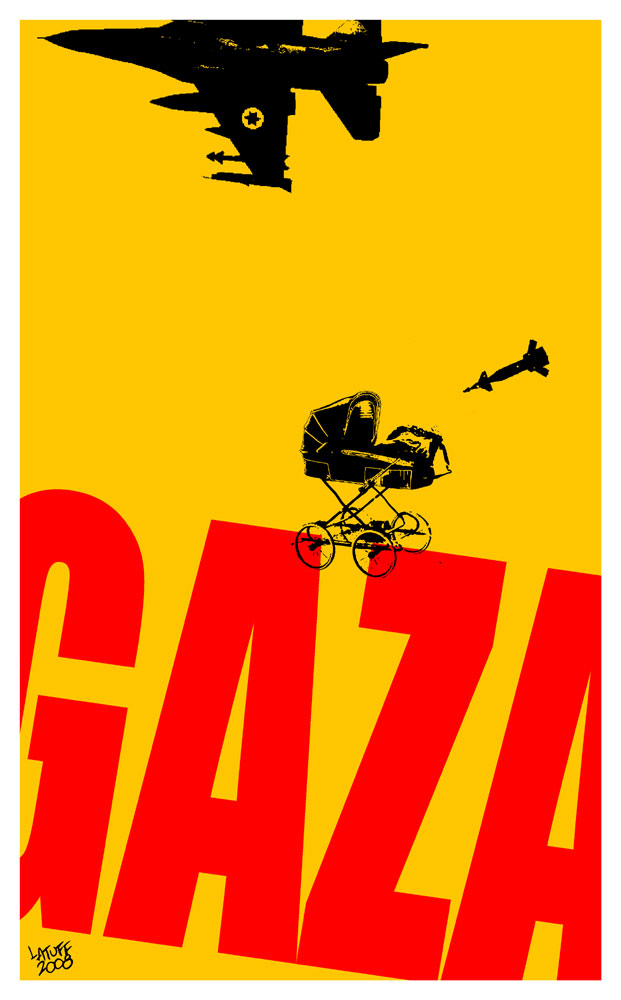
رسم جرافيتي للفنان العالمي كارلوس لاتوف عن حرب غزة 2009.

في مايو 1994، إنسحبت القوات الإسرائيلية من القطاع والضفة الغربية جزئيًا تاركة عدة مستوطنات لها تحت امرة الجيش الإسرائيلي في عمق القطاع، وأصبحت المنطقة جُزئيًا تحت حكم السلطة الفلسطينية إلى أن انسحبت إسرائيل بالكامل من أراضي قطاع غزة في 15 أغسطس 2005 بأوامر من رئيس الوزراء الإسرائيلي وقتها أريئيل شارون.
وقد اندلعت انتفاضة الأقصى في سبتمبر 2000 عقب الزيارة التي قام بها أرييل شارون المتورط في مجازر عدة بحق الشعب الفلسطيني من أشهرها مجزرة صبرا وشاتيلا 1982. وشاركت مختلف فصائل المقاومة الفلسطينية في هذه الانتفاضة وكبدت إسرائيل خسائر بشرية ومادية موجعة. واتهمت الحكومة الإسرائيلية أحد فصائل المنظمة (حركة فتح) وكتائب شهداء الأقصى التابعة لها بالإرهاب كما وصفتها الإدارة الأميركية بالشيء نفسه ووضعتها على قائمة المنظمات الإرهابية المطلوب محاربتها وتفكيكها، الأمر الذي وضع المنظمة نفسها بين مطرقة الضربات الإسرائيلية وسندان الضغوط الأميركية.

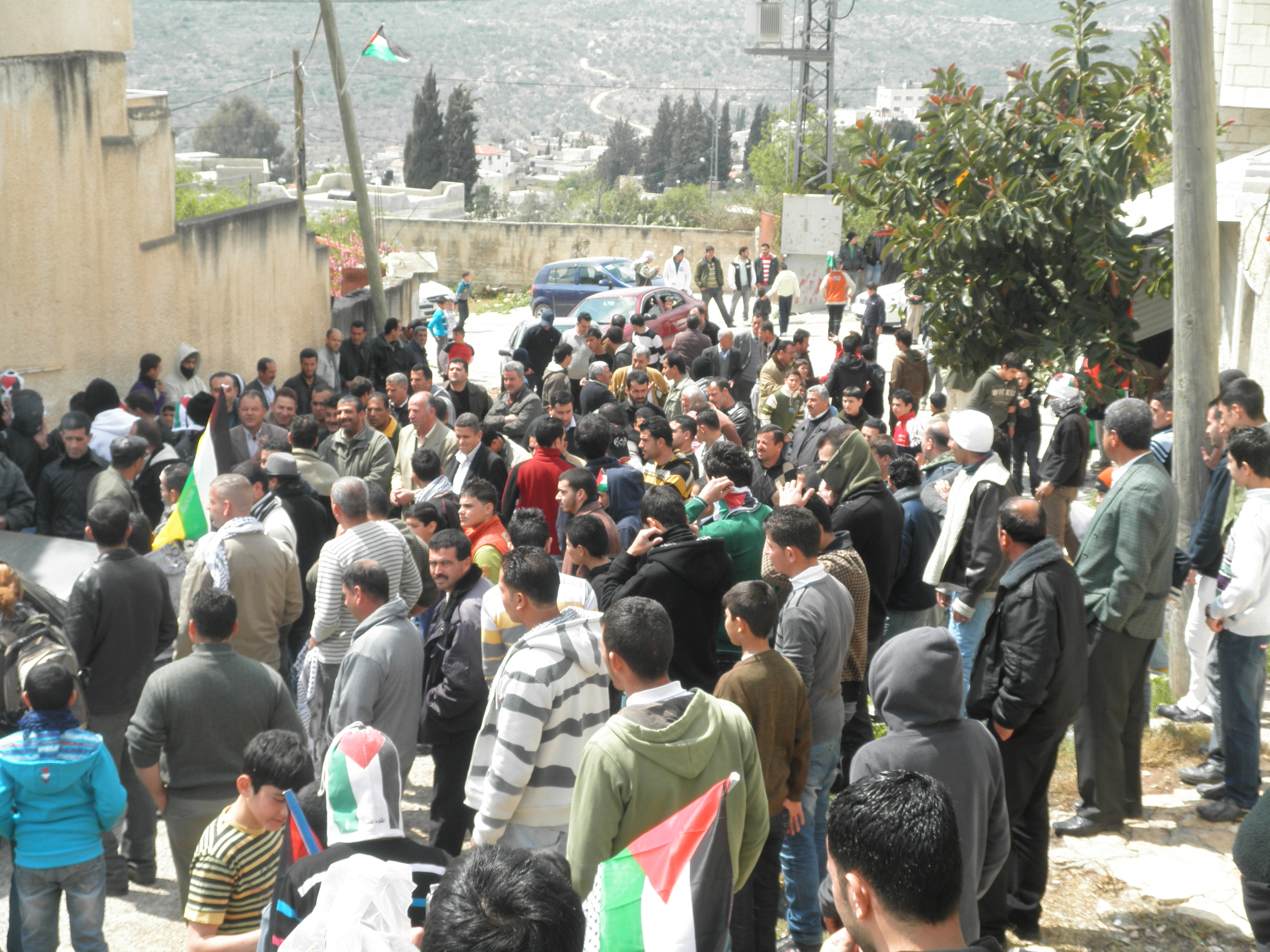
مظاهرة ضد حاجز الطريق، كفر قدوم ، آذار 2012

في عام 2006، وفي خضم الحرب الإسرائيلية على لبنان، رد حزب الله اللبناني بقصف مدن في شمال البلاد مثل حيفا بعشرات الصواريخ موقعة العشرات من الإصابات بين الإسرائيليين بين قتيل وجريح، فيما دوت صفارات الإنذار في مختلف مدن شمال إسرائيل بعد سقوط دفعة من صواريخ حزب الله، والذي كان مؤشر على تصعيد نوعي لعمليات المقاومة ضد إسرائيل. كما أوضح الحزب في بيان له أن ذلك القصف جاء ردا على الاعتداءات الإسرائيلية التي طالت مختلف المناطق اللبنانية وخصوصا بعض مناطق العمق، وارتكابها لمجازر فيها. يُشار بالذكر إلى أن إسرائيل قد شهدت قصفا بصواريخ عربية سابقا، وتحديدا في حرب الخليج الثانية عام 1991، عندما قام العراق بقصف عدة مواقع إسرائيلية في حيفا وتل أبيب ومدن أخرى بعدة صواريخ سكود.
وفي عام 2008 وبعد فوز حركة حماس بالانتخابات التشريعية وسيطرتها على قطاع غزة، حاصرت القوات الإسرائيلية القطاع، وقطعت عنها الكهرباء والوقود، وحرمت المرضى من الأدوية، ومنعت الدول العربية المُجاورة من إدخال الوقود إلى القطاع، وما زال الحصار مفروضًا على القطاع حتى الآن، وقد قتل كثير من الفلسطينيين من جراء الاشتباكات والتوغلات الإسرائيلية في القطاع. في نهاية هذا العام، بدأت إسرائيل حرب شرسة على قطاع غزة بدأت بالقصف الجوي العنيف لجميع مقرات الشرطة الفلسطينية ثم تتالى القصف لمدة أسبوع للمنازل والمساجد وحتى المستتشفيات وبعد أسبوع بدأت بالزحف البري إلى الأماكن المفتوحة في حملة عسكرية عدوانية غاشمة كان هدفها حسب ما أعلن قادة الاحتلال الصهيوني هو إنهاء حكم حركة المقاومة الإسلامية حماس، والقضاء على المقاومة الفلسطينية لا سيما إطلاق الصواريخ محلية الصنع مثل صاروخ القسام أو صواريخ روسية أو صينية مثل صاروخ غراد التي وصل مداها خلال الحرب إلى 50 كم، واستُخدمت القوات الصهيونية الأسلحة والقذائف المحرمة دوليًا مثل القنابل الفسفورية المسرطنة والقنابل آجلة التفجير وغيرها.
في نوفمبر 2012، أقدمت إسرائيل على الهجوم على غزة بقصف عشوائي استهدف في بادئ الأمر أحد قيادي حماس، إلاّ إنه طال المدنيين، ونتج عنه العشرات من الضحايا. وقد ردت المقاومة الفلسطينية ردًا غير مسبوق عبر قصفها لمدن في العمق الإسرائيلي كتل أبيب، وهرتسيليا وبئر السبع بعشرات الصواريخ.

## الجغرافيا
تقع فلسطين في غربي القارة الأسيوية بين خط طول 15-34ْ و40- 35ْ شرقاً، وبين دائرتي عرض 30-29ْ و 15 -33ْ شمالاً.
وهي تشكل الشطر الجنوبي الغربي من وحدة جغرافية كبرى في المشرق العربي، هي بلاد الشام، التي تضم - فضلا عن فلسطين -كلا من لبنان وسورية والأردن، ومن ثم كانت حدودها مشتركة مع تلك الأقطار، فضلاً عن حدودها مع مصر.
وفلسطين بحكم موقعها المتوسط بين أقطار عربية تشكل مزيجاً من عناصر الجغرافيا الطبيعية والبشرية لمجال أرض أرحب يضم بين جناحيه طابع البداوة الأصيل في الجنوب، وأسلوب الاستقرار العريق في الشمال. وتتميز الأرض الفلسطينية بأنها كانت جزءاً من الوطن الاصلي للإنسان الأول، ومهبطاً للديانات السماوية، ومكاناً لنشوء الحضارات القديمة، ومعبراً للحركات التجارية، والغزوات العسكرية عبر العصور التاريخية المختلفة، وقد أتاح لها موقعها المركزي بالنسبة للعالم أن تكون عامل وصل بين قارات العالم القديم آسيا وأفريقيا وأوروبا، فهي رقعة يسهل الانتشار منها إلى ما حولها من مناطق مجاورة، لذا أصبحت جسر عبور للجماعات البشرية منذ القدم، وهي رقعة تتمتع بموقع بؤري يجذب إليه - لأهميته - كل من يرغب في الاستقرار. وكان هذا الموقع محط أنظار الطامعين للسيطرة عليه والاستفادة من مزاياه.

### التضاريس

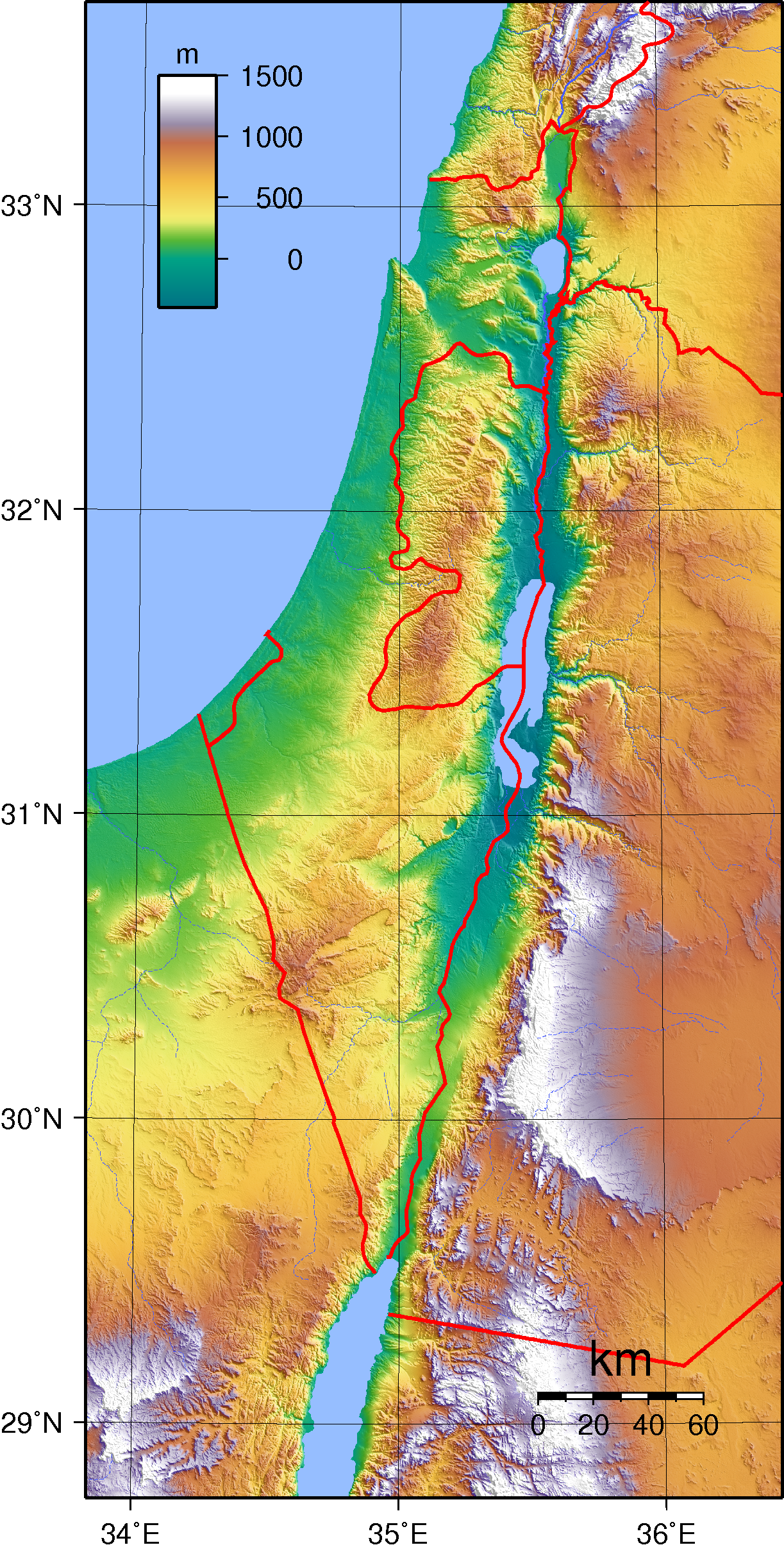
الخارطة الطبوغرافية لفلسطين.

تتكون فلسطين جغرافيا من أربعة مناطق طبيعية واضحة هي:
- السهل الساحلي
- المرتفعات (جبال الجليل مثل جبل القفزة ونابلس والقدس والخليل)
- غور الأردن: يشمل البحر الميت ووادي عربة. وهو جزء من الشق الجيولوجي الكبير الذي يبدأ عند حلب شمالاً وينتهي في البحر الأحمر جنوباً بحيث يشمل وادي البقاع، غور الأردن وسهل القاع، ومن الجيولوجيين من يربط هذا الشق بالبحيرات الاستوائية الأفريقية التي تقع حول منابع النيل.
- صحراء النقب

يتكون السهل الساحلي من سهل عكا بين الناقورة وحيفا، ومن السهل الساحلي الأكبر، الذي تفصله عن سهل عكا جبل الكرمل الذي يمتد منها إلى غزة ورفح، وهو يزداد اتساعًا في اتجاهه للجنوب، فيصبح عند غزة نحو الثلاثين كم، ويتصل بهضبة النقب التي تبلغ مساحتها نحو نصف مساحة فلسطين، أما الجبال فإنها على العموم تزداد ارتفاعًا بالاتجاه جنوبًا، ويفصل بين جبال الجليل وجبال نابلس مرج بن عامر المتسع والخصب. ويمتد غور الأردن من منطقة مرج الحولة جنوبًا عبر بحيرة طبرية إلى البحر الميت.
وتحوي فلسطين على عدة مدن ساحلية على شاطئ البحر المتوسط ومن أهمها: عكا، حيفا، الخضيرة، نتانيا، هرتسليا، تل أبيب، يافا أشدود، عسقلان (المجدل)، وغزة، والتي تعدّ من أهم مدن فلسطين من الناحية الجغرافية والاقتصادية والديمغرافية حيث يتركز في المدن والبلدات الساحلية نحو 60% من السكان (نحو 75% من السكان اليهود، ونحو 40% من السكان العرب)، وتوجد فيها أكبر المراكز الصناعية والتجارية. وتعدّ هذه المنطقة الساحلية، وخصوصًا منطقة تل أبيب وقطاع غزة، من أكثر مناطق العالم كثافة.
تمتلك فلسطين عدّة مناطق خصبة، أهمها المروج الشمالية بين جبال الجليل، مرج بن عامر وبعض المروج في وسط البلاد. إمدادات المياه للمنطقة ليست وفيرة، وهي معتمدة على مياه الأمطار التي تهطل خلال فترة 5 أشهر سنويًا لا غيرها (من نوفمبر إلى مارس). تعد بحيرة طبريا أهم وأكبر مصادر المياه الطبيعية للشرب والري في المنطقة، إذ كانت بحيرة الماء العذبة الوحيدة فيه. ويكون مصدر مياه البحيرة هو مياه الأمطار الهاطلة عليها مباشرة أو مياه نهر الأردن المغذَّى بثلوج جبل الشيخ المذوبة في موسم الربيع. نهر الأردن هو أكبر الأنهر في المنطقة، يتدفق جنوبًا خلال بحيرة طبريا إلى البحر الميت الشديد الملوحة. كذلك تُضخ مياه الشرب من الإكويفيرات (الطبقات تحت الأرضية الحاملة لمياه الأمطار المتغلغلة في الأرض)، وفي الآونة الأخيرة تعرضت هذه الخزانات الطبيعية تحت الأرضية للتمليح والتلوث بسبب زيادة جلب المياه منها ونقص مياه الأمطار التي تغذيها، وكذلك بسبب دفن النفاية الصناعية في أرض المنطقة الساحلية.
وتتداخل جبال نابلس بجبال القدس والخليل، التي يتراوح ارتفاع القسم الأكبر منها بين خمس مئة وألف من الأمتار، وبسبب قلة الأمطار التي تسقط عليها فإن عوامل التعرية لم تفعل فيها فعلها في جبال نابلس، لذلك فإن الأودية العميقة وخطوط الارتفاعات غير المنتظمة التي نراها في هذه الجبال أقل منها في تلك. وتظل هذه الجبال مرتفعات متصلة تكون هضبة عالية. قلما تختلف طبعيتها من مكان إلى آخر.
جيولوجيا

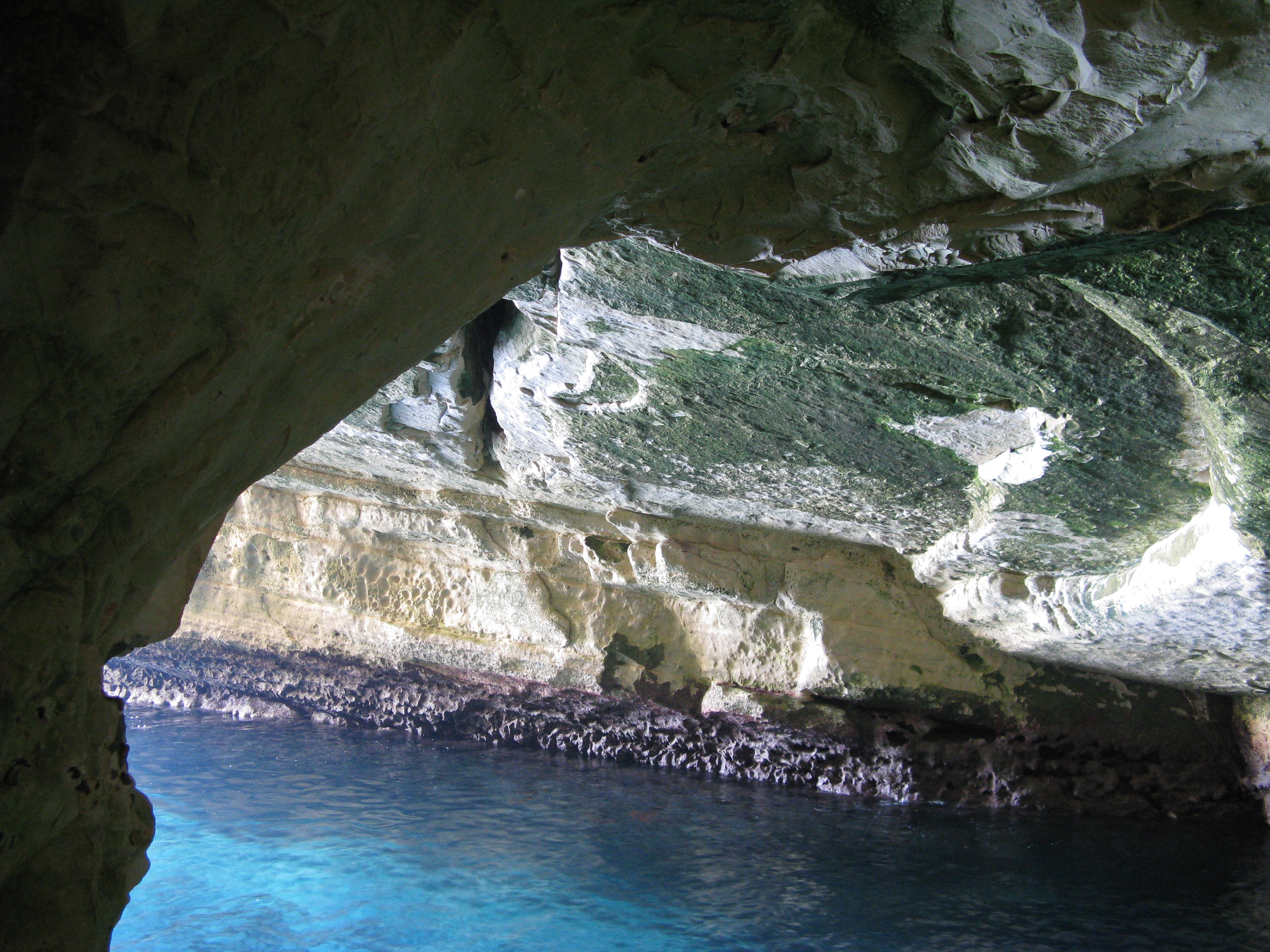
طبقات من الحجر الكلسي في أحد الكهوف الصخرية في رأس الناقورة.

تتألف فلسطين جيولوجيًا من طبقة من الحجر الرملي الأحمر فوق الصخور الأصلية يعقبها الحجر الكلسي الطباشيري الذي يشكل القسم الأعظم من الأرض. ويغشاه حجر كلسي نموليتي وتراب غريني. في القسم الشمالي الشرقي كتل ضخمة من الصخر البركاني. على امتداد الساحل الشرقي للبحر الميت وقسم من الجدار الصخري الملاصق لوادي الأردن شرقًا تمتد طبقة من الحجر الرملي النوبي الموجود أيضًا على المنحدرات الغربية من لبنان والجبل الشرقي، لونه أحمر قاتم أو مسمرّ. وفوق هذه الطبقة طبقة من الحجر الكلسي الطباشيري الذي يتألف منه معظم النجد شرقي نهر الأردن وغربيه. وفي القدس طبقتان من الحجر الكلسي طبقة عليا صلبة تعرف بالمزّي، وأخرى سفلى أقل صلابة تعرف بالملكي.

### الحياة البرية

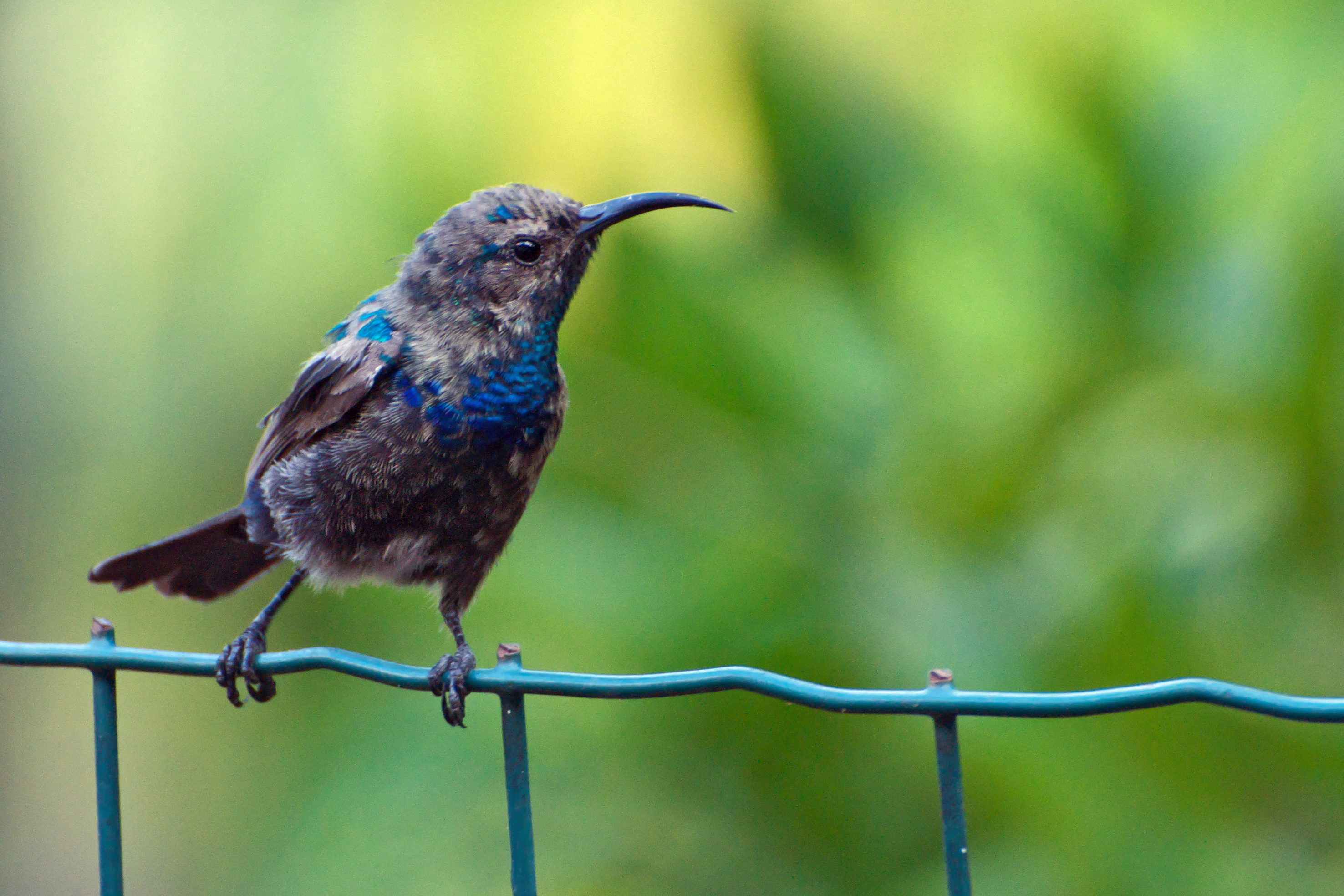
عصفور الشمس الفلسطيني (يُسمى أيضا: التمير الفلسطيني)، الطائر الوطني لفلسطين.

تتميز الحياة البرية في فلسطين التاريخية بتنوعها الكبير، وذلك عائد للتنوع المناخي في المنطقة ولوقوعها في منتصف قارات العالم القديم الثلاث: آسيا وأفريقيا وأوروبا، الأمر الذي جعل منها معبرًا لهجرة أنواع عديدة من الشمال إلى الجنوب والعكس، وأضفى عليها أنماطا مناخية مختلفة ومتناقضة في بعض الأحيان، مما مكّن طائفة عظيمة من الكائنات المتنوعة من استيطانها. اندثر الكثير من أنواع الحيوانات الضخمة في فلسطين، أو في بعض أجزائها دون الأخرى، بفعل تدمير الموائل الطبيعية لغرض الاستيطان والاستغلال البشري، أو بسبب الصيد الجائر منذ القدم، ومنذ أواخر القرن العشرين أقيمت عدّة محميات طبيعية في كافة أنحاء البلاد، بجهود محليّة تارة ودولية تارة أخرى، للحفاظ على ما تبقى من أنواع حيوانية وموائل طبيعية فريدة، وقد أصاب بعض من تلك المحميات نجاحًا باهرًا في الحفاظ على الحياة البرية ومساكنها. ويُعد اليوم التمير الفلسطيني أو عصفور الشمس الفلسطيني، الطائر الوطني لفلسطين.

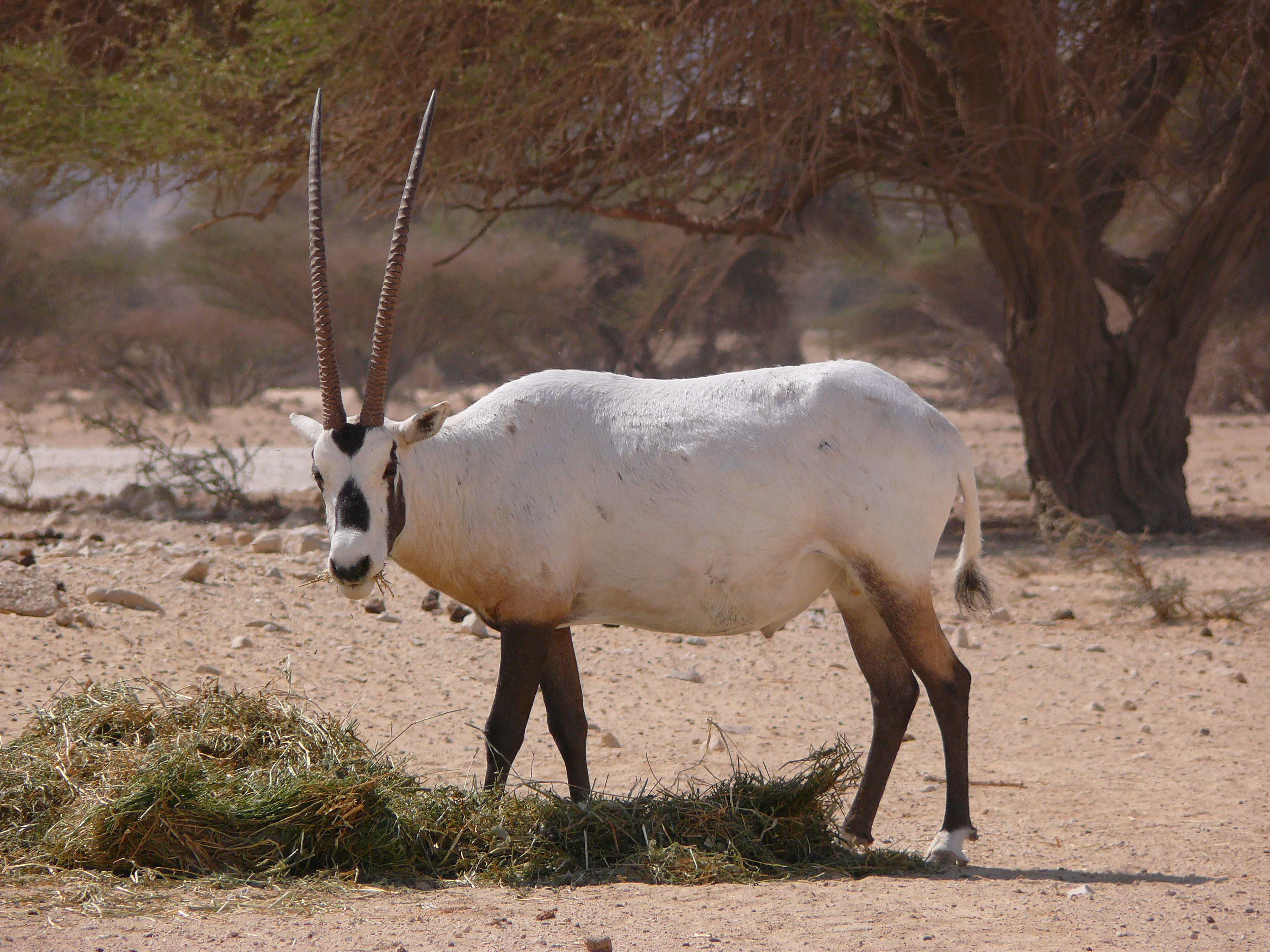
مها عربية في صحراء النقب.

عانت الحياة البرية في فلسطين التاريخية من تداعيات الاحتلال الإسرائيلي إضافة إلى الممارسات الضارة للمزارعين والرعاة والمصطافين. أقيمت كثير من المستعمرات الإسرائيلية في مناطق غابات وأحراج مثل مستعمرات عيلي وأريئيل وقدوميم وألون موريه وبراخا في نابلس ومستعمرة جبل أبو غنيم في بيت لحم ومستعمرتي ميتاتياهو وكريات سيفر ومعظم مستعمرات هضبة الجولان. كانت المستعمرات مسؤولة عن 78% من الخسارة في أراضي الغابات في الضفة الغربية. إضافة إلى ذلك، تقوم إسرائيل باستغلال المناطق الطبيعية سياحيًا، مما أثر على الحياة الطبيعية فيها. على سبيل المثال، في منطقة عين الفشخة على شاطئ البحر الميت أزيلت الأشجار فلم يتبق سوى شجرة سنط سيال واحدة وانحسرت مساحة أشجار الأراك إلى 3 دونمات فقط.
وقد قامت عدة مؤسسات غير حكومية في داخل وخارج فلسطين بمشاريع تتضمن إعادة زراعة الأشجار التي اُقتلعت من أراض فلسطينية جرفتها قوات الاحتلال الإسرائيلي في الضفة الغربية وقطاع غزة المحتلين لبناء أو توسيع المستوطنات اليهودية والطرق المؤدية اليها وإنشاء جدار الفصل العنصري. ويجري حاليا زراعة مئات الاف أشجار الزيتون وأشجار الفواكه والنخيل في مواقع مختلفة.

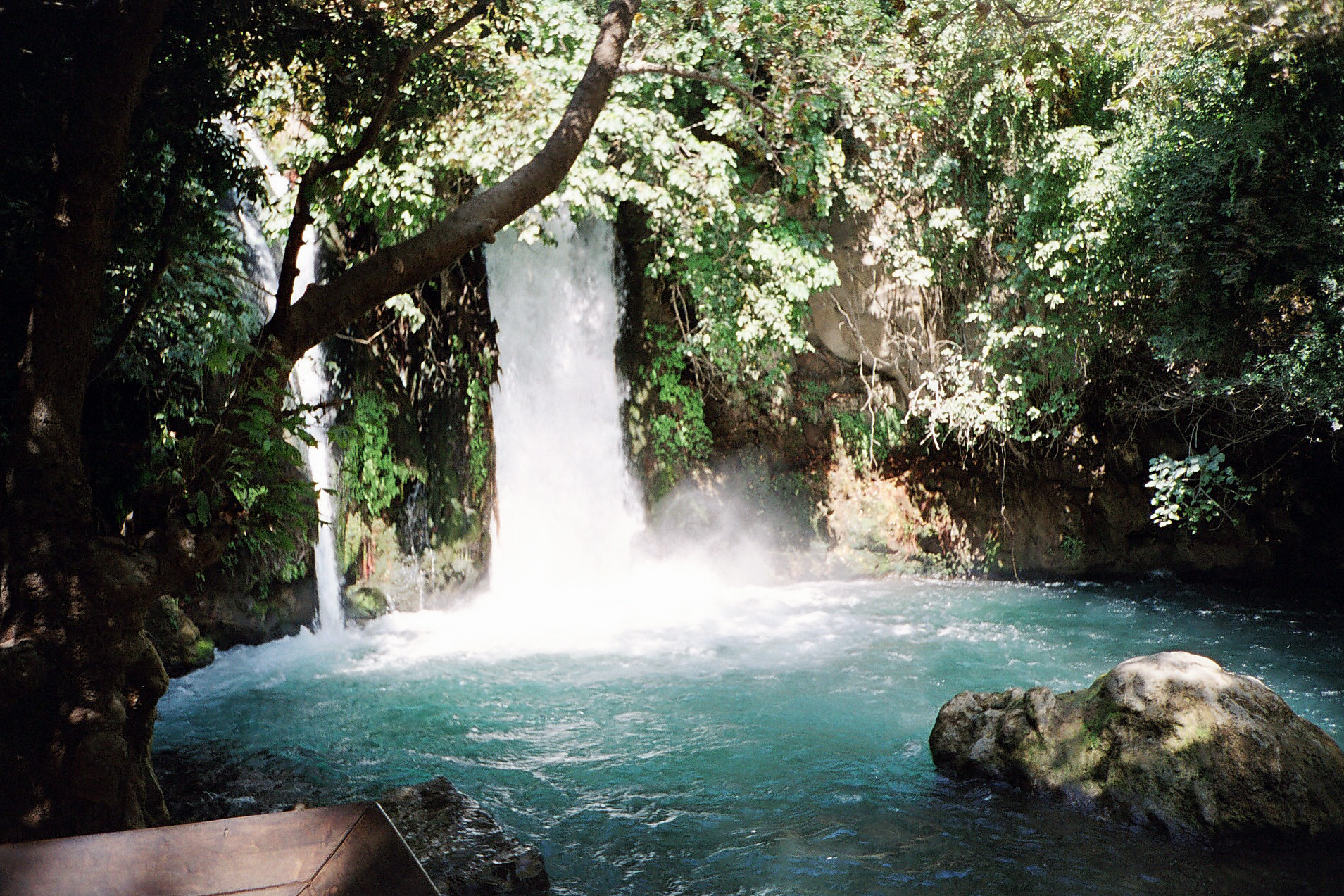
شلالات نهر بانياس في أصبع الجليل.

توجد في الضفة الغربية 48 محمية طبيعية، بعضها أعلن كمحميات في أثناء فترة الانتداب البريطاني على فلسطين بينما أعلنت السلطات الإسرائيلية خلال سنوات وجودها المتعاقبة عن البقية. تبلغ مساحة المحميات مجتمعة 330700 دونم (أكثر من 330 كم2)، وهو ما يشكل 5.6% من مساحة الضفة الغربية. توجد معظم هذه المحميات في مناطق المنحدرات الشرقية وغور الأردن. كان الهدف الرئيس من هذه المحميات تسهيل الاستيلاء عليها لإقامة مستعمرات جديدة، ومع ذلك، ساهمت بعض هذه المناطق المحمية في حماية الحياة النباتية.
محمية شوباش هي أكبر المحميات بمساحة تزيد على 55 كم2. بينما أجملها محمية وادي الباذان الواقعة على بعد 5 كم إلى الشمال الشرقي من نابلس. قامت السلطة الفلسطينية ببرامج تشجير وحماية للغابات بالتعاون مع هيئات محلية وأجنبية.
في عام 1986، تأسست الجمعية الأمريكية للحفاظ على الحياة البرية في إسرائيل للمساعدة على توعية الناس وتثقيفهم بشأن القضايا البيئية المختلفة، وما زالت تمارس عملها منذ ذلك الحين، لتكون أقدم جمعيات الحياة البرية في البلاد. أما على الصعيد الحكومي، فإن مصلحة البيئة والمتنزهات القومية الإسرائيلية هي الهيئة الرسمية التي تقوم بصيانة وحماية الأنظمة البيئية المختلفة في البلاد بالإضافة إلى التنوع الحيوي، كما وتتولى تثقيف المزارعين حول أهمية الحفاظ على الموارد الطبيعية للأجيال القادمة. وقد ولدت هذه الهيئة في سنة 1963 بعد إصدار الكنيست قرارًا بتشكيل هيئة لصيانة ما تبقى من الغابات والصحاري قبل أن تمتد إليها يد الإنسان، وقد أنشأت الهيئة عددًا ضخمًا من المحميات في إسرائيل، كان أولها محمية الحولة التي فتحت أبوابها للعموم سنة 1964، وعُمل خلال السنوات اللاحقة على إعادة تأهيل أراضيها حتى أصبحت ملائمة لاستضافة أعداد الطيور الهائلة المهاجرة عبر سماء الشام، وقد نجحت هذه المحمية نجاحًا باهرًا في الحفاظ على الطيور المهاجرة والمقيمة، بالإضافة للأسماك النهرية والحشرات وبعض أنواع الثدييات، وبلغ من درجة نجاحها أن بعض أنواع الطيور المهاجرة أخذت تستقر فيها طيلة الربيع والخريف دون أن تتابع طريقها جنوبًا نحو أفريقيا، خاصةً بعد تشجيع المزارعين على رمي الحبوب والخضار باستمرار لإطعام الطيور.
من المحميات البارزة الأخرى في البلاد، محميتا حاي بار، الكرمليّة ويوطڤاتا الصحراوية، وقد تأسست منظمة «حاي بار» خلال عقد الستينيات من القرن العشرين، على يد إبراهيم يوفي، الذي وضع نصب عينيه الحفاظ على ما تبقى من الحياة البرية في أرض فلسطين، وإعادة إدخال ما انقرض منها، وقد أصابت المحمية الكرملية نجاحًا كبيرًا في الحفاظ على الأيائل السمراء الفارسية وأعيد إدخالها إلى البرية، كما بذلت جهودًا في حماية نسور الفتخاء الأوراسية، وأعادت اليحمور الأوروبي والأروية الأناضولية إلى البلاد. أما محمية حاي بار يوطڤاتا الصحراوية، فتُعنى بحماية وإكثار الحيوانات المذكورة في التوراة والتي قيل أنها سكنت أرض فلسطين في الأزمان الغابرة، وقد تمكن الخبراء في تلك المحمية من إعادة إدخال الحمر البرية الآسيوية والمها العربية إلى صحراء النقب، كما يقومون بإكثار عدد آخر من الحيوانات الشاميّة والأفريقية الصحراوية، مثل النمور العربية ومها أبو حراب.

### المناخ

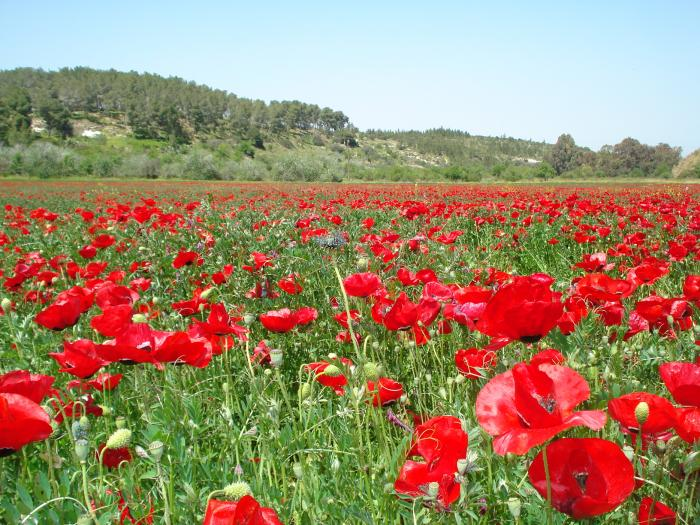
الربيع في بيت جبرين، غرب الخليل.

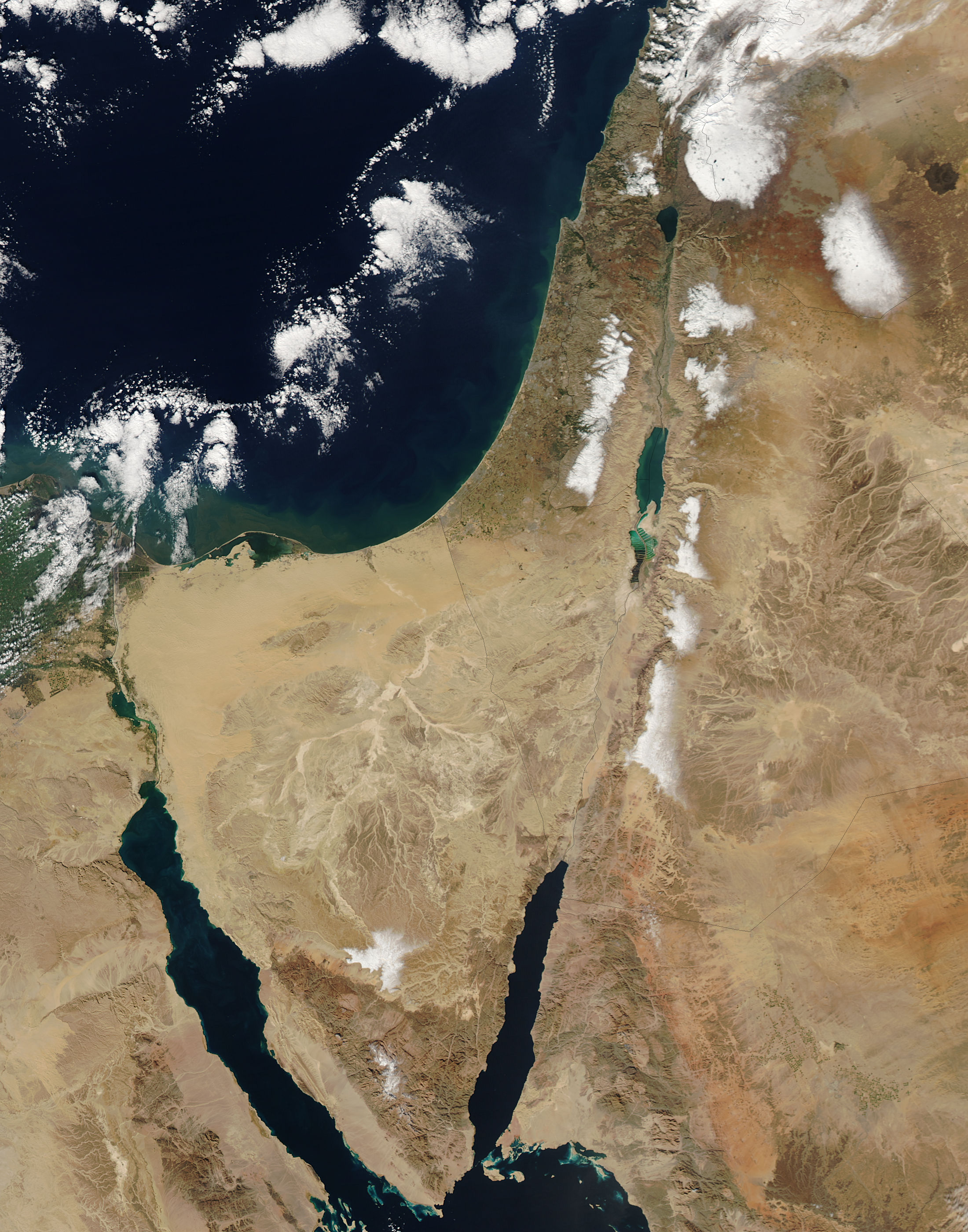
ثلوج ديسمبر/ كانون الأول 2013 حيث كست مرتفعات الضفة الغربية.

يعد مناخ فلسطين انتقالياً بين مناخ البحر المتوسط والمناخ الصحراوي، لذا فإنه يتأثر بكل من البحر المتوسط والصحراء، إذ تسود في معظم الأيام مؤثرات البحر المتوسط، بينما تسود في بعض الايام مؤثرات الصحراء. ويتأثر مناخ فلسطين من حيث الحرارة وكمية الأمطار بأمور ثلاثة: أولها أن في البلد سلسلة جبال تمتد من الشمال إلى الجنوب محاذية للسهل الساحلي. وثانيها أنه إلى الجنوب والجنوب الغربي، وهما طريق الرياح الغربية التي تحمل الأمطار في الشتاء، تقع صحاري واسعة بدءاً بصحراء سيناء ومروراً بمصر إلى شمال أفريقيا، وثالثها أن البلد يجاور في الجهة الشرقية جزءاً من الصحراء السورية. فالرياح التي تهب من الشرق والشمال الشرقي، وهي الرياح الشرقية عامة مع تسميات محلية مختلفة، هي رياح جافة، لا تنقل معها رطوبة ولا تسقط مطراً. بل على العكس من ذلك لها قدرة على امتصاص الرطوبة، ومن ثم فإنها تزيد التبخر في الصيف. وهبوبها مدداً متطاولة، وخصوصاً في أواخر الربيع، يكون عادة نذير سوء للفلاح. وإذا هبت الرياح الشرقية (الخمسينية) في أواخر الربيع مدة طويلة خشي الناس على الزيتون خاصة. أما في الشتاء فتكون هذه الرياح باردة جداً، وإليها يعود انخفاض درجة الحرارة في المناطق المرتفعة، هذا مع العلم بأن فلسطين تتعرض أيضاً لرياح شمالية تهب في فصل الشتاء، فتزيد من انخفاض درجة الحرارة وخصوصاً في الشمال.
وتقع فلسطين في المنطقة المسماة منطقة البحر المتوسط مناخياً. ومعنى هذا أن الشتاء هو فصل المطر فيها، وأن الصيف هو فصل الجفاف، وهذا واضح جداً، لكن الرياح التي تحمل الأمطار إلى فلسطين من البحر المتوسط هي رياح جنوبية غربية. ويعني هذا أن الرياح التي تحملها الأمطار إلى شمال فلسطين تقطع مسافة بحرية أكبر من تلك التي تقطعها الرياح التي تهب على جنوبها، ولذلك فإن كميات بخار الماء التي تحملها أقل، والمطر الذي تسقطه أقل تبعاً لذلك، فبينما يسقط من الأمطار في سهل عكا والجزء الشمالي من السهل الحالي بين 50,100 سم في السنة نجد أن منطقة غزة وتترواح أمطارها بين 25,37 سم فقط. أما كون سلسلة الجبال موازية للسهل الساحلي ومتعامدة مع مهاب الرياح الغربية الحاملة للأمطار. فمعناه أن السفوح الغربية للجبال تتلقى الأمطار أولاً وتأسرها، وأن السفوح الشرقية أقل مطراً. (وهذا أكثر وضوحاً في لبنان منه في فلسطين). والمطر في السهل الساحلي معتدل أو غزير على العموم، لكنه يتناقص كلما اتجهنا جنوباً، فحيفا ينالها نحو 65 سم من الأمطار، أما غزة فيسقط فيها نحو 35 سم فقط. ترتفع درجة الرطوبة في الصيف فتصل في يافا 73% في حزيران/يونيو وفي غزة 77% في كانون الثاني/يناير. هذا في السهل الساحلي، أما في المرتفعات فتنخفض الحرارة عنها في الساحل شتاءً وصيفاً، ومعدل درجة الحرارة الشتوية في القدس والخليل يتراوح بين 8 و10 درجات مئوية، وقد تنخفض الحرارة إلى الصفر أو تحته قليلاً في ليالي الشتاء في هاتين المدينتين وفي رام الله وصفد. أما في الصيف فيختلف الوضع تماماً. ففي جبال القدس تكون درجة الحرارة أقل منها في الساحل كثيراً، بينما في جبل الجليل قد لا يتجاوز الفرق بينهما وبين الساحل درجة أو درجتين. وتبلغ الحرارة أعلى درجاتها في الصيف في كل من سهل النقب وغور الأردن، ففي المنطقة الأولى سجلت محطات الرصد 35 درجة مئوية في شهر آب/أغسطس في بئر السبع، أما في غور الأردن فتظل الحرارة في أريحا نحو 38 درجة مئوية أكثر شهور الصيف، ولكن كثيراً ما تبلغ 43 درجة مئوية أو 50 درجة.
والرطوبة أقل في الجبال والمرتفعات منها في السهل الساحلي، وتترواح بين 10% و20% بين الشتاء والصيف. وقد تهبط حتى إلى 9% في الصيف (في القدس مثلاً) إبان هبوب الرياح الشرقية.

### المدن

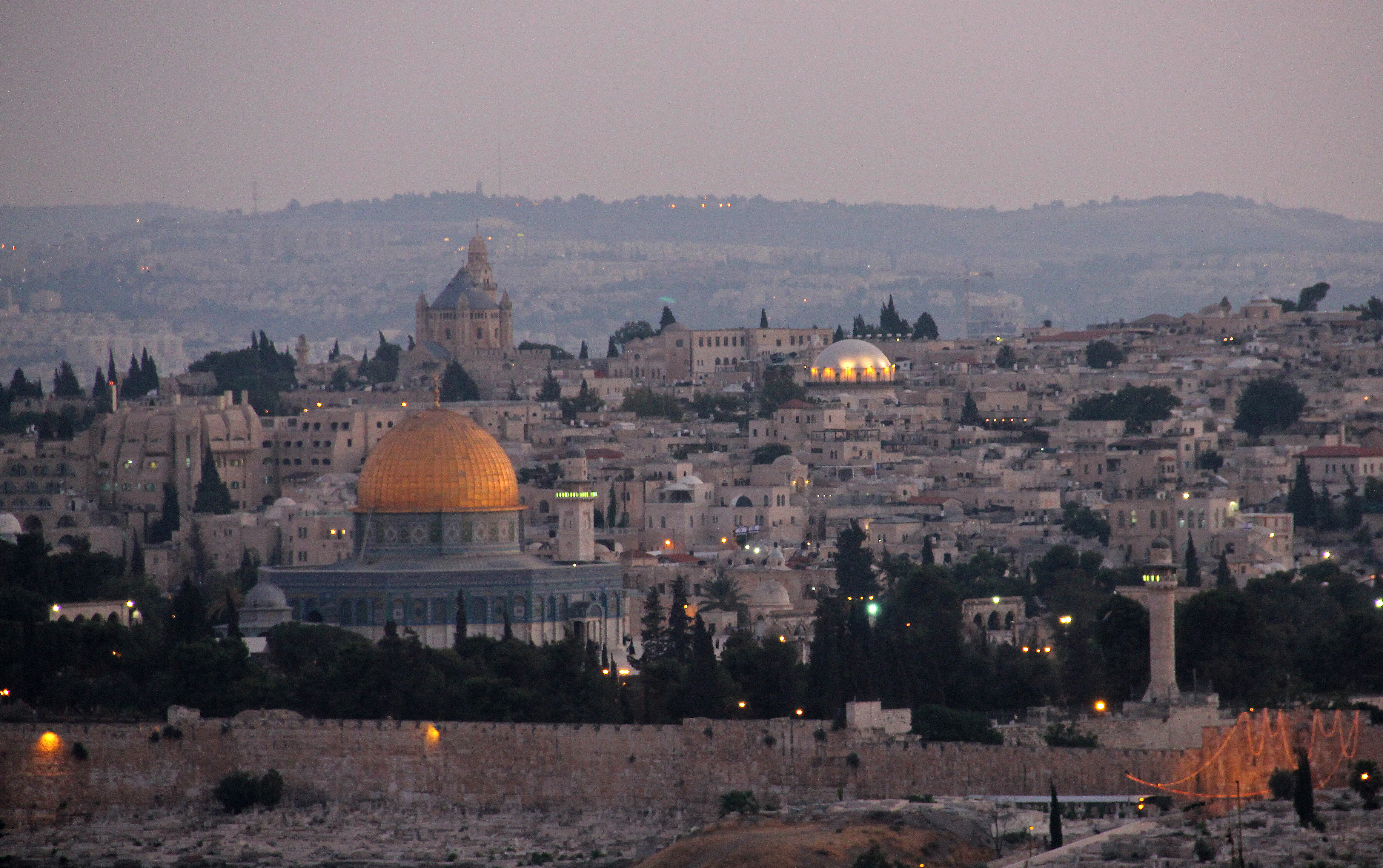
القدس، كبرى مدن فلسطين التاريخية. يظهر بالصورة جزء من المسجد الأقصى - قبة الصخرة المُشرفة.

بعد الانتهاء من الحرب العربية-الإسرائيلية الأولى عام 1948 (النكبة)، وجرى التوقيع على اتفاقيات رودس التي فرضت الهدنة بين إسرائيل وكل من مصر وسوريا والأردن ولبنان. وجرى بموجب هذه الاتفاقيات رسم الخط الأخضر الذي حُدد رسميا خطًا وقف إطلاق النار، ولكنه أصبح بالفعل حدودا بين دولة إسرائيل الحديثة آنذاك والدول العربية المجاورة.
بقيت داخل الخط الأخضر، أي في إسرائيل، عدد من البلدات والمدن العربية الفلسطينية والمدن المختلطة التي يسكنها يهود وعرب.
كذلك بقي داخل الخط الأخضر الجزء الغربي من مدينة القدس إذ مر الخط الأخضر وسط المدينة. ويطلق على السكان العرب الذين بقوا في هذه المدن والبلدات لقب فلسطينيو 48، وحازوا على الجنسية الإسرائيلية بموجب قانون المواطنة الإسرائيلي، الذي ينص على اعتبار كل من أقام داخل الخط الأخضر في 14 يوليو 1952 (أي عندما أقر الكنيست الإسرائيلي القانون) مواطنا إسرائيليا.
من ناحية أخرى، أغلق هذا القانون الباب أمام اللاجئين الفلسطينيين الذين لم يتمكنوا من العودة إلى بيوتهم حتى هذا التاريخ، حيث يمنع منهم الدخول في دولة إسرائيل كمواطني الدولة. وأهم المدن الفلسطينية أو المختلطة الواقعة في إسرائيل بحدود الخط الأخضر هي:
في عام 1967 احتلت إسرائيل الضفة الغربية وقطاع غزة خلال حرب 1967 (أو ما يسميها عليها العرب بالنكسة)، فسقطت كامل مدن الضفة الغربية التي كانت تابعة للأردن إدارياً، وعلى رأسها القدس الشرقية. (تشكل الضفة مانسبته 21% من مساحة فلسطين، أي قرابة 5860 كم مربع).
أما قطاع غزة فيشكل ما نسبته 1.3% من مساحة فلسطين، أي نحو 360 كم مربع. ويتركز فيه معظم لاجئي الداخل وخاصة مدن الساحل مما يجعله المنطقة الأكثف سكاناً في العالم.

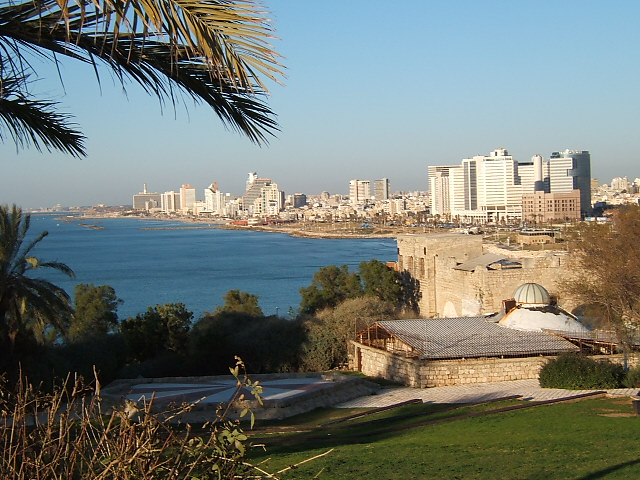
يافا / تل أبيب
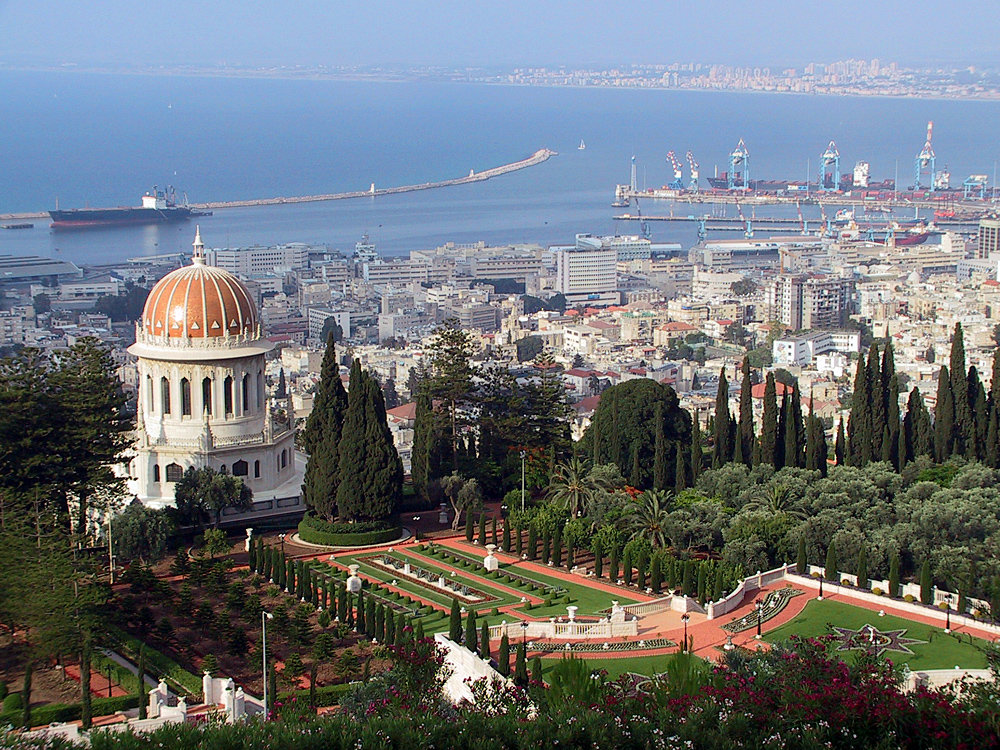
حيفا
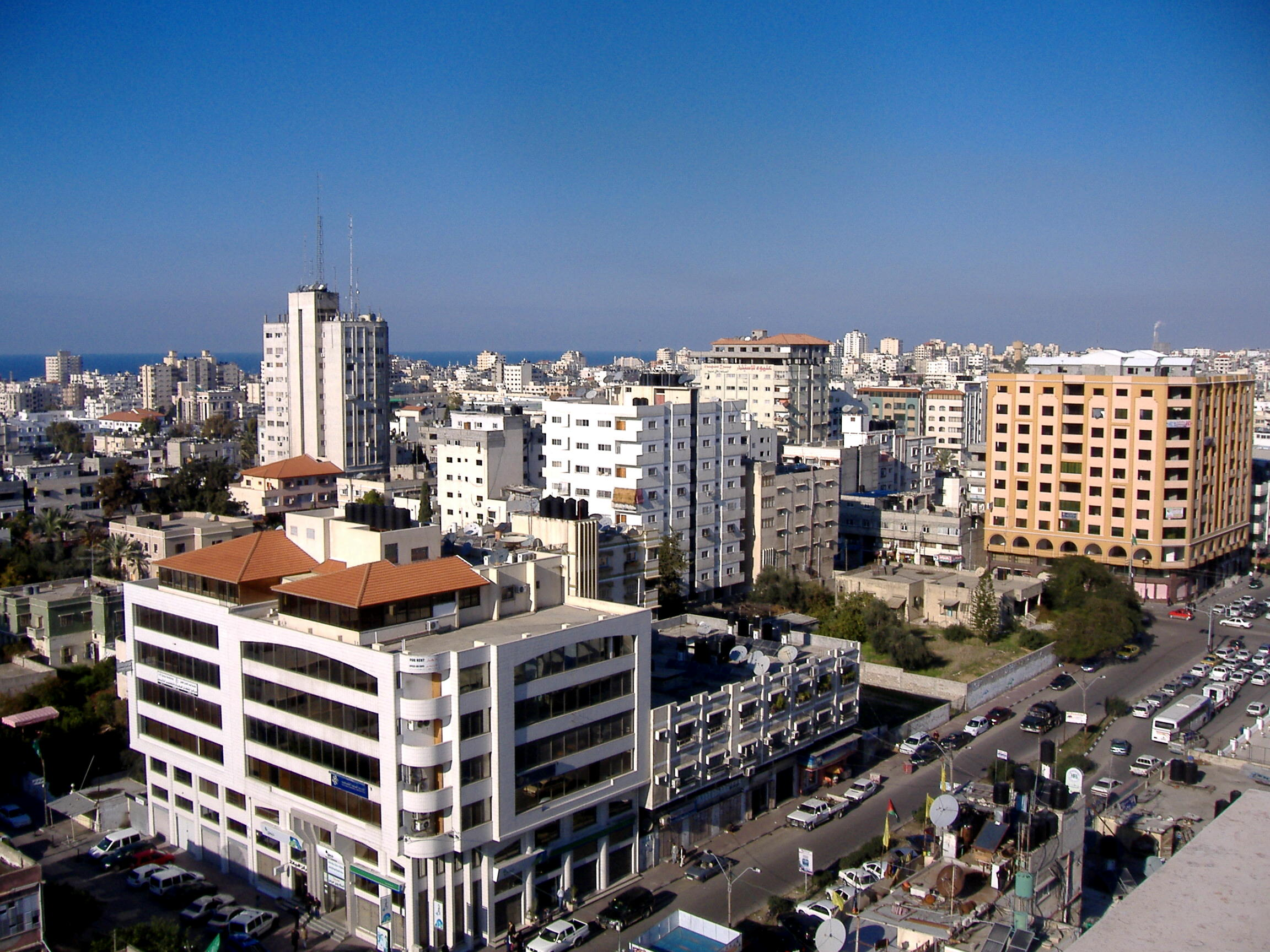
مدينة غزة
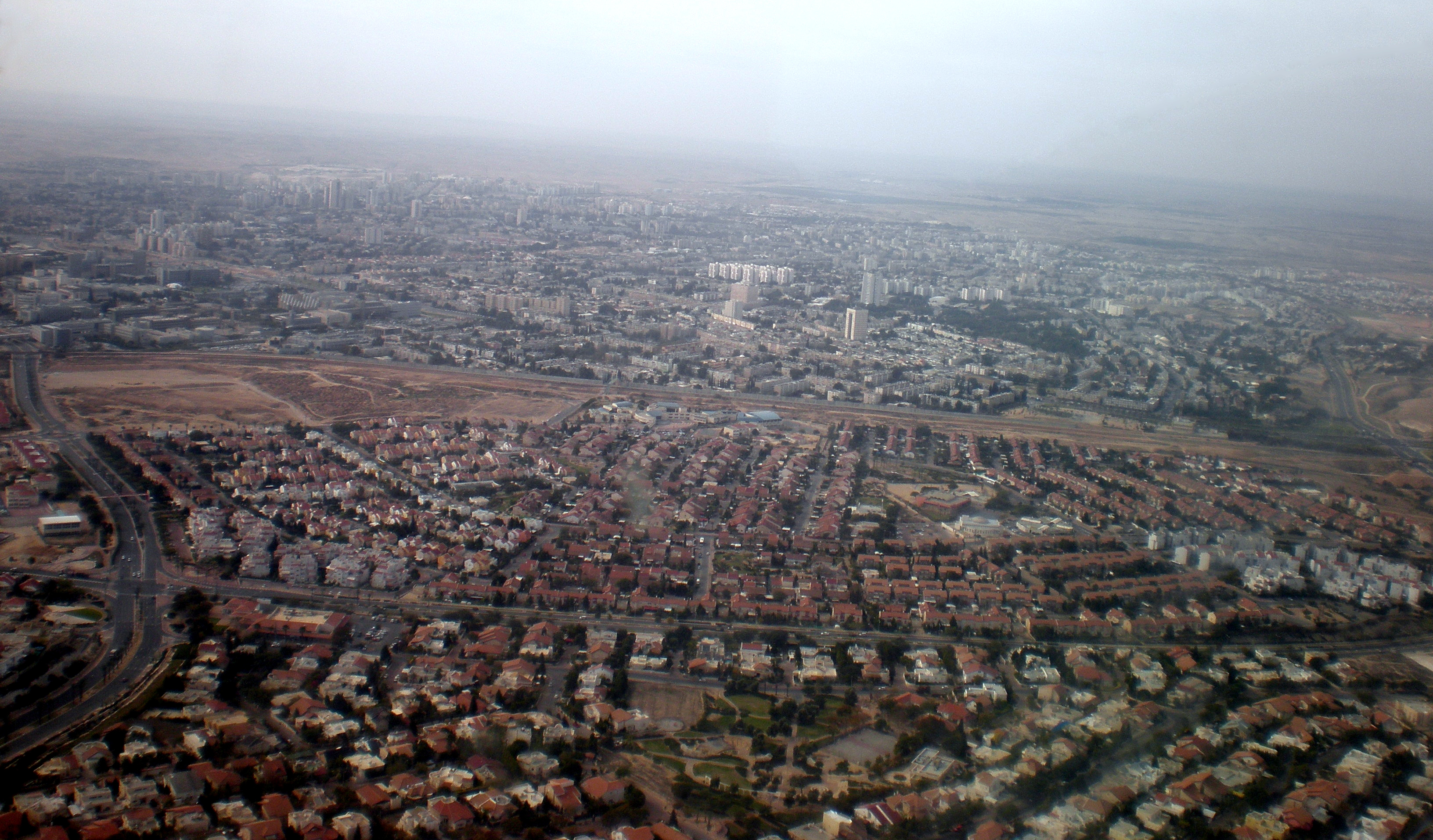
بئر السبع، أكبر مدن النقب.
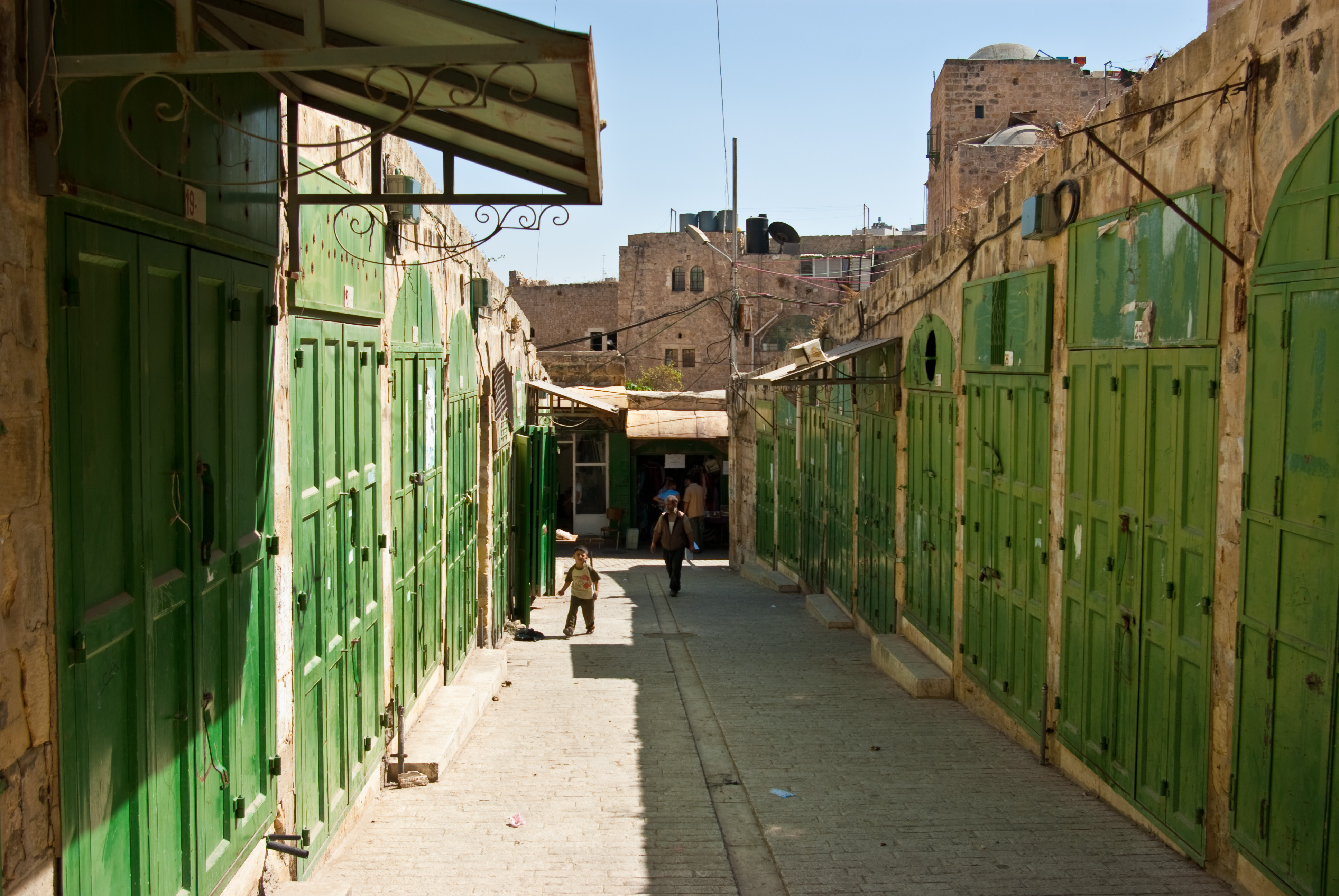
مدينة الخليل، أكبر مدن الضفة الغربية.
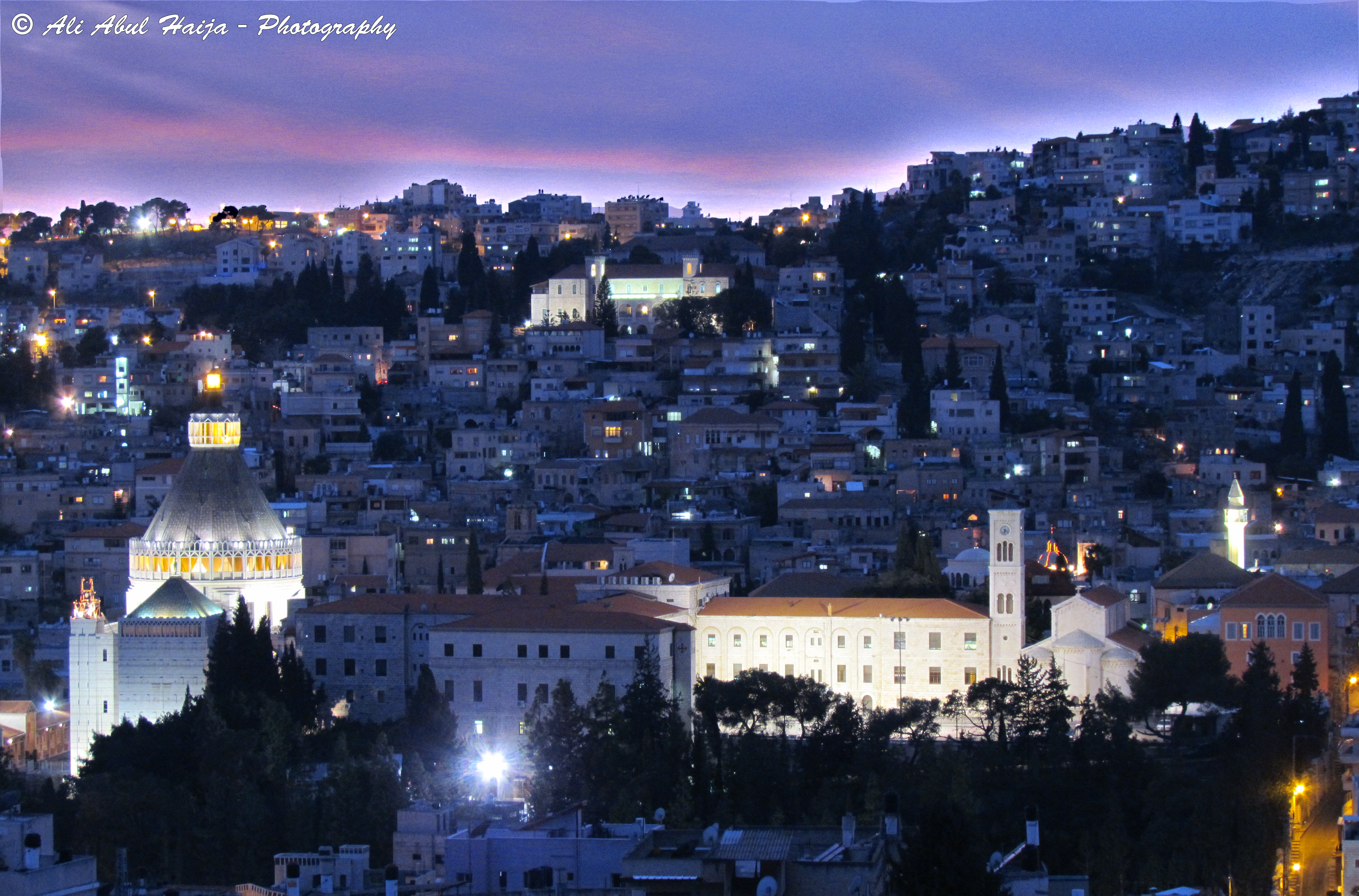
الناصرة
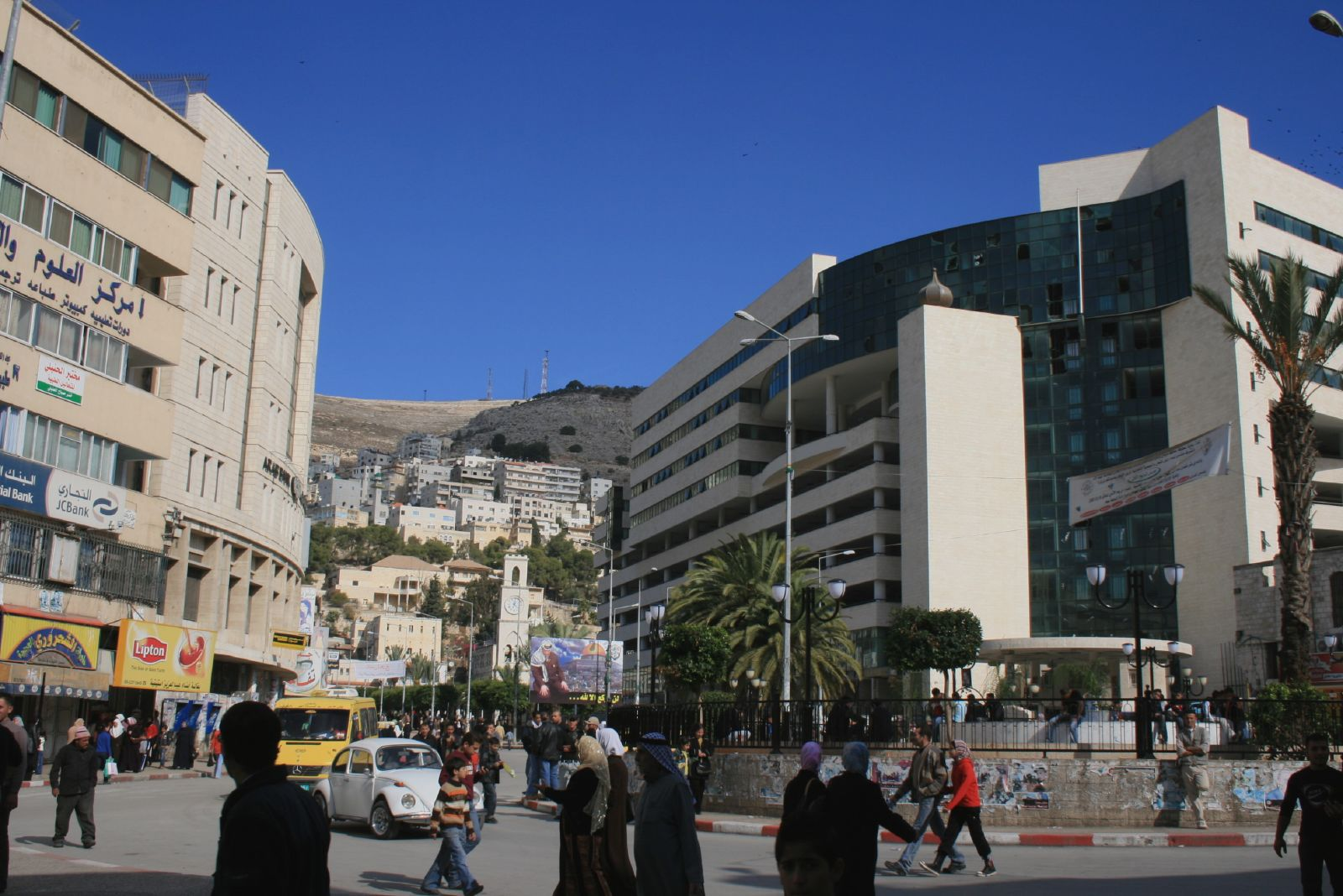
نابلس
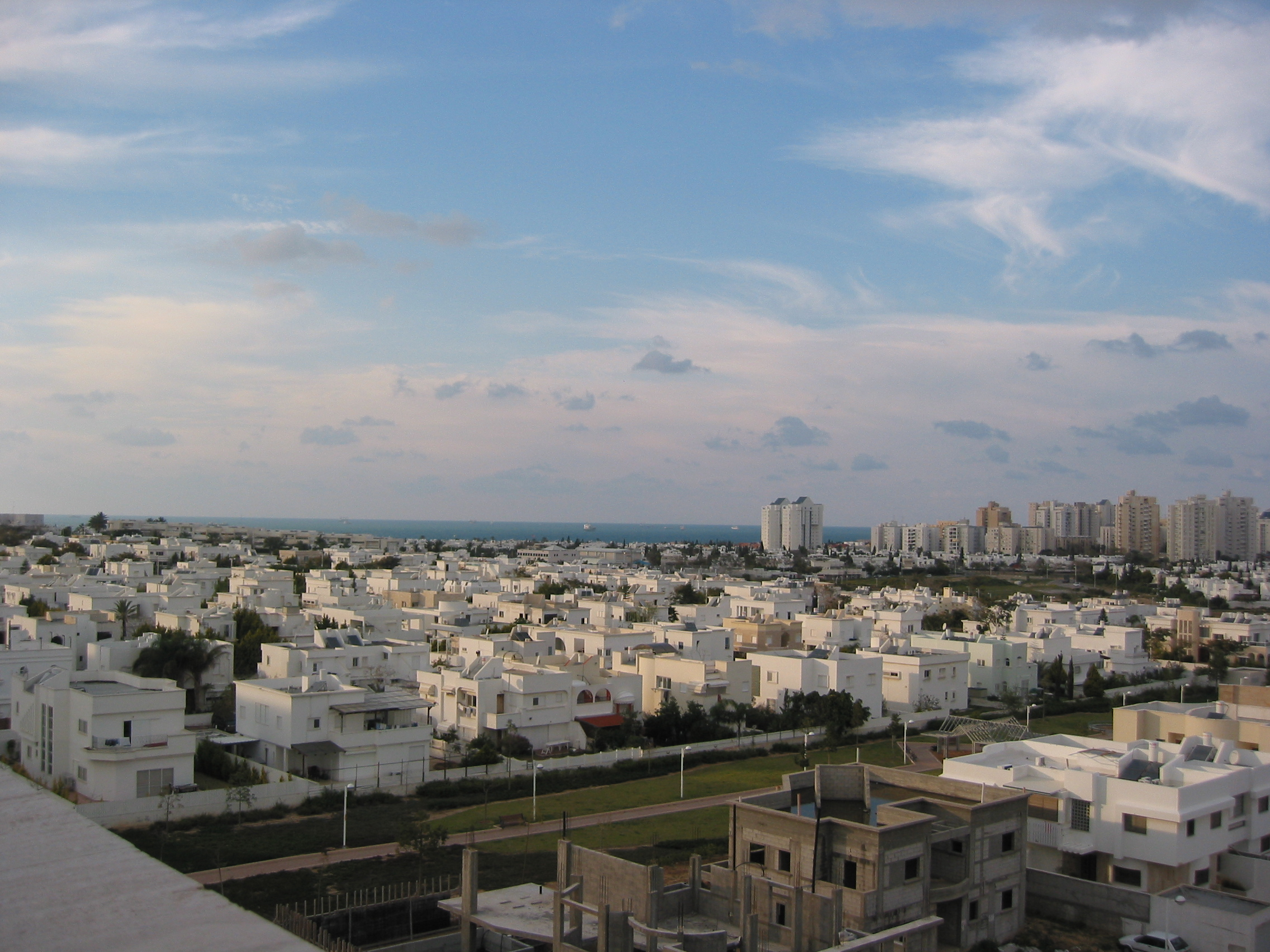
إسدود
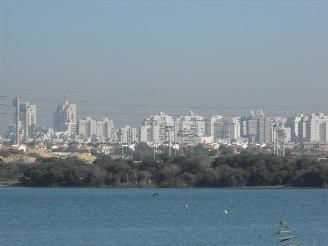
ريشون لتسيون
رام الله، من أهم المدن الفلسطينية.

## السياسة

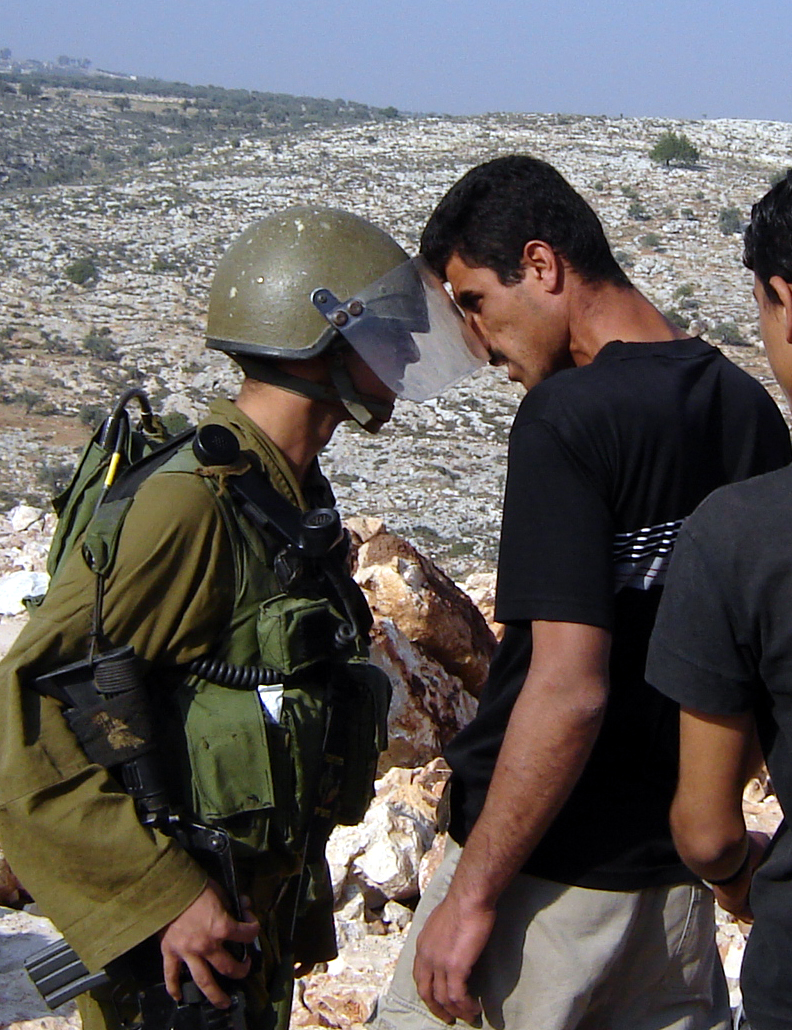
شاب فلسطيني يتحدى جنود الاحتلال، ويتظاهر ضد مصادرة أراضي رام الله.

النكبة عام 1948.

بدأ الوعي السياسي في فلسطين مبكرًا وكان هذا الوعي ملحوظًا في فترة الدولة العثمانية. وكان لفلسطين دور في الدولة العثمانية حيث كان لأهل فلسطين ممثلون في مجلس المبعوثان الذي انتخب في اعقاب صدور الدستور إذ كان روحي الخالدي وسعيد الحسيني وحافظ السعيد مندوين عن لواء القدس والشيخ أحمد الخماش عن لواء نابلس وأسعد الشقيري عن لواء عكا.
وكان للمثقفين الفلسطينيين دور هاما في التصدي لسياسة التتريك ومواجهة الهجرة اليهودية إلى بلادهم وقد أسسوا نحو 17 من المنظمات والأحزاب السياسية للتعبير عن آرائهم والدفاع عن حقوقهم الوطنية وارتبطت كثير منها بقضايا المنطقة والأمة العربية.
اليوم، كمنطقة تحت سيطرة جهة سياسية، تعدّ فلسطين منطقة متنازع عليها، تعرضت للتقسيم أكثر من مرة، الأولى كانت عام 1937 والثانية عام 1947. وطبقا لمعاهدة جنيف وقرار مجلس الأمن 242، تعدّ إسرائيل طرفا محتل لأراض عربية هي الضفة الغربية وقطاع غزة، ويطالب معظم الفلسطينيون بإنهاء احتلالها لأراضيهم التي احتلتها عشية حرب 1967 مقابل إقامة السلام معها. ولأجل هذا هب الشعب الفلسطيني في انتفاضتيه الأولى عام 1987 (انتفاضة الحجارة) والثانية عام 2000 التي أطلق عليها انتفاضة الأقصى. واللتان كانتا امتدادا للثورة الفلسطينية المعاصرة التي انطلقت في عام 1964 عند تأسيس منظمة التحرير الفلسطينية. وقبل ذلك في منتصف الثلاثينيات للقتال ضد الانتداب البريطاني وموجات المهاجرين اليهود إلى فلسطين، حيث لايزال الشعب الفلسطيني منذ إعلان وعد بلفور مستمراً بثورته ضد الاحتلال، إذ كانت الثورة الفلسطينية الكبرى عام 1936 تعد أكبر الثورات التي قام بها الفلسطينيون قبل إعلان دولة إسرائيل.
لقد قاوم الفلسطينيون باختلاف انتمائاتهم السياسية والعقائدية الاحتلال بكل الوسائل المدنية والعسكرية، ففاوضت القيادة الفلسطينية إسرائيل ابتداءً من مؤتمر مدريد للسلام وانتهاء بكامب ديفيد، مرورا باتفاق أوسلو على وضع حد للاحتلال وإقامة السلام، إلا أن إسرائيل تنصلت من معظم هذه الاتفاقيات. وفي فلسطين اليوم كثير من الفصائل والأحزاب التي تجمعها أهداف كبرى كتحرير الأرض وإخراج المستوطنين وعودة اللاجئين لديارهم.
الوضع السياسي
تشكّل الحكومة (المجلس الوزاري) السلطةَ التنفيذية للدولة وهي مكلَّفة بإدارة شؤونها الداخلية والخارجية بما في ذلك الشؤون الآنيّة. سلطاتها صانعة السياسة كثيرة ولها صلاحية اتّخاذ الخطوات في أي مجال لا يخضع قانونيًا لصلاحية سلطة أخرى.
تحدّد الحكومة الإجراءات الخاصة بعملها وآلية اتّخاذ القرار حيث تلتئم عادةً مرّةً في كل أسبوع مع العلم أنّ اجتماعات إضافية يمكن الدعوة إليها إذا اقتضت الضرورة ذلك. كما وتستطيع الحكومة التصرُّف عبر لجانها الوزارية أيضًا.
اعتمدت جميع حكومات إسرائيل حتّى الآن على تحالف عدد من الأحزاب نظرًا لعدم تمكُّن أي حزب من الحصول على العدد الكافي من مقاعد الكنيست لتشكيل الحكومة وحده.
من جهة أخرى، وبالرغم من أن دستور السلطة الفلسطينية ينص على انتخاب رئيس للسلطة ومجلس تشريعي انتخابًا دوريًا، إلا أن الانتخابات تمت مرتين فقط خلال الفترة بين إنشاء السلطة وحتى عام 2010، الأولى عام 1996 والثانية عام 2006، وفي 24 يناير كانون ثاني عام 2010، حيث أضحى الرئيس الفلسطيني منتهي الولاية، أما المجلس التشريعي طبقا للمادة 47 مكرر من القانون الأساسي الفلسطيني تنتهي ولايته «عند أداء أعضاء المجلس الجديد المنتخب اليمين الدستورية». وهو أحد مؤسسات السلطة الوطنية الفلسطينية. يرأسه الدكتور عزيز دويك، تأسس بناء على إعلان المبادئ واتفاقية أوسلو الموقعة بين منظمة التحرير الفلسطينية وحكومة دولة إسرائيل. تأسس المجلس في العام 1996 على إثر الانتخابات التشريعية والرئاسية التي جرت في بداية ذلك العام. يقوم المجلس التشريعي الفلسطيني بمهام البرلمان حيث أنبطت به مسؤولية سن القوانين والرقابة على السلطة التنفيذية.
السلطة التشريعية

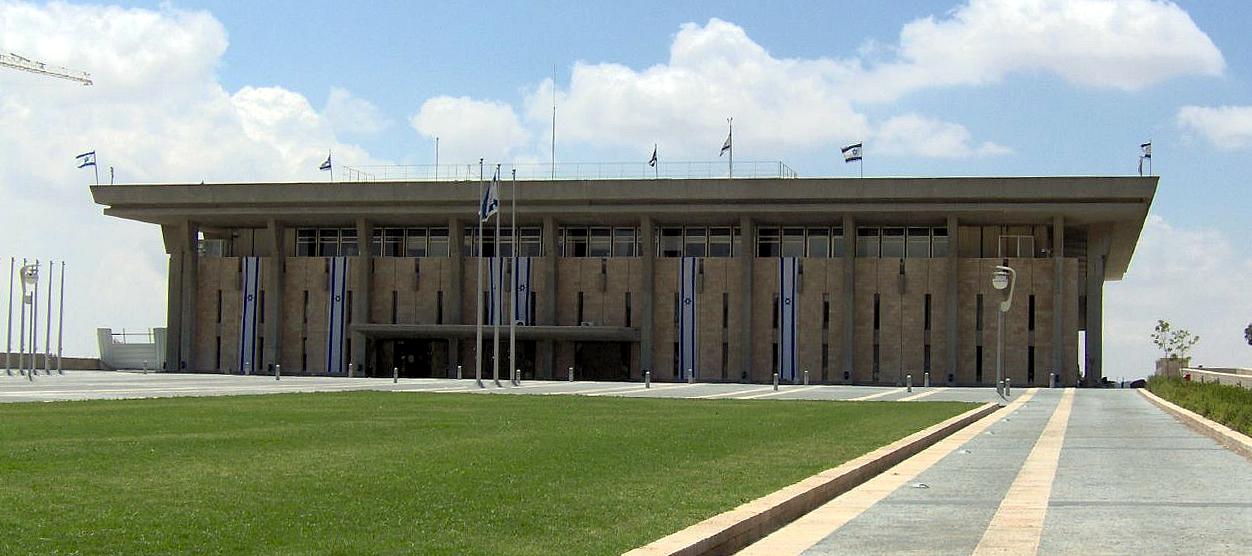
مبنى الكنيست، أو البرلمان الإسرائيلي، في القدس.

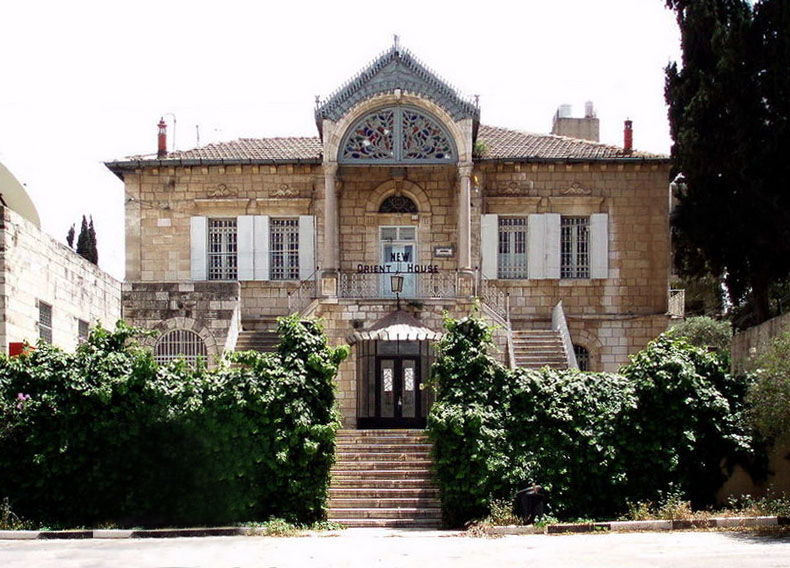
بيت الشرق، المقر السابق لمنظمة التحرير الفلسطينية في القدس.

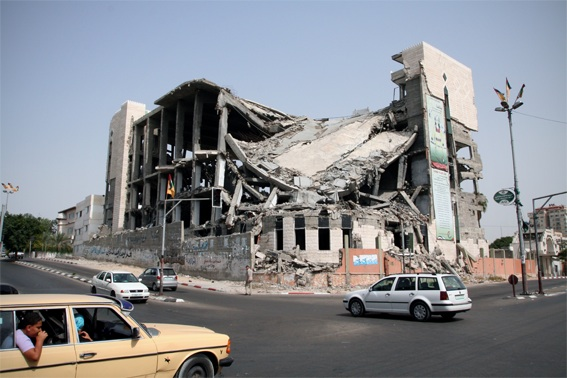
مبنى المجلس التشريعي الفلسطيني المدمر في مدينة غزة، الصراع بين غزة وإسرائيل ، سبتمبر 2009

تقع في القدس أبرز المؤسسات الحكومية الإسرائيلية، بما فيها البرلمان أو الكنيست، والمحكمة العليا، والمقر الرسمي لرئيس الجمهورية ورئيس الوزراء. وقبيل إعلان قيام دولة إسرائيل، كانت القدس عاصمةً إدارية للأراضي الشاميّة الخاضعة للانتداب البريطاني، أي تلك التي تشمل اليوم أراضي السلطة الفلسطينية وإسرائيل والأردن. كانت القدس الغربية عاصمةً لإسرائيل من سنة 1949 حتى سنة 1967، إلا أن دول العالم لم تعترف بهذا الأمر بما أن قرار الأمم المتحدة رقم 194 كان قد نصّ على تدويل المدينة. بعد أن خضعت المدينة بشطريها لإسرائيل بعد حرب سنة 1967، أعلنت حكومة ليڤي أشكول تطبيق القانون الإسرائيلي على القدس الشرقية وامتداد نطاق اختصاص القضاء الإسرائيلي إليها، لكنها وافقت على خضوع منطقة المسجد الأقصى وقبة الصخرة لوزارة الأوقاف الأردنية. أمرت السلطات الإسرائيلية بإقفال بيت الشرق، وهو مقرّ منظمة التحرير الفلسطينية، في سنة 1988 لأسباب أمنيّة، وفي سنة 1992 أعيد افتتاح البيت بصفته مضافة. نصّت اتفاقية أوسلو على أن الوضع النهائي للقدس يجب أن يتحدد عن طريق مفاوضات مع السلطة الفلسطينية، التي تعدّ القدس الشرقية عاصمة لدولة فلسطينية مستقبلية. وقد قال الرئيس الفلسطيني محمود عبّاس أن أية مفاوضات لا تتضمن الاعتراف بالقدس الشرقية عاصمة لفلسطين ستكون غير مقبولة.
المؤسسة العسكرية

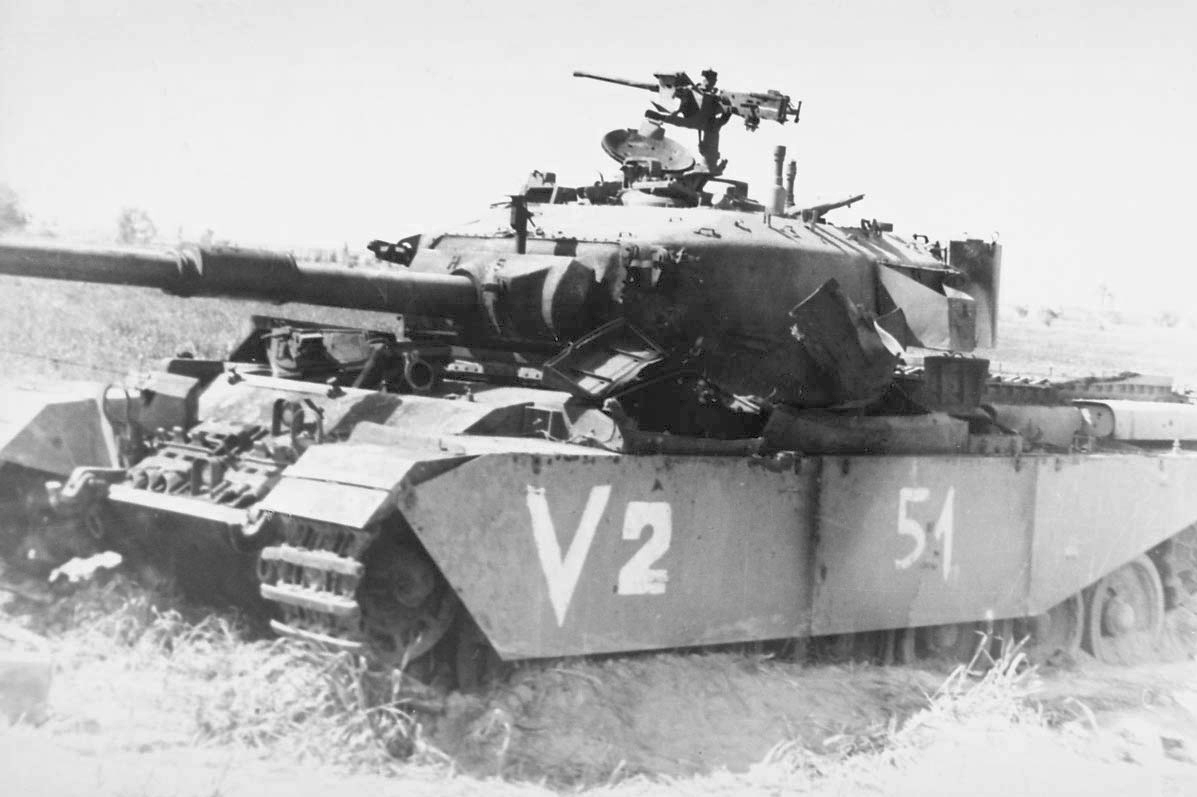
دبابة إسرائيلية مدمرة بعد معركة الكرامة عام 1968.

تأسس الجيش الإسرائيلي بعد 12 يوما من الإعلان الرسمي لقيام دولة إسرائيل باتحاد عدة ميليشيات صهيونية بعضها إرهابية، بأمر صدر عن رئيس الحكومة المؤقتة في 26 مايو (أيار) 1948. في 31 مارس (أذار) 1976 قررت الكنيست الإسرائيلي ترسيخ مكانة الجيش وأهدافه في «قانون أساس» (قانون دستوري) حيث يوضح خضوع الجيش لأوامر الحكومة والحظر على قيام قوة مسلحة بديلة له.
تعمل أذرع الجيش الإسرائيلي الثلاثة (القوات البرّية وسلاحا الجو والبحرية) تحت إمرة قيادة مركزية موحّدة في أعلى هرمها رئيس الأركان الذي يحمل رتبة جنرال وهو مسؤول أمام وزير الدفاع. تعيّن الحكومة رئيس أركان الجيش اعتمادًا على توصيات رئيس الوزراء ووزير الدفاع ويشغل منصبه لمدّة ثلاثة أعوام تمدَّد عادة بسنة أخرى. ويتمّ تجنيد جميع الرجال والنساء المؤهّلين البالغة أعمارهم 18 وتستمرّ خدمة الرجال ثلاثة أعوام وخدمة النساء 21 شهرًا، وقد تُمنَح التأجيلات للطلاّب الكفؤ في مؤسّسات التعليم العالي.
من جهة أخرى، تأسس أول فصيل فلسطيني مسلح في عام 1965 وهو حركة فتح بعد تأسيس منظمة التحرير الفلسطينية في القدس بسنة واحدة. وقد توالى تأسيس الفصائل المسلحة والأحزاب طيلة فترة السبعينيات والثمانينيات والتسعينيات. ومن أهم فصائل المقاومة اليوم على الساحة الفلسطينية حركة حماس والجبهة الشعبية لتحرير فلسطين وحركة الجهاد الإسلامي في فلسطين.
السيادة

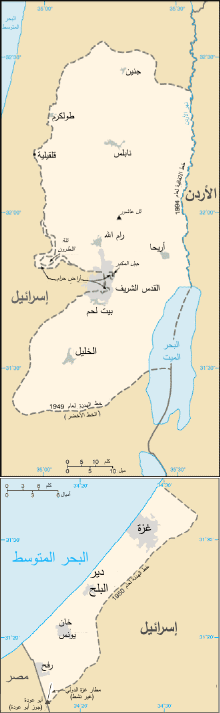
الضفة الغربية وقطاع غزة.

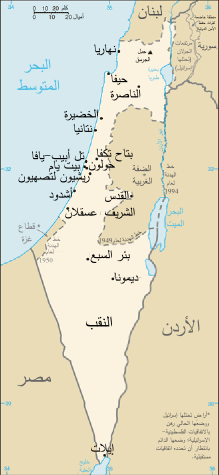
المنطقة الواقعة تحت السيطرة الإسرائيلية منذ حرب 1948.

في فلسطين التاريخية اليوم، كيانان سياسيان. أنشئ الأول بعد حرب 1948 وهو إسرائيل على ما نسبته 78% من أرض فلسطين التاريخية، متجاوزا ما خصصته الأمم المتحدة للدولة العبرية في قرار تقسيم فلسطين عام 1947. أما الكيان الآخر، فهو غير مستقل، ويتمثل في سلطة الحكم الذاتي الفلسطيني التي نشأت بناء على إتفاقية أوسلو عام 1993، ولها سيادة جزئية على مناطق من الضفة الغربية وقطاع غزة. وتشكل الضفة الغربية وقطاع غزة والقدس الشرقية المناطق المحتلة منذ حرب 1967 والتي تشكل مجتمعة نسبة 22% من فلسطين التاريخية. إلاّ أنه من الوجهة الدولية، تعدّ إسرائيل دولة معترف بها دوليا، أما السلطة الفلسطينية فتسعى للحصول على اعتراف بدولة فلسطينية، والتي لا تحظى باعتراف دولي أو سيادة دولة مستقلة إلى حد الآن.
- حل الدولة الواحدة

حل الدولة الواحدة هو حل مقترح للصراع العربي الإسرائيلي، وهو المقابل لمحاولات تتمحور حول حل الدولتين والذي يحظى بتأييد معظم الدول.
يدعو أنصار حل الدولة الواحدة إلى إنشاء دولة واحدة في إسرائيل والضفة الغربية وقطاع غزة بحيث يكون للسكان العرب واليهود مواطنة وحقوق متساوية في الكيان الموحد ثنائي القومية، وبينما يتبنى البعض هذا التوجه لأسباب أيديولوجية، فإن البعض الآخر يرى فيه الحل الوحيد الممكن نظرا للأمر الواقع القائم على الأرض.
- حل الدولتين

دولة فلسطين: هي الدولة التي تطالب بإنشائها الجهة الفلسطينية الرسمية على جزء من أرض فلسطين التاريخية وهو الضفة الغربية وقطاع غزة وعاصمتها القدس الشرقية، بجانب الدولة الإسرائيلية الحالية. على الرغم من إعلان قيام الدولة الفلسطينية في عام 1988 في الجزائر، إلا أن الإعلان قد جرى من طرف واحد دون أن يكون لذلك تداعيات عملية على أرض الواقع.
دولة إسرائيل: دولة اُنشئت على ما نسبته 78% من أرض فلسطين التاريخية، كما أنها تحتل الضفة الغربية المحاذية للأردن في الشرق وقطاع غزة في الجنوب الغربي بمحاذاة البحر الأبيض المتوسط ومصر مسيطرة بالتالي اليوم على كامل مساحة فلسطين بحسب ترسيم الحدود حتى عهد الانتداب البريطاني، كما تحتل مرتفعات الجولان السورية. تأسست دولة إسرائيل في 14 أيار/مايو 1948 حيث أعلنها المجلس اليهودي الصهيوني في فلسطين في اليوم المتمم لفترة الانتداب البريطاني حسب قرار الأمم المتحدة وحكومة بريطانيا، وفي ظل حرب بين العرب واليهود الصهاينة أسفرت عن النكبة الفلسطينية وإبادة الكثير من المدن والقرى الفلسطينية حيث أصبح معظم سكانها لاجئين في الضفة الغربية وقطاع غزة وفي بعض البلدان العربية أو مهجرون داخليا في إسرائيل. وقد أعلنت دولة إسرائيل هدفا لها استقبال اليهود الذين رُحّلوا من شرقي أوروبا خلال الحرب العالمية الثانية ووطنوا في الدولة اليهودية، وكذلك استقبال اليهود من جميع أنحاء العالم. وأصبحت بذلك الدولة الوحيدة في العالم ذات أغلبية دينية يهودية اليوم.
تفاوض السلطة الفلسطينية اليوم ومنذ تأسيسها عام 1994، على قيام دولة فلسطينية مستقلة في الضفة الغربية وقطاع غزة (الذين يشكلان معاً ما نسبته 22% من مساحة فلسطين التاريخية). تقع في هاتين المنطقتين مدن فلسطينية كبيرة مثل القدس الشرقية وغزة ونابلس والخليل ورام الله. وتتخذ السلطة من مدينتي رام الله وغزة مقرا مؤقتا لمؤسساتها، ريثما تصل المفاوضات لحل.
في الوقت الراهن تخضع منطقتي الضفة الغربية وقطاع غزة لطريقة حكم مختلطة، وبينما تتمتع أجزاء معينة منها من حكم ذاتي، ما زالت أجزاء أخرى منها تخضع للاحتلال الإسرائيلي. وتعدّ مكانة قطاع غزة السياسية معقدة خصوصًا منذ انسحاب الجيش الإسرائيلي منها عام 2005 دون اتفاق بين إسرائيل والسلطة الفلسطينية على طبيعة السلطة فيه، وكذلك بسبب استيلاء حركة حماس عليه رغم معارضة السلطة الفلسطينية لذلك.
دولياً هناك إجماع ضمني بأنها أراضي ستؤول مستقبلا للدولة الفلسطينية، وإن إسرائيل هي طرف محتل لها. لا اعتراف دولي بضم الجزء الشرقي من مدينة القدس إلى إسرائيل، ولكن معظم دول العالم (باستثناء الدول العربية) تعدّ القدس مكانا ذا أهمية خاصة الذي من شأنه أن يخضع لتسوية خاصة. وفي أساس الموقف الدولي تجاه هاتين المنطقتين يوجد القرار الأممي الذي صدر في نوفمبر 1967 والمرقم ب242 والذي ينص على: «إقرار مبادي سلام عادل ودائم في الشرق الأوسط القرار حيث أن مجلس الأمن إذ يعرب عن قلقه المتواصل بشان الوضع الخطر في الشرق الأوسط وإذ يؤكد عدم القبول بالاستيلاء على أراض بواسطة الحرب. والحاجة إلي العمل من أجل سلام دائم وعادل تستطيع كل دولة في المنطقة أن تعيش فيه بأمن وإذ يؤكد أيضاً أن جميع الدول الأعضاء بقبولها ميثاق الأمم المتحدة قد التزمت بالعمل وفقاً للمادة 2 من الميثاق». وقد اتفق الجانبان الفلسطيني والإسرائيلي على تبني نص قرار 242 كأساس التسوية بينهما ضمن اتفاقيات أوسلو.

| الاعتراف الدولي بدولتي بين فلسطين وإسرائيل. فلسطين وإسرائيل دول معترفة بإسرائيل فقط دول معترفة بإسرائيل مع وجود علاقات جزئية مع فلسطين دول معترفة بفلسطين وإسرائيل معاً دول معترفة بفلسطين مع وجود علاقات جزئية مع إسرائيل دول معترفة بفلسطين فقط غير موضح |

## الديمغرافيا

### السكان

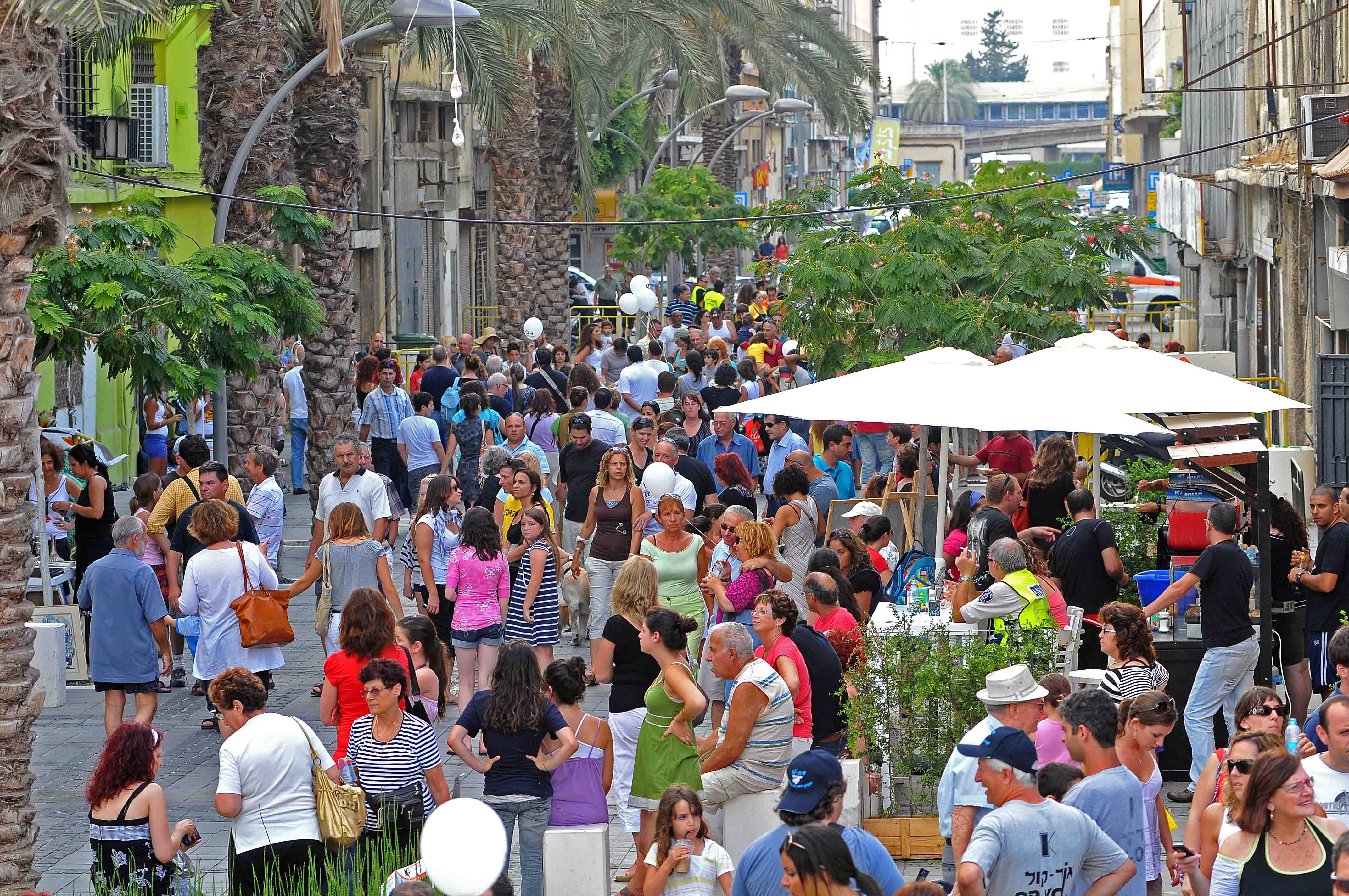
حيفا. مدينة مختلطة، تسكنها اليوم غالبية يهودية من المهاجرين، مع أقلية عربية (مسيحية ومسلمة) وآخرون - هُجّر معظمهم في النكبة عام 1948.

إن أول آثار معروفة في فلسطين تعود لقوم يسمون بالكنعانيين وقوم آخرين يسمون بالأموريين وهذان الشعبان قبائل هاجرت من شبه الجزيرة العربية شمالا واستقرت في بلاد الشام وفلسطين تحديدا وهذا ثابت وواضح في تاريخ فلسطين واجمع عليه جميع المؤرخين الشرقيين منهم والغربيين ومن ثم سكنها شعوب أخرى تسمى بشعوب البحر (البحر المتوسط) يعتقد البعض أنها أتت من جزيرة كريت، ويبدو أن شعوب البحر أصابتهم مجاعة أو ظروف معينة ما جعلهم يهاجمون شواطئ الشام ومصر وصدهم أولًا رمسيس الثالث في معركة لوزين المشهورة والتي حدثت في مصر وكان رمسيس لا يريدهم أن يسكنوا بلاده وبعد المفاوضات استقر الأمر على أن يرحلوا إلى فلسطين وأمرهم رمسيس أن يسكنوا فيها وهم الفلستيون ومن هنا جاء اسم فلسطين. هذه الشعوب تجاورت مع الكنعانيين (السكان الاصليين) ومع تقدم السنين ذاب الفلستيون مع الكنعانيين ولم يعد لهم أثر وغاب ذكرهم التاريخي. وقبل أن تبدأ عمليات الهجرة المنظمة للأراضي الفلسطينية في بداية القرن العشرين وحتى وقوع النكبة وتأسيس إسرائيل، ظل الفلسطينيون يشكلون الأغلبية الساحقة لسكان فلسطين. وانقسم المجتمع الفلسطيني لثلاث فئات هم أهل المدن والفلاحون والبدو، حيث أسهم كل في موقعه بخلق ثقافة فلسطينية خاصة ميزت الدولة الفلسطينية عن بقية الدول المجاورة لها التي ارتبطت شعوبها مع الشعب الفلسطيني بعلاقات ثقافية وتجارية وفنية شأنها في ذلك شأن كل دول المنطقة.
وفي الوقت الحالي، يسكن في مناطق فلسطين التاريخية التي شكلت دولة إسرائيل في حدود عام 1948 أقلية تتحدث العربية من السكان الموجودين قبل قيام دولة إسرائيل والهجرة اليهودية، وأغلبية يهودية هاجرت من مختلف بقاع العالم. ومن الجدير بالذكر أن اليوم ما يزيد على خمسة ملايين لاجئ فلسطيني يعيشون خارج حدود الأراضي الفلسطينية ويتمركز أغلبيتهم في الأردن وسوريا ولبنان. بالإضافة إلى مئات الآلاف من ذوي الأصول الفلسطينية الموزعين في الشتات حول العالم وبالأخص دول الخليج والأمريكيتين.
فلسطينيون

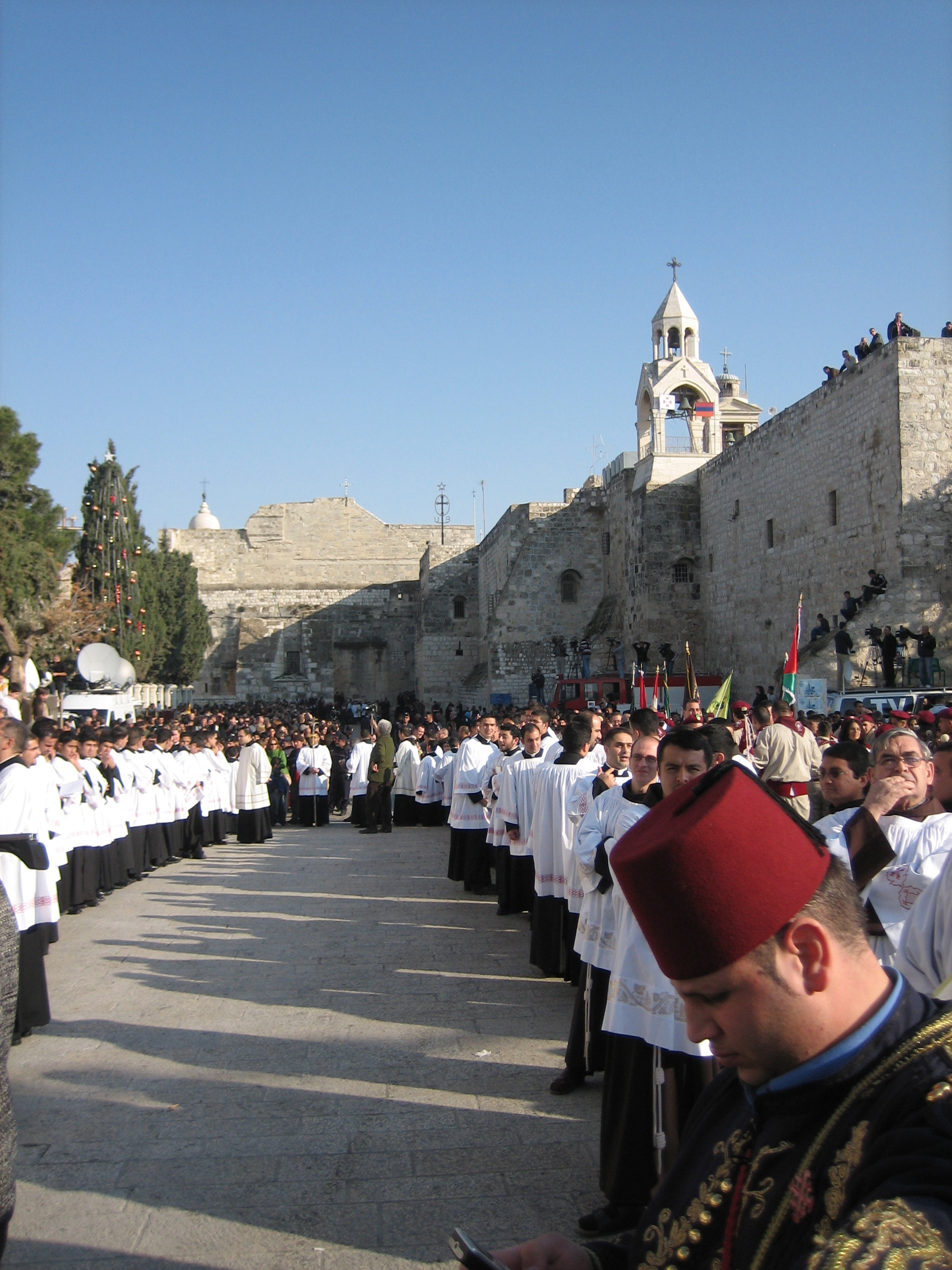
احتفالات مسيحية بساحة كنيسة المهد في بيت لحم، بالضفة الغربية.

يقدر التعداد العالمي للفلسطينيين بما يقارب 11 مليون نسمة، نصفهم يعيش كلاجئ خارج حدود فلسطين التاريخية، أما النصف الآخر فهم يعيشون داخل حدود فلسطين التاريخية، ولكن ليس بالضرورة في بلداتهم الأصلية، فنسبة كبيرة منهم أيضاً لاجئون. ويقطن في المنطقة المسماة بالضفة الغربية وقطاع غزة أغلبية من السكان الأصليين واللاجئين والنازحين من المناطق التي تأسست عليها دولة إسرائيل المتحدثين بالعربية، كما أن من المستوطنين الإسرائيليين أقليةٌ في تجمعات سكانية متفرقة في الضفة الغربية، وقطاع غزة سابقًا.
تعود الإشارة إلى الشعب الفلسطيني لأول مرة كشعب إلى ما قبل اندلاع الحرب العالمية الأولى، وكما تمت المطالبة بالاستقلال من قبل مجلس النواب الفلسطيني السوري وذلك في 21 سبتمبر 1921.
بعد الهجرة التي تمت في سنة 1948 في أعقاب إعلان دولة اليهود بفلسطين وكذلك الهجرة الثانية في سنة 1967 بعد حرب الأيام الستة، أصبح مصطلح الشعب الفلسطيني لا يشير فقط إلى البلد الأصلي بل أيضاً إلى الإدراك لماض مشترك ودولة فلسطينية مشتركة. يمثل الشعب الفلسطيني عالميا منظمة التحرير الفلسطينية. كما تقوم السلطة الوطنية الفلسطينية بالإدارة المدنية لبعض مناطق الأراضي الفلسطينية المحتلة.
- في الضفة الغربية وقطاع غزة:

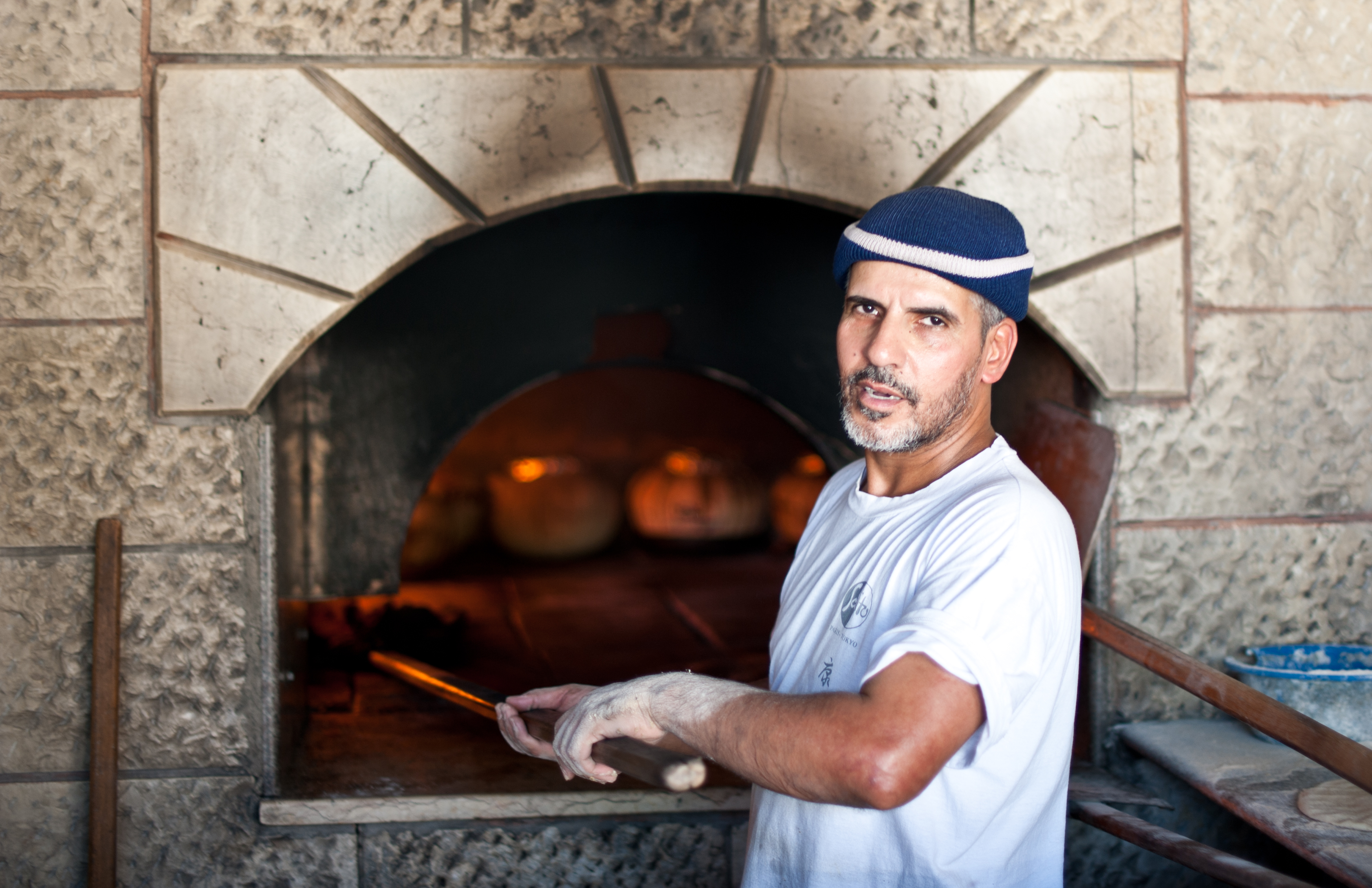
خبّاز فلسطيني لاجئ في نابلس.

يتكونون من السكان الأصليين والمهاجرين من المناطق التي تأسست عليها دولة إسرائيل. يفتقرون لكيان سياسي واضح، وخاضعون للاحتلال الإسرائيلي منذ عام 1967. سكان القدس الشرقية يحملون هويات خاصة ذات لون أزرق صادرة عن سلطة الاحتلال الإسرائيلي. أما بقية فلسطينيي الضفة والقطاع فيحملون اليوم جوازات سفر صادرة عن السلطة الوطنية الفلسطينية (مع أن هذه الجوازات احتفظت بنفس رقم الإضبارة الذي كان على الهوية الشخصية التي كانت تصدر عن سلطة الاحتلال الإسرائيلي). يقدر عدد فلسطينيي الضفة والقطاع (2011) بـ 3,752,200 معظمهم من العرب مع وجود بعض العرقيات الأخرى:
ويتكونون من الفئات التالية: عرب حضر: عددهم 3,711,000 ويتكلمون اللهجة الشامية الجنوبية، معظمهم من مسلمي السنة (مع وجود أقل من 5% منهم من المسيحيين)، عرب بدو: عددهم 17,000 يتكلمون لهجة بدو سيناء والنقب. يتمركزون في صحراء جبال القدس والأغوار معظمهم من مسلمي السنة، غجر: عددهم 8,600 يتكلمون اللغة الدومرية (اللهجة النورية). يتمركزون في القدس القديمة ومدينة غزة وبيرزيت معظمهم من مسلمي السنة، آراميون غربيون: عددهم 4,300. مسيحيون يتكلمون اللغة الآرامية الغربية الحديثة، آشوريون: عددهم 4,300. مسيحيون يتكلمون اللغة الآشورية، شركس: عددهم 3,600 يتكلمون اللغة الأديغية معظمهم من مسلمي السنة، أرمن: عددهم 2,500 يتكلمون اللغة الأرمنية يتمركزون في القدس الشرقية معظمهم من الأرمن الأرثوذكس، وسامريون: عددهم 900. يهود يتكلمون اللغة العربية بلهجتها الشامية الجنوبية يحملون الجنسية الفلسطينية والإسرائيلية ويعيشون في قرية لوزة بالقرب من نابلس.
- في الشتات:

| أنا لست عائدا فحسب... بل فلسطين عائدة الي أيضا. إنها مسألة وقت مهما يطل الزمن. . |
| —شفيق الحوت                                                                      |

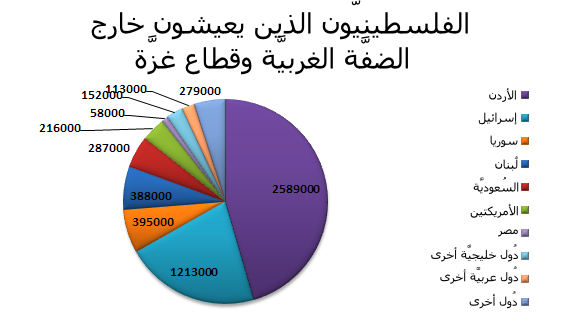
الفلسطينييون الذين يعيشون خارج الضفة الغربية وقطاع غزة (2006)

يعيش اليوم ما يزيد على خمسة ملايين فلسطيني خارج حدود فلسطين التاريخية. ويتمركز أغلبيتهم في الأردن وسوريا ولبنان وتشيلي. معظمهم يدينون بإسلام السنة (ما عدا في أمريكا اللاتينية وكندا والمملكة المتحدة فمعظمهم مسيحيين)
- في الأردن:[92] عددهم 3.024.000 يمثلون نحو نصف فلسطينيي الشتات، يحملون الجنسية الأردنية ويشكلون 48% من مجموع من يسكن الأردن من مواطنين وأجانب (60% إذا احتسبنا فقط مجموع السكان المواطنين). لهم فعالية كبيرة اقتصادياً في الأردن ولا يشاركون كثيراً سياسياً. يتمركزون في عمّان والزرقاء ومخيمات اللاجئين المختلفة.
- في سوريا: عددهم 581,000 يحملون وثائق سفر خاصة للاجئين الفلسطينيين في سوريا. يتمركزون في مخيم اليرموك في دمشق. بالإضافة إلى هذا العدد.
- في لبنان: عددهم 544,000 يحملون وثائق سفر خاصة للاجئين الفلسطينيين في لبنان. يتمركزون في مخيمات اللاجئين المختلفة. يعيشون حياة قاسية حيث أن السلطات اللبنانية تمنعهم من مزاولة العديد من المهنات.
- في أمريكا اللاتينية: عددهم نحو نصف مليون. هؤلاء الشريحة من الفلسطينيين هاجروا في بداية القرن العشرين معظمهم من مسيحيي الأرثودكس. يحملون جوازات سفر البلدان التي استقبلتهم. اليوم، معظمهم لا يتكلم العربية؛ حيث أن الآباء لم يعلموا أبنائهم العربية من أجل التركيز على الإسبانية (أو البرتغالية لمن سكن البرازيل) بغية الاندماج في المجتمع المستضيف لهم. عددهم في تشيلي نحو 400,000.

إسرائيليون
وهم بالأساس أبناء شعوب مختلفة هاجرت إلى فلسطين منذ بداية القرن العشرين، وهم بالغالبية من الديانة اليهودية. وقد هاجروا بالأساس من ألمانيا وأوروبا الشرقية وروسيا ومن بلدان عربية كاليمن والعراق والمغرب. بالإضافة إلى أقلية يهودية كانت موجودة في فلسطين التاريخية منذ زمن بعيد.
- فلسطينيو الداخل:

يسمون بفلسطينيي الداخل (داخل الخط الأخضر) أو فلسطينيي الـ48 أو عرب إسرائيل (لأن معظمهم من العرب). وهم الفلسطينيون الذين بقوا في ديارهم داخل حدود دولة إسرائيل عند قيامها سنة 1948، منهم أيضاً من هُجِّر من دياره ولكن مع انتهاء الحرب سنة 1949 كانت إسرائيل قد ضمت مكان سكنه الجديد إليها. حصلوا على الجنسية الإسرائيلية سنة 1952 (اليهود منهم حصلوا على الجنسية فوراً بعد قيام دولة إسرائيل). يعانون من عنصرية (أحياناً مُشَرَّعة في القانون الإسرائيلي). اليوم، يقدر عددهم (2011) بـ 1,575,700 (21% من مجموع سكان إسرائيل). يتشكلون من عرقيات مختلفة وإن كانت النسبة الكبيرة منهم عرباً.
الجدول الآتي لسكان فلسطين التاريخية وفقا لإحصاء 2007، في كل من التقسيمات الإدارية الفلسطينية والإسرائيلية:

التقسيم الإداري الحالي في فلسطين التاريخية. المنطقة الرمادية: السلطة الفلسطينية، المنطقة الصفراء: إسرائيل.

| الرقم | اللواء / المحافظة       | المدينة الرئيسية | مدن كبرى                                 | السكان    |
| ----- | ----------------------- | ---------------- | ---------------------------------------- | --------- |
| 1     | اللواء الشمالي          | الناصرة          | صفد، عكا، طبريا                          | 1,242,100 |
| 2     | لواء حيفا               | حيفا             | الخضيرة، قيسارية                         | 880,000   |
| 3     | اللواء الأوسط           | الرملة           | ريشون لتسيون، نتانيا، بتاح تكفا، رحوفوت  | 1,770,200 |
| 4     | لواء تل أبيب            | تل أبيب          | يافا، بات يام، بني براك، حولون، رامات جن | 1,227,000 |
| 5     | القدس                   | القدس            | [ معلومة 3 ]                             | 1,000,300 |
| 6     | اللواء الجنوبي          | بئر السبع        | إسدود، عسقلان                            | 1,053,600 |
| 7     | محافظة جنين             | جنين             | قباطيا                                   | 281,156   |
| 8     | محافظة طولكرم           | طولكرم           | عنبتا، دير الغصون                        | 168,973   |
| 9     | محافظة نابلس            | نابلس            | بيت فوريك، بيتا، حواره، عصيرة الشمالية   | 348,023   |
| 10    | محافظة رام الله والبيرة | رام الله         | البيرة                                   | 310,218   |
| 11    | محافظة أريحا            | أريحا            |                                          | 46,718    |
| 12    | محافظة بيت لحم          | بيت لحم          | بيت ساحور، بيت جالا                      | 194,095   |
| 13    | محافظة الخليل           | الخليل           | حلحول، يطا، دورا، الظاهرية               | 620,417   |
| 14    | محافظة قلقيلية          | قلقيلية          | عزون، كفر ثلث                            | 100,012   |
| 15    | محافظة طوباس            | طوباس            |                                          | 56,642    |
| 16    | محافظة سلفيت            | سلفيت            | بديا، الزاوية                            | 64,615    |
| 17    | محافظة شمال غزة         | جباليا           | بيت لاهيا، بيت حانون                     | 265,932   |
| 18    | محافظة غزة              | غزة              |                                          | 487,904   |
| 19    | محافظة دير البلح        | دير البلح        |                                          | 201,112   |
| 20    | محافظة خان يونس         | خان يونس         | عبسان                                    | 269,601   |
| 21    | محافظة رفح              | رفح              |                                          | 165,240   |

- انظر الخارطة الرسمية لأقضية فلسطين.[94]

### اللغات
انتشرت اللغات في فلسطين على النحو الآتي:
 ما قبل الميلاد
ظهرت ما قبل الميلاد في فلسطين بما تسمى «اللغات الكنعانية» تحدث بها في ذلك الوقت الكنعانيين والفينقيين والعبرانيين، وكانت هذه اللغات تتمثل بالفينيقية والتي تحدث بها الكنعانيين الذين كانوا يعيشون في شمال فلسطين، والعبرية التي انتشرت في مناطق الجبال (الضفة الغربية والقدس حاليا) والمناطق الساحلية الشمالية وقد كان يتحدثها الكنعانيين وأخذها عنهم بعد ذلك العبرانيين بعد دخولهم إلى فلسطين، أما الساحل الجنوبي من فلسطين والذي يشمل منطقة (قطاع غزة حاليا) وعسقلان (عشقلون بالكنعانية) كانت اللغة السائدة به «اللغة الفلستية».
 ما بعد الميلاد 

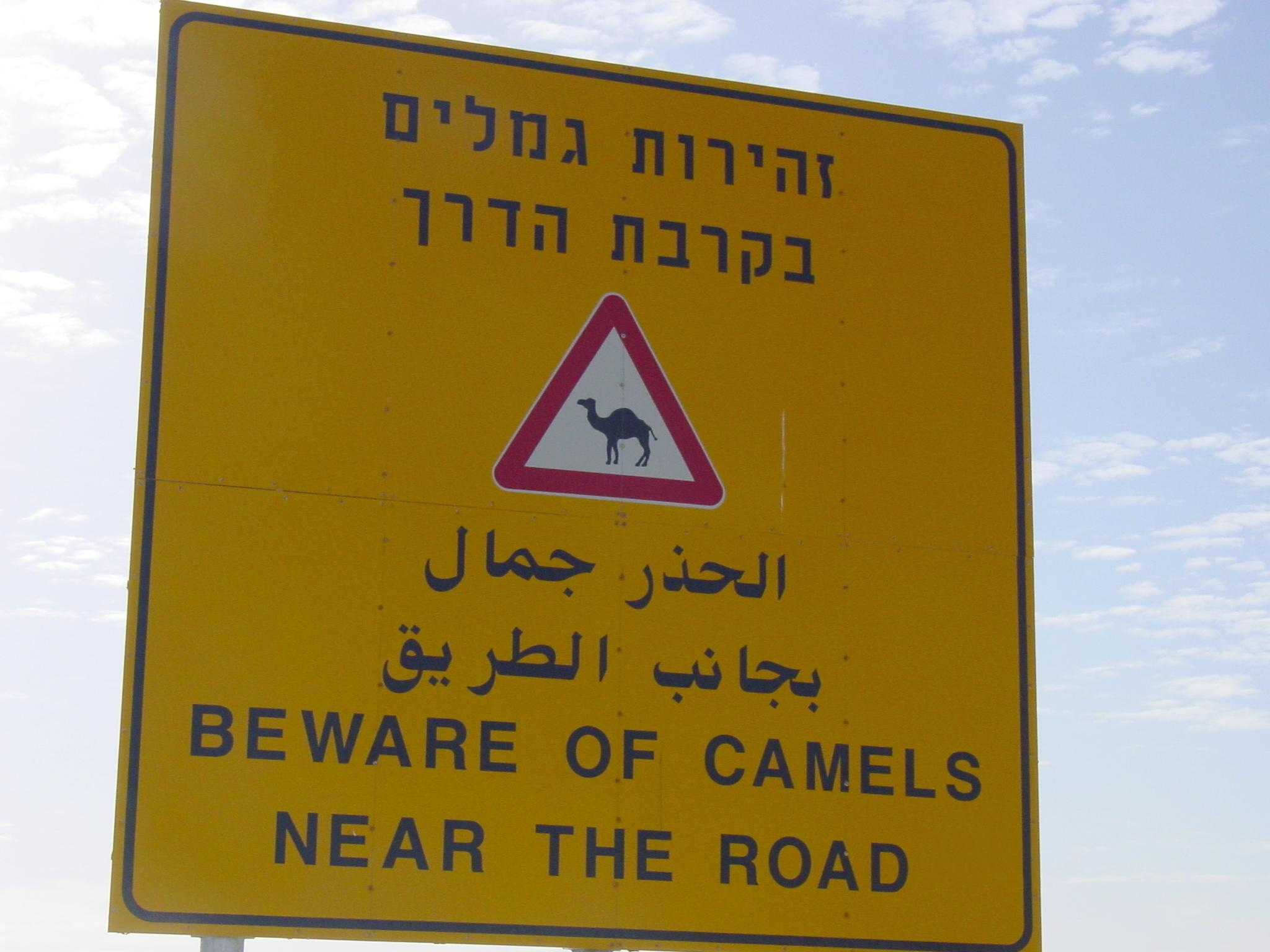
إشارة تحذيرية مكتوبة بثلاث لغات في النقب.

ابتداءً من نحو القرن الخامس قبل الميلاد، بدأت تنقرض اللغات الكنعانية، وتأخذ مكانها اللغة الآرامية التي تحدث بها في ذلك الوقت الكنعانيين إلى جانب اليهود والمسيحيين، وقد استمر بالحديث بها حتى انتشرت اللغة العربية في فلسطين لغة أم لسكانها حيث تكلم بها أهلها طيلة ما يقارب 10 قرون. ولكن حالياً يتحدث بها نحو 45% من السكان داخل فلسطين التاريخية كلغة أم (وذلك على إثر النكبة وتهجير قرابة نصف الفلسطينيين). ويتكلم الفلسطينيون باللهجة الفلسطينية، وهي إحدى اللهجات العربية العامية تتبع طائفة اللهجات الشامية الجنوبية، وأيضاً لهجة بدو سيناء والنقب (للبدويين من سكان صحراء النقب). ويمكن تقسيم اللهجة الفلسطينية إلى لهجات فرعية، فللهجات الفلسطينية الريفية أو الفلاحية مزايا وسمات مختلفة كنطق القاف كاف تميزها عن باقي اللهجات العربية. أما لهجات المدن فهي تأخذ شيئاً من اللهجات الشامية الشمالية.
منذ الانتداب البريطاني على فلسطين عُدّت اللغات الإنجليزية والعربية والعبرية لغات رسمية لمنطقة فلسطين التاريخية (كونها أحد مناطق الانتداب البريطاني). هذا وقد بدأت اللغة للعبرية بالتسرب إلى فلسطين خلال القرنين التاسع عشر والعشرين بالتزامن مع الهجرات اليهودية المكثفة وإقامة المستوطنات اليهودية على أرض فلسطين. فيما سبق كان التحدث بالعبرية محدوداً جداً في فلسطين يقتصر على مستوى حاخامات اليهود المتوزعين في مناطق فلسطين المختلفة.
بعد نكبة فلسطين سنة 1948، أصبحت اللغة العبرية والعربية اللغتين الرسميتين والأساسيتين للسكان داخل إسرائيل، حيث أصبح عدد السكان العرب 20.2% من سكان الدولة العبرية وبعد مطلبتهم بالاعتراف بان اللغة العربية لغة رسمية في البلاد استجابت الحكومة بعد عدة ضغوطات من العرب داخل اراضي ال 1948، كما يمكن عمومًا التمييز بين لكنة اليهود الشرقيين والغربيين عن النطق بالعبرية. علماً بأن اللغة العبرية تنقسم هناك إلى العبرية القديمة والعبرية الحديثة القياسية. أما في الضفة الغربية وقطاع غزة (وهي مناطق السلطة الفلسطينية) فيتكلم غالبية السكان اللغة العربية وهم الفلسطينيون الأصليون واللاجئون من مدن أخرى داخل الخط الأخضر.
يشار إلى أن جزء كبير من الشعبين يتحدث اللغتين بطلاقة، بالإضافة للغة الأنجليزية كلغة أجنبية. كما توجد أقليات تتحدث اللغات الأرمنية وهم الفلسطينيون المنحدرون من أصول أرمنية، فضلاً عن اللغات الروسية والرومانية واليديشية والأمهرية وهم أبناء المهاجرين اليهود.

### الدين
لفلسطين أهمية دينية في الديانات السماوية الثلاث: الإسلام والمسيحية واليهودية. وخلال تاريخها اتخذت بعض النزاعات عليها طابعا دينيا مثل الحروب الصليبية كما يعطي البعض الصراع العربي الإسرائيلي طابعا دينيا. ويشكل الإسلام والمسيحية واليهودية الديانات الرئيسية المكونة لسكان فلسطين التاريخية اليوم.
الإسلام

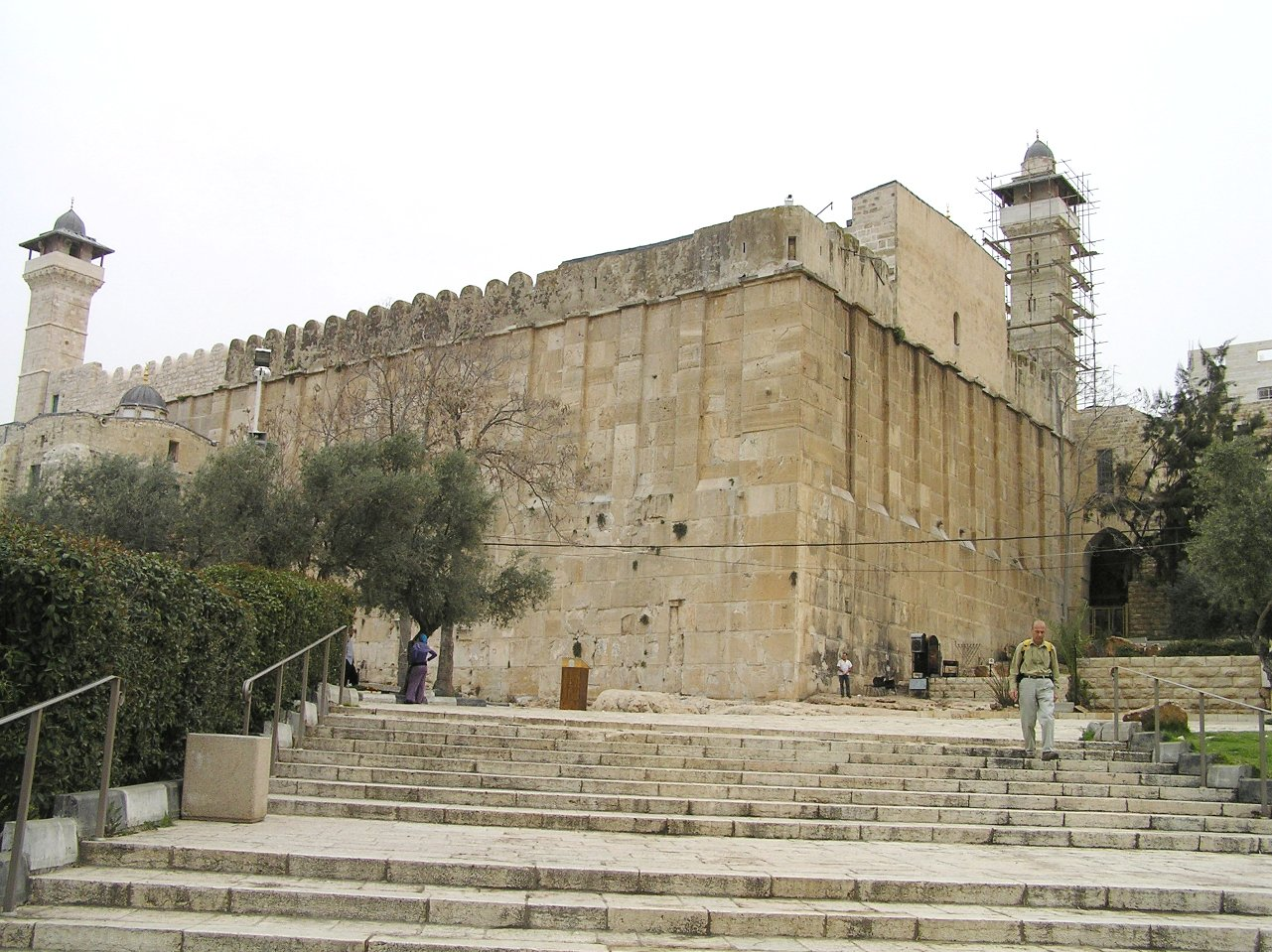
المسجد الإبراهيمي في الخليل، بُني على آثار كنيسة بيزنطية وتمت إضافة أجزاء إليه بالعهد الأموي، وهو مُقدس للديانات الإبراهيمية الثلاث.

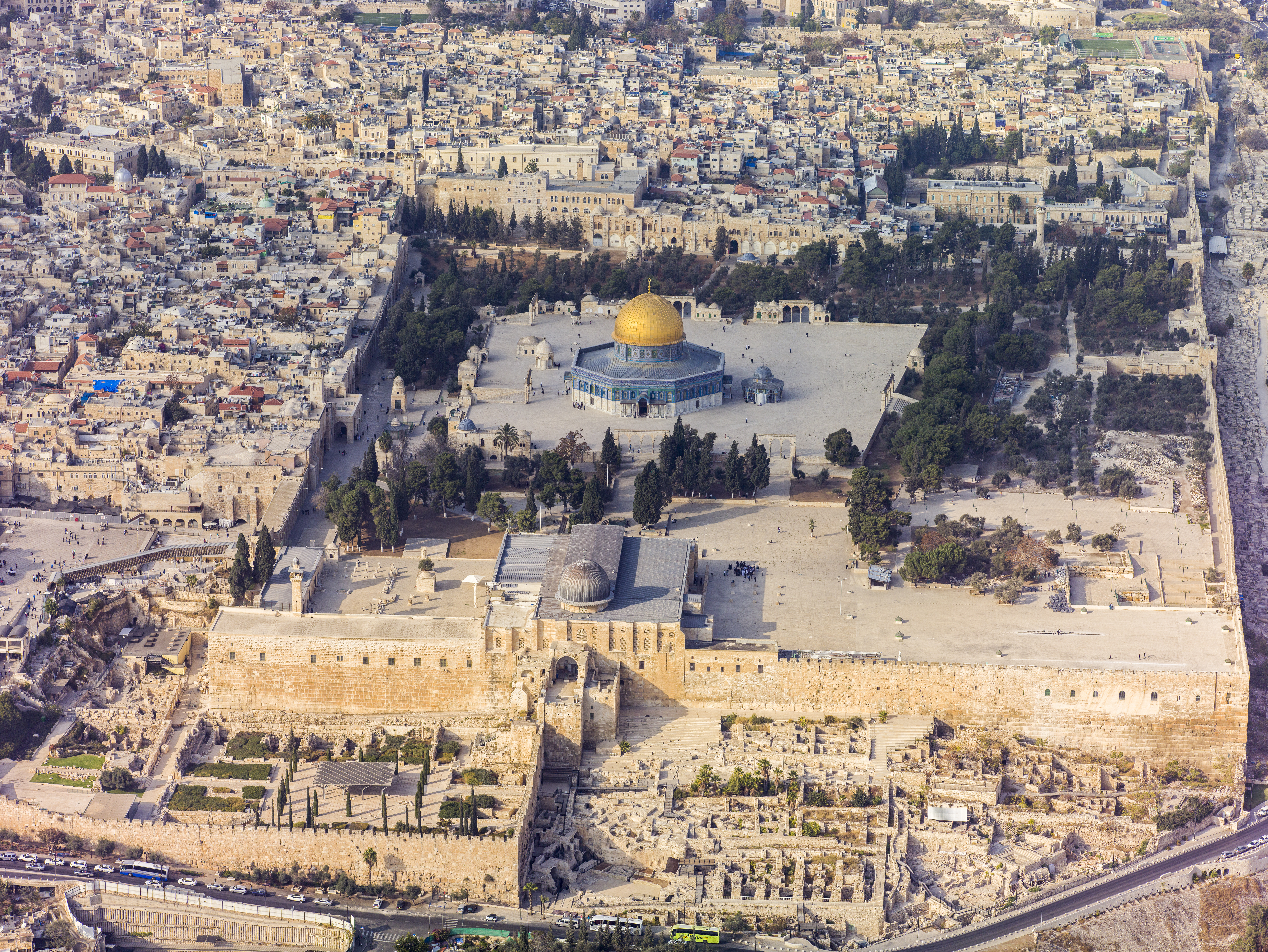
يحتل المسجد الأقصي قدسية كبيرة في الإسلامكونه أولي القبلتين وثالث الحرمين الشريفين.

لفلسطين مكانة كبيرة عند المسلمين، فهي الأرض المباركة التي ذكرها الله في القرآن في عدة سوَر كما في سورة الإسراء: «سبحان الذي أسرى بعبده ليلا من المسجد الحرام إلى المسجد الأقصى الذي باركنا حوله». وذكر الله أرض فلسطين المباركة أيضًا في كتابه: «نجيناه ولوطاً إلى الأرض التي باركنا فيها للعالمين» (الأنبياء، آية 71)، وأيضا حينما قال «ولسليمان الريح عاصفة تجري بأمره إلى الأرض التي باركنا فيها وكنا بكل شيء عالمين» (الأنبياء، آية 81)، وعندما أمر الله النبي موسى وبني إسرائيل بدخول فلسطين قال «وإذ قلنا ادخلوا هذه القرية فكلوا منها حيث شئتم رغداً وادخلوا الباب سجداً وقولوا حطّة نغفر لكم خطاياكم وسنزيد المحسنين» (البقرة، آية 58)، والقرية هي أريحا، وفي قوله «يا قوم ادخلوا الأرض المقدسة التي كتب الله لكم ولا ترتدوا على أدباركم فتنقلبوا خاسرين» (المائدة، آية 21). وذكر الله عن قصة مريم العذراء في كتابه «فحملته فانتبذت به مكانا قصياً» (مريم 22) والمكان المقصود هو وادي يقع بين بيت لحم والقدس. وللقدس أهمية خاصة للمسلمين والمسجد الأقصى كما هو معروف بأنه أولى القبلتين، ومنه عرج النبي محمد إلى السماء وبقي مسجد هذه المدينة قبلة للمسلمين مدة ستة عشر أو سبعة عشر شهراً، حتى قال تعالى «قد نرى تقلب وجهك في السماء فلنولينك قبلة ترضاها فول وجهك شطر المسجد الحرام وحيثما كنتم فولوا وجوهكم شطره». فتحولت قبلة المسلمين بعدها إلى الكعبة في مكة المكرمة.
ويطلق المسلمون اسم «بيت المقدس» أو «القدس» على المدينة لقدسيتها. كما يؤمن المسلمون بوجود مقام للنبي إبراهيم وأبنائه وأحفاده الأنبياء إسماعيل وإسحق ويعقوب وزوجاتهم داخل الحرم الإبراهيمي في الخليل. وفيها ولد عيسى ابن مريم، وفي فلسطين العديد من المساجد التاريخية والشواهد الإسلامية مثل مسجد عمر ومسجد البراق في القدس والجامع العمري في غزة وبيت لحم بالإضافة لكثير من مقامات الأنبياء مثل مقام الخضر ومقام النبي الياس ومقام النبي داوود ومقام النبي صالح. وما يزيد تشريفا لأرض الشام وبيت المقدس هو فرض الصلوات الخمس على المسلمين من فوق أرضها، وصلاة النبي إماماً بالأنبياء - حسب المعتقد الإسلامي تحت صخرتها المشرفة. حيث حدَّث رسول الله أصحابه المؤمنين، وأخبرهم ما شاهده في السموات من الآيات، وما تلقاه من الأمر الإلهي بفرض الصلوات الخمس اليومية. وينتمي معظم المسلمين في فلسطين إلى الطائفة السنية، كما ينتمي البعض الآخر إلى طوائف أخرى مثل الجماعة الأحمدية، ويتمركز أغلبهم في حي الكبابير في مدينة حيفا.
المسيحية

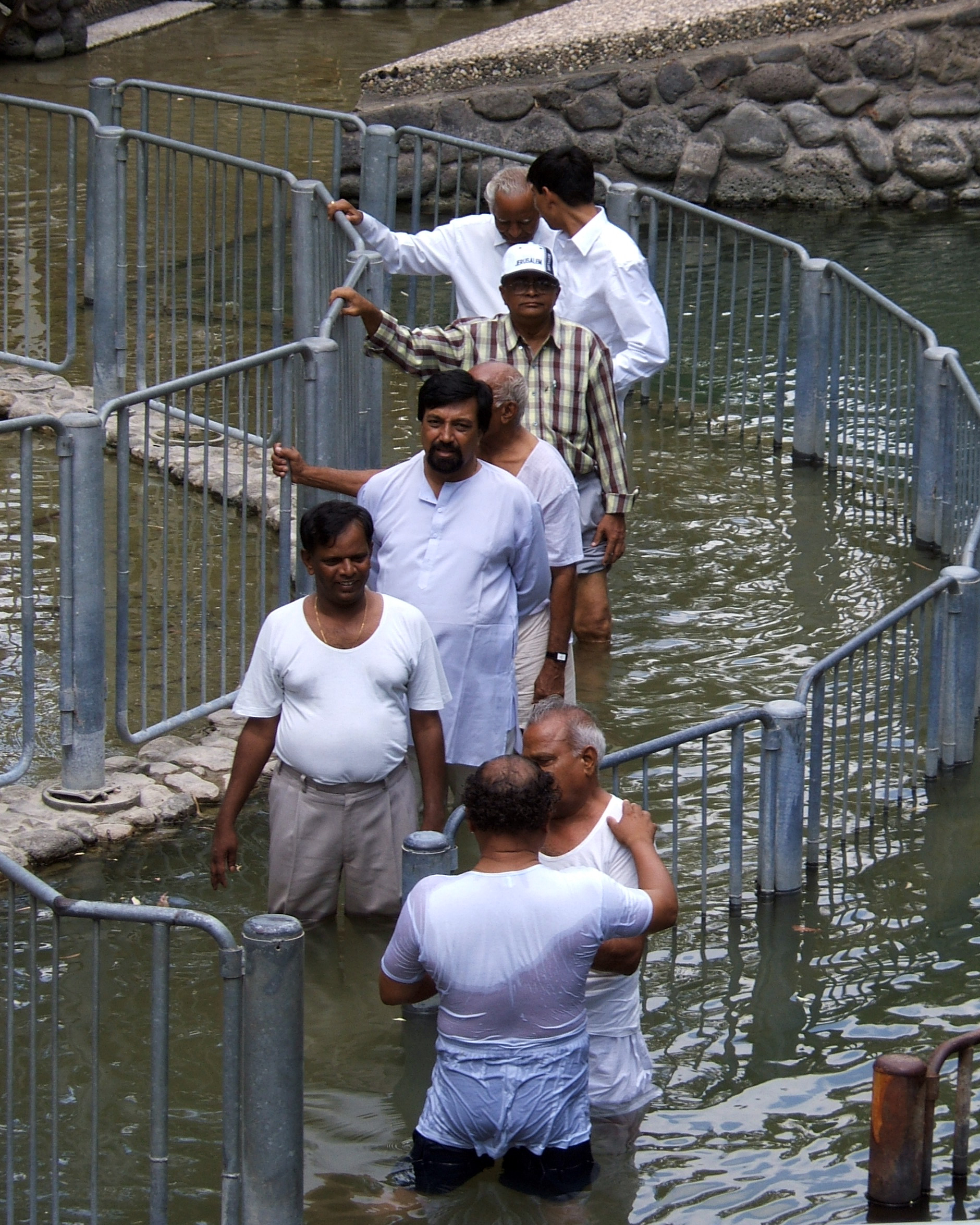
عدد من المسيحيين يتعمدون في نهر الأردن.

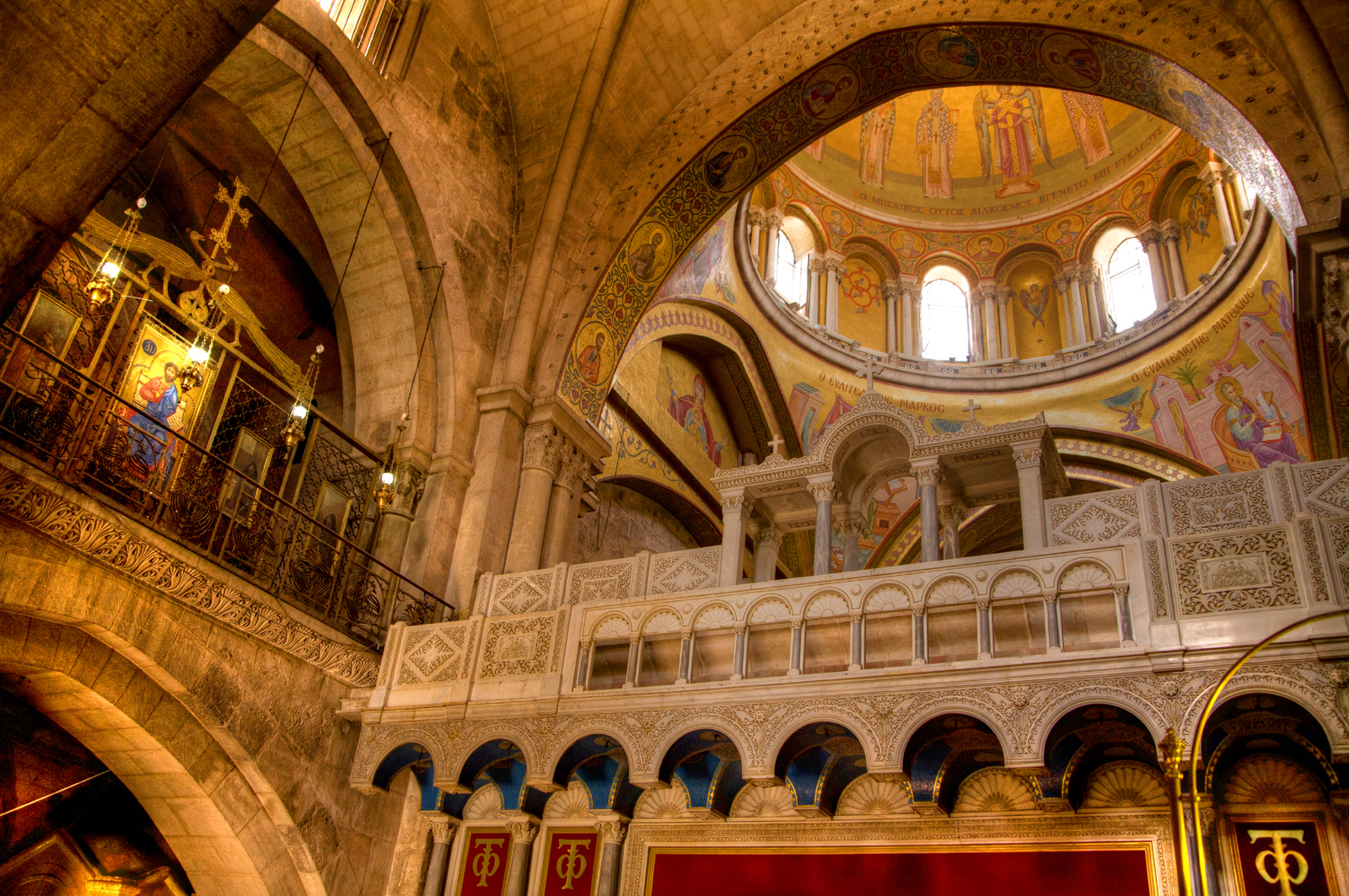
كنيسة القيامة في القدس، وهي من أقدم الكنائس في العالم وأهمها.

تسمى فلسطين عند المسيحيين بالديار المقدسة، إذ بحسب الإيمان المسيحي، ولد وعاش فيها يسوع المسيح ورسله وحدثت معظم الأحداث المذكورة في العهد الجديد والعديد من الأحداث المذكورة في العهد القديم. وحسب التراث المسيحي انطلقت البشارة المسيحية من الجليل ويهوذا، أي من شمالي فلسطين وأوساطها، وانتشرت في أنحاء العالم. لذا تحتوي فلسطين على العديد من الأماكن المقدسة للمسيحيين وعلى رأسها مدينة بيت لحم، مسقط رأس المسيح حيث كنيسة المهد، ومدينة الناصرة حيث تلقت مريم العذراء البشارة بولادة المسيح من الروح القدس وحيث ترعرع يسوع بعد عودة أهله من بيت لحم، ومدينة القدس، أو أورشليم باسمها المسيحي التقليدي، حيث دعا المسيح أهل يهوذا إلى اتباعه إلى أن خطى خطواته الأخيرة على طريق الآلام ومن ثم صُلب ودفن باعتقاد المسيحيون، إذ يؤمن المسيحيون بوجود قبر يسوع في كنيسة القيامة بالمدينة. كما توجد غرب جنين كنيسة أشفى في مكانها يسوع بمعجزته عشرا من المرضى بالبرص بحسب التقاليد المسيحية، وهي كنيسة برقين. وكذلك يقدس المسيحيين أماكن مختلفة في الجليل وخاصة حول بحيرة طبريا وعلى ضفة نهر الأردن. وكذلك يقدس المسيحيون بعض الأماكن المذكورة في العهد القديم والتي يقدسها اليهود والمسلمون أيضا مثل الحرم القدسي والحرم الإبراهيمي في الخليل وغيرهما. كانت المسيحية في فلسطين متأثرة منذ البداية باتجاهات مختلفة، فمنذ القرن الأول الميلادي تعايشت في الأراضي المقدسة عدة طوائف مسيحية مختلفة مع بعضها البعض. ولم ينقطع الوجود المسيحي في فلسطين إلى يومنا هذا. تعدّ كنيسة القيامة في القدس إحدى أهم الكنائس في العالم، ويحج إلى فلسطين آلاف المسيحيين سنويا قادمين إلى بيت لحم والقدس والناصرة ومناطق أخرى مختلفة من فلسطين التاريخية. يشار بالذكر إلى أن المسيحيين في فلسطين ينتمون إلى عدة طوائف أهمها الروم الكاثوليك، حيث تعدّ حيفا مقر مطرانية الروم الكاثوليك في منطقة الجليل، والأرثوذكس، بالإضافة إلى اللاتين والموارنة. إلى جانب الأرمن والطوائف البروتستانتية.
اليهودية

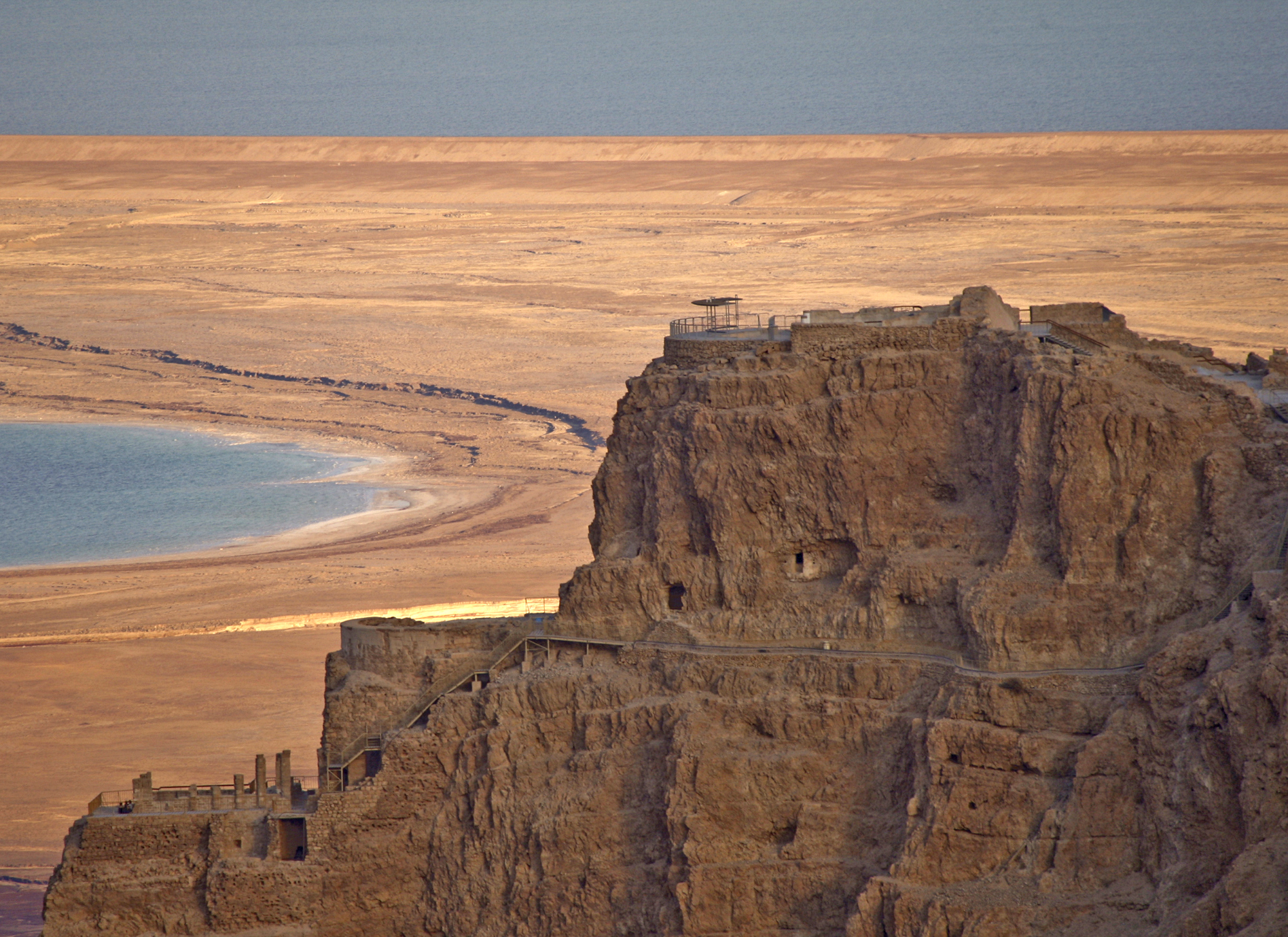
مسعدة، من المواقع المهمة لليهود. تقع في النقب، وتشرف على البحر الميت.

يطلق اليهود على فلسطين اسم 'أرض إسرائيل' (بالعبرية: ארץ ישראל إيرتس يسرائيل)، وأيضاً 'أرض الميعاد'، نسبة لما يقال عنها في التناخ (العهد القديم في المسيحية): «الأرض التي أقسم الرب لآبائكم إبراهيم وإسحاق ويعقوب أن يعطيها لهم ولنسلهم من بعدهم» (سفر التثنية، الأصحاح الأول، 8).
بحسب الإيمان اليهودي، كانت فلسطين الأرض التي أقيمت فيها مملكة إسرائيل، قبل أنفصالها إلى مملكتي إسرائيل الشمالية ويهوذا، وينسب اليهود المعاصرين أنفسهم إلى أبناء مملكة يهوذا القديمة التي كانت عاصمتها أورشليم (أي مدينة القدس) والتي يعتقدون أنه وقف فيها هيكل سليمان، وهو المركز اليهودي القديم. وتقدس طائفة السامريين القريبة من اليهود دينيا وثقافيا، جبل جرزيم قرب نابلس.
في التراث اليهودي تعدّ القدس والخليل وطبريا وصفد المدن المقدسة الأربع إذ توجد فيه أماكن ذات أهمية خاصة في الديانة اليهودية وفي تاريخ الشعب اليهودي.
ويعدّ حائط المبكى (المسمى أيضا ب'الحائط الغربي'، أو ب'حائط البراق' عند المسلمين) أكثر مصلى يهودي أهمية في أيامنا ويحتشد أمامه المصلين اليهود على مدار السنة، وخاصة في الأعياد اليهودية. ويقدس اليهود الحرم الإبراهيمي في الخليل (كما يقدسه المسلمون والمسيحيون)، وكذلك أماكن مختلفة في الجليل.
في الشريعة اليهودية وصايا يمكن تطبيقها في الأرض المقدسة فقط، ويتعلق معظم هذه الوصايا بالأعمال الزراعة. ومن أبرز هذه الوصايا وصية الشميتا.
البهائية

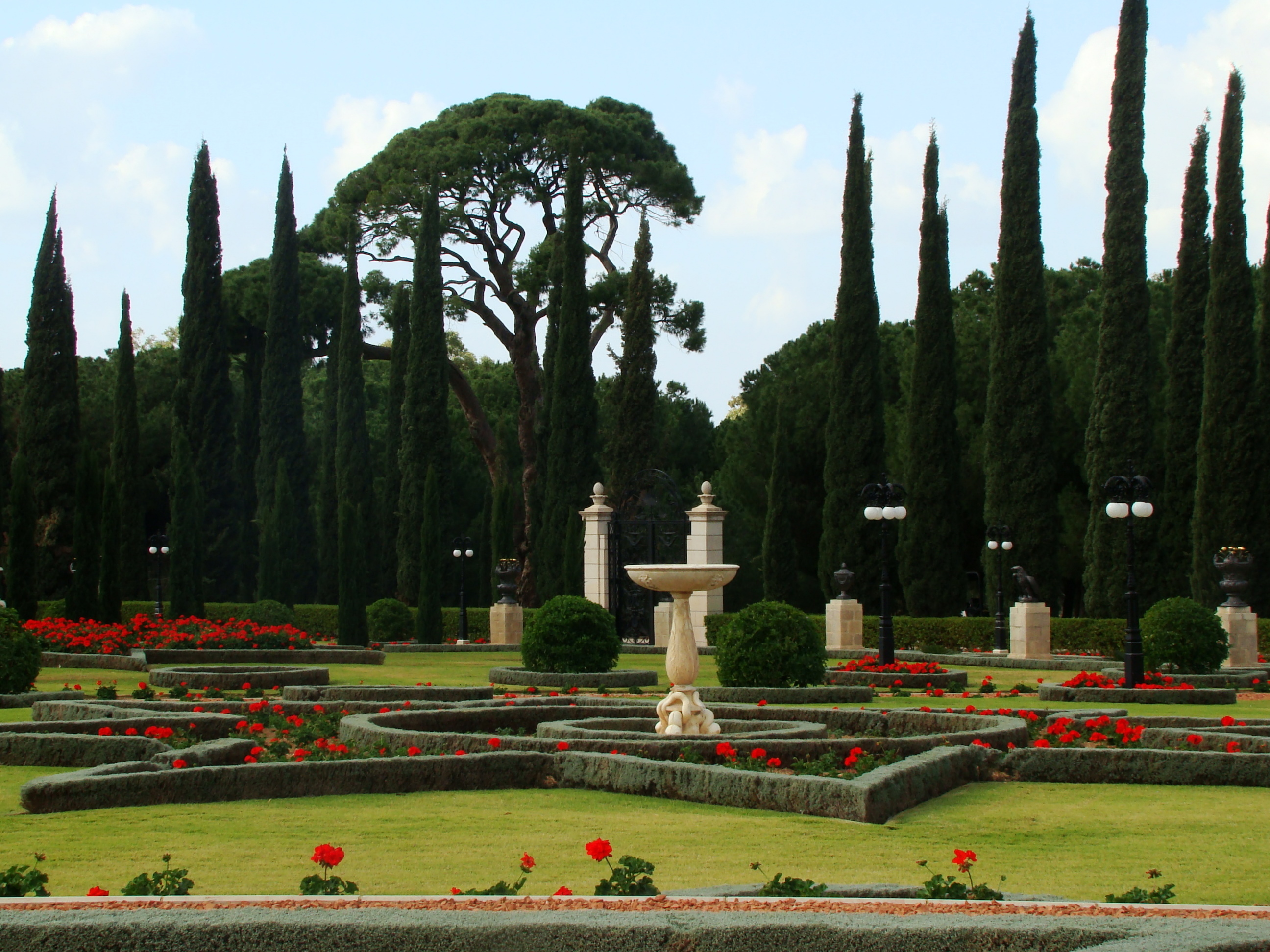
الحدائق البهائية في عكا.

يعتبر البهائيين مدينة عكا وحيفا مدناً مقدسة؛ ففي مدينة عكا نفي بهاءالله، مؤسس الديانة البهائية، إلى سجن عكا من عام 1868 حتى وفاته عام 1892. ويحتوي الضريح في عكا على رفات بهاء الله ويتكون الضريح من منطقة مركزية تحتوي على حديقة صغيرة مليئة بالأشجار محاطة بمسارات مغطاة بسجاد فارسي. وقد بُني سقف زجاجي بعد وفاة بهاءالله. ويوجد في الزاوية الشمالية الغربية من المنطقة الوسطى غرفة صغيرة تحتوي على بقايا بهاءالله. ويعد الضريح أقدس الأماكن بالنسبة للبهائيين كونه القبلة التي يتوجهون إليها من جميع انحاء العالم خلال صلاتهم.
وفي منحدر جبل الكرمل يتواجد مقام علي محمد رضا الشيرازي المُلقب بالباب (1819-1850) وهو المبشر عند اتباع الديانة البهائية. وعند زيارته لجبل الكرمل في مدينة حيفا الفلسطينية عام 1891م، وعيّن بهاء الله مؤسس الديانة البهائية هذا المكان ليدفن فيه الباب. وتعتبر حيفا اليوم مركزًا للدين البهائي، حيث تقام فيها مراسم الحج لأتباع هذه الديانة. بدأ شوقي أفندي رباني ببناء هياكل أخرى وواصل بناء بيت العدل البهائي حتى وصل المركز البهائي العالمي إلى حالته الحالية كمركز روحي وإداري للدين. ويتكون المركز العالمي هذا من ضريح الباب وحدائق البهائيين على جبل الكرمل في حيفا، وضريح بهاء الله قرب مدينة عكا، وبيت العدل الأعظم الذي يُمثل الهيئة الحاكمة العليا للبهائيين، بالإضافة إلى مباني أخرى مختلفة في المنطقة بما في ذلك مباني القوس في حيفا. يُشار بالذكر إلى أن العديد من مواقع المركز البهائي العالمي - بما فيها الشرفات ومزار باب التي تشكل المنحدر الشمالي لجبل الكرمل - إلى جانب ضريح بهاء الله في عكا قد أُدرجت على قائمة التراث العالمي التابعة لليونسكو.
مذهب التوحيد الدرزي

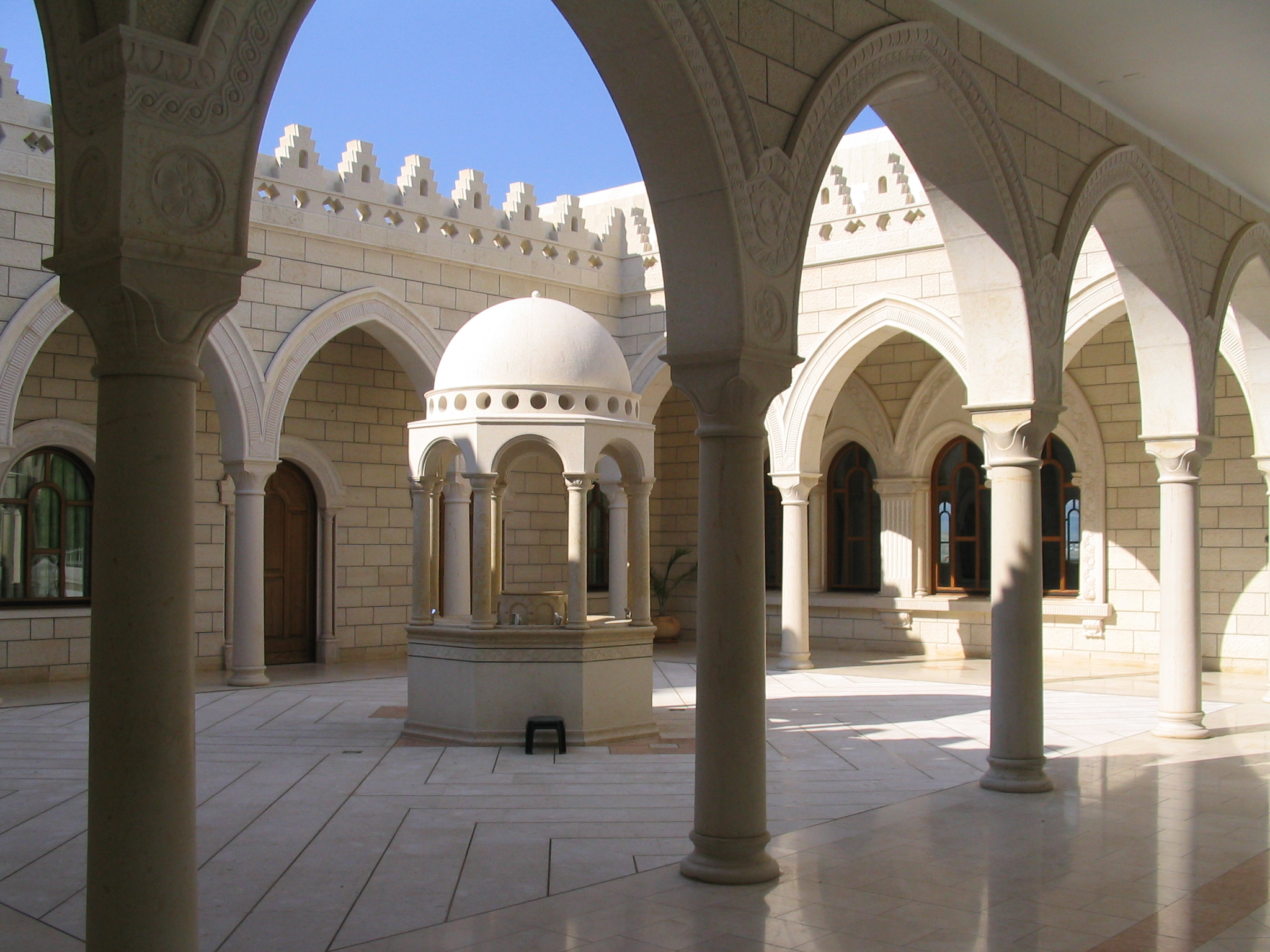
مقام النبي شعيب في حطين.

هناك نحو 130ً مكاناً مقدًساً ومقاماً لدى الدروز في أنحاء منطقة الشرق الأوسط، من بينها نحو 70 في فلسطين التاريخية. وتقع هذه الأماكن المقدسة والمقامات داخل القرى، وعلى رؤوس الجبال، وفي المغاور، وبالقرب من عيون الماء والينابيع. وتقوم معظم الأماكن المقدسة والمقامات لدى الطائفة الدرزيّة في مواقع تشكل علامات بازرة في شخصيات لديها أهمية دينية في مذهب التوحيد أو موقع دفنها، والأماكن المقدسة لدى الموحدون الدروز هي مواقع أثرية مهمة للمجتمع وترتبط بالأعياد الدينية؛ وأبرز مثال على ذلك مقام النبي شعيب، هو مقام النبي شعيب الشخصية المحورية في المذهب الدرزي، والذي يقع قرب قرية حطين حيث يُعتقد بأنّ النبي شعيب قد دُفن فيه، ويُعتبر هذا المقام أحد أقدس المواقع عند الطائفة الدرزية، ومقصدًا للزوار الدروز. وبعد عام 1948 نُقل حجز القبر إلى الطائفة الدرزية، والذين يحجون إليه في كل عام في موعد محدد من 25-28 إبريل. أما ثاني أبرز المقامات الدرزية فهو مقام الخضر في كفرياسيف، ويُعد الخضر من أهم ّ الأنبياء في مذهب التوحيد الدرزي؛ يليه مقام النبي سبلان في قرية حُرفيش وهو أحد الأماكن المقدسة الهامة لدى الدروز.
يقوم الموحدون الدروز بين الحين والآخر بارتياد الأماكن المقدسة لديهم، وهو ما يسمى بطقس «الزيارة». قسم من هذه الزيارات هي زيارات عموميَّة لعامة أبناء الطائفة، حيث تكون هذه الزيارات في مواعيد ثابتة من كل سنة، وفي أيام الأعياد أساسًا؛ بينما بقيّة الزيارات هي زيارات شخصيَّة وفرديَّة يقوم بها الأفراد مع أبناء عوائلهم في الأوقات الملائمة لهم. ويسكن أبناء الطائفة الدرزية في "19" بلدة وقرية تقع جميعها على رؤوس الجبال في منطقة الجليل وجبل الكرمل.

## الاقتصاد

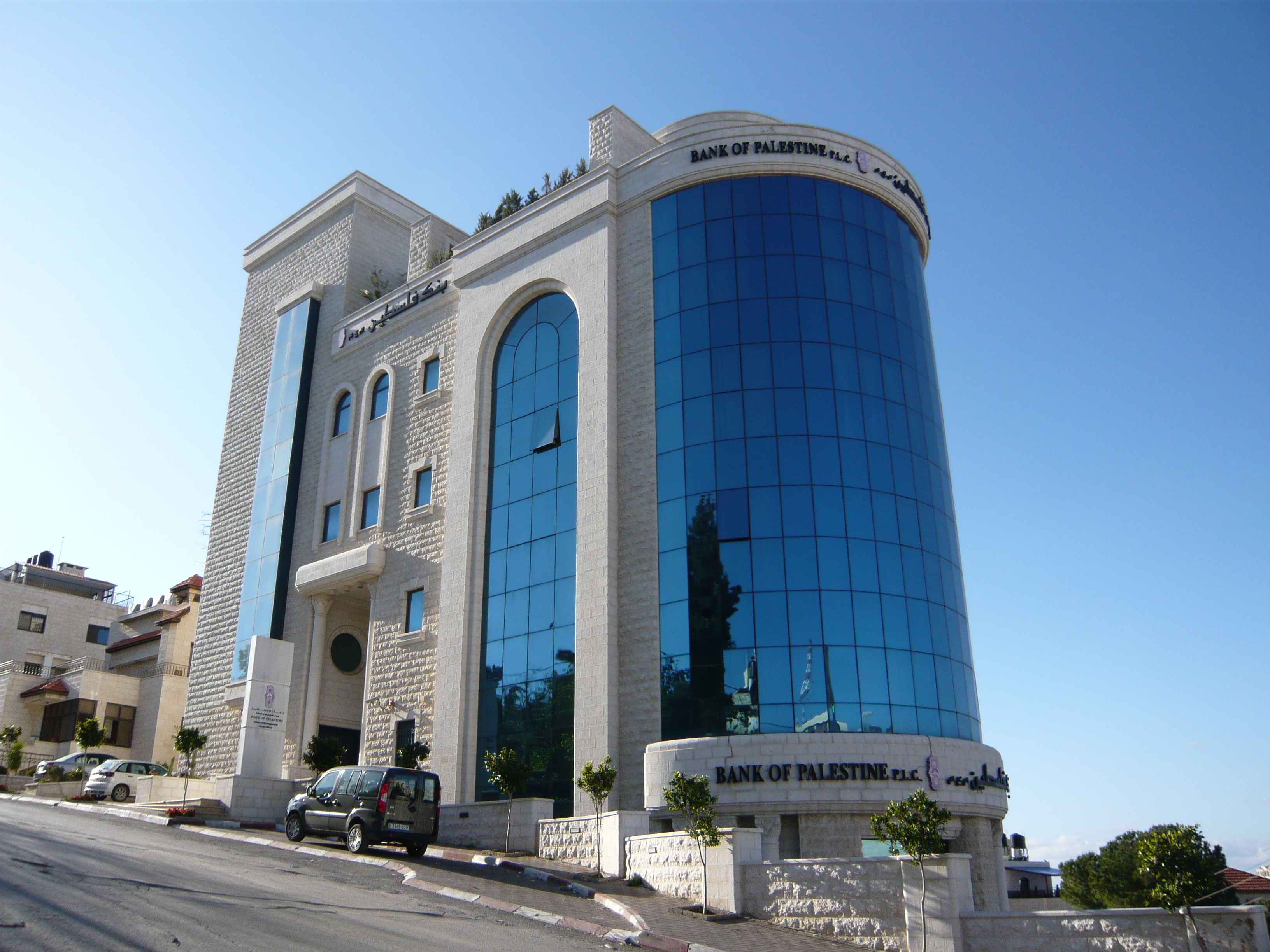
بنك فلسطين في رام الله.

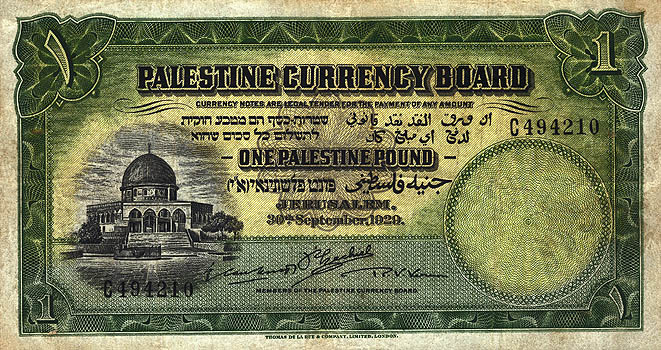
جنيه فلسطيني. يُستخدم في فلسطين التاريخية بعد حرب 1948 الدينار الأردني والدولار الأمريكي بالإضافة إلى الشيكل كونه عملة إسرائيل.

يُعد الاقتصاد في مناطق السلطة الفلسطينية اقتصادا هشاً بسبب إجراءات الاحتلال الإسرائيلي والإغلاق المستمر للحدود والمعابر. وقد ارتفع نصيب الفرد من الناتج المحلي الإجمالي في الأراضي الفلسطينية التي تحتلها إسرائيل بنسبة 7% في السنة 1968-1980 ولكن تباطأ خلال الثمانينات. ويُستخدم حاليا في الأراضي الفلسطينية الدينار الأردني والدولار الأمريكي إلى جانب الشيكل كوضع مؤقت، بعدما كانت العملة الوطنية لفلسطين التاريخية قبل حرب 1948 هي الجنيه الفلسطيني.
في أعقاب انتخابات يناير 2006 التشريعية، التي فازت بها حماس، قطعت اللجنة الرباعية حول الشرق الأوسط جميع الأموال إلى السلطة الفلسطينية التي يرأس حكومتها إسماعيل هنية. وكان على السلطة الفلسطينية عجز نقدي شهري قدره 60 مليون دولار، بعد أن تلقت 50 مليون دولار. بعد الانتخابات، انخفض سوق الأوراق المالية الفلسطينية بنحو 20 في المئة. كما استنفدت السلطة الفلسطينية قدرتها على الاقتراض من البنوك المحلية، وتوقفت إسرائيل عن تحويل 55 مليون دولار من عائدات الضرائب إلى السلطة الفلسطينية. وفي مايو 2006، تظاهر مئات الفلسطينيين في غزة والضفة الغربية مطالبين بدفع رواتبهم. وارتفعت حدة التوتر بين حماس وفتح نتيجة لهذه «الضائقة الاقتصادية» على السلطة الفلسطينية.
أما الاقتصاد الإسرائيلي -الذي يعدّ الشيكل هو عملته الوطنية، فيُعد من أكثر الاقتصادات تنوعًا على مستوى الشرق الأوسط وشمال أفريقيا. كما أن دخل الفرد في إسرائيل من أعلى الدخول في العالم، حيث يبلغ نحو 28 الف دولار / الفرد. ويعتمد الاقتصاد على صناعة التكنولوجيا ومعداتها وكذلك على الزراعة والسياحة، فلإسرائيل باع طويل في مجال الصناعات عالية التقنية والبرمجيات المتنوعة وتتواجد على أرضها العديد من شركات تصنيع الحواسيب وبرمجياتها الإسرائيلية أو العالمية من مثل مايكروسوفت وإنتل وكذلك شركات الاتصالات من مثل موتورولا. وتعدّ إسرائيل من الدول الرائدة في مجال إعادة استخدام المياه وتحلية المياه وتقليل الاعتماد على موارد الطاقة الخارجية. الركيزة الثانية للاقتصاد الإسرائيلي هي الزراعة، حيث تعد إسرائيل من أكثر الدول ذات الاكتفاء الذاتي في المجال الزراعي وتقوم بتصدير الفائض الزراعي من خضروات وفواكه إلى دول العالم المختلفة.كذلك فإن السياحة تشكل مصدرا مهما للدخل القومي حيث تزخر إسرائيل بالعديد من نقاط الجذب السياحي الديني، وفوق هذا وذاك فإن إسرائيل تتلقى دعما ماديا كبيرا من الولايات المتحدة الأمريكية حيث يقدر الدعم المادي المخصص لإسرائيل خلال العشر سنوات القادمة بنحو 30 مليار دولار أمريكي، وتعد أمريكا والإتحاد الأوروبي الشريكين الرئيسيين لإسرائيل على المستوى التجاري.
الصناعة

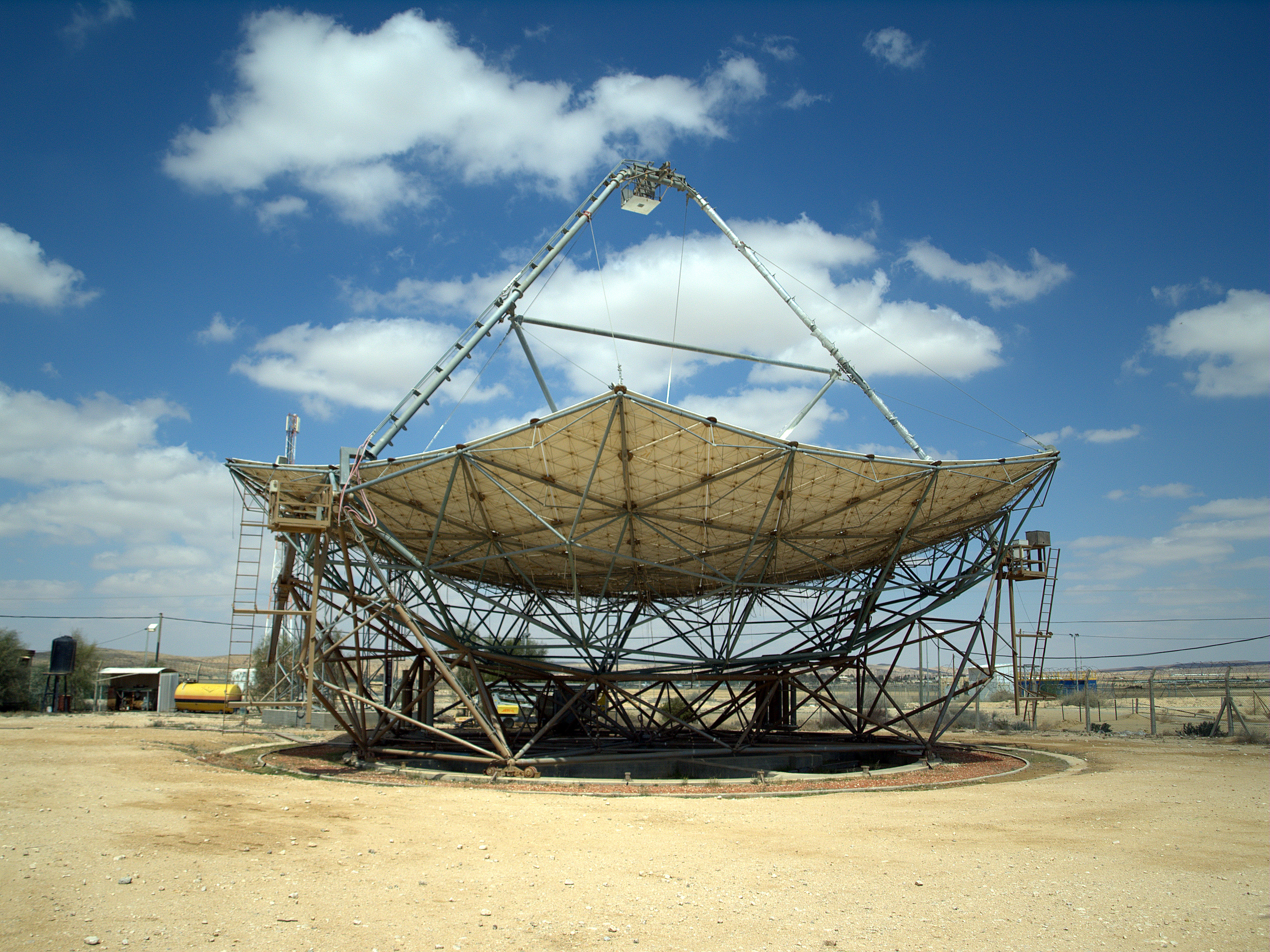
أكبر طبق شمسي يوجد في صحراء النقب، يُستخدم لأبحاث الطاقة البديلة.

منذ القدم، مارس سكان فلسطين التاريخية الصناعة، حيث انتشرت الصناعة اليدوية، بل إن بعض حارات المدن الفلسطينية سميت بأسماء هذه الحرف، مثل سوق الغزل وحارة الزجاجيين في الخليل وسوق القطّانين في القدس، وتعد كل من الخليل وغزة ونابلس أهم المراكز الصناعية في الأراضي التي تسيطر عليها السلطة الوطنية الفلسطينية، حيث تشتهر في صناعة الصابون والنسيج والصناعات الخشبية والخزف والنسيج وتصنيع المواد المعدنية ومشتقاتها والأدوات الكهربائية.
من جهة أخرى، تعدّ إسرائيل اليوم بلدا صناعيا، حيث تعتمد معظم صناعاتها، بما فيها العديد من الصناعات التقليدية، على البحث والتطوير المكثفَين الإبداعيَين والعمليات والأدوات والماكينات ذات التقنية العالية، وذلك كنتيجة لعملية التطوير السريعة والمكثفة. ونظرا لافتقار إسرائيل للموارد الطبيعية والمواد الخام، تعدّ ميزة إسرائيل الوحيدة هي عمالتها ذات الكفاءة العالية ومعاهدها العلمية ومراكز البحث والتطوير العاملة فيها، حيث تتركز الصناعات الإسرائيلية حاليا على صناعة المنتجات ذات القيمة المضافة العالية من خلال تطوير المنتجات المعتمدة على مواردها البشرية الذاتية المتميزة بالإبداعية والابتكارية.
وعلى خلاف معظم البلدان المتطورة التي بقي فيها عدد الأشخاص العاملين في الصناعة مستقرا أو تراجع خلال أوائل التسعينات، ما زال عدد هؤلاء في إسرائيل يزداد، حيث احتلت أرقام النمو الصناعي الإسرائيلي في 2006 المركز الثاني بين الدول المتطورة بعد كوريا الجنوبية.
في العقدين الأخيرين حقق الإنتاج الصناعي الإسرائيلي قفزات كبيرة على مستوى العالم في مجالات الإلكترونيات الطبية والتكنولوجيا الزراعية والاتصالات البعيدة والمواد الكيماوية الدقيقة وعتاد الحاسوب وبرمجياته، بالإضافة إلى قطْع الألماس وصقله. وفي عام 2008 كانت الصناعات الإنتاجية توظف 384,000 شخص، كانت نسبة حمَلة المؤهلات العالية منهم أعلى من نظرائهم في كافة أنحاء العالم باستثناء الولايات المتحدة وهولندا.
الزراعة

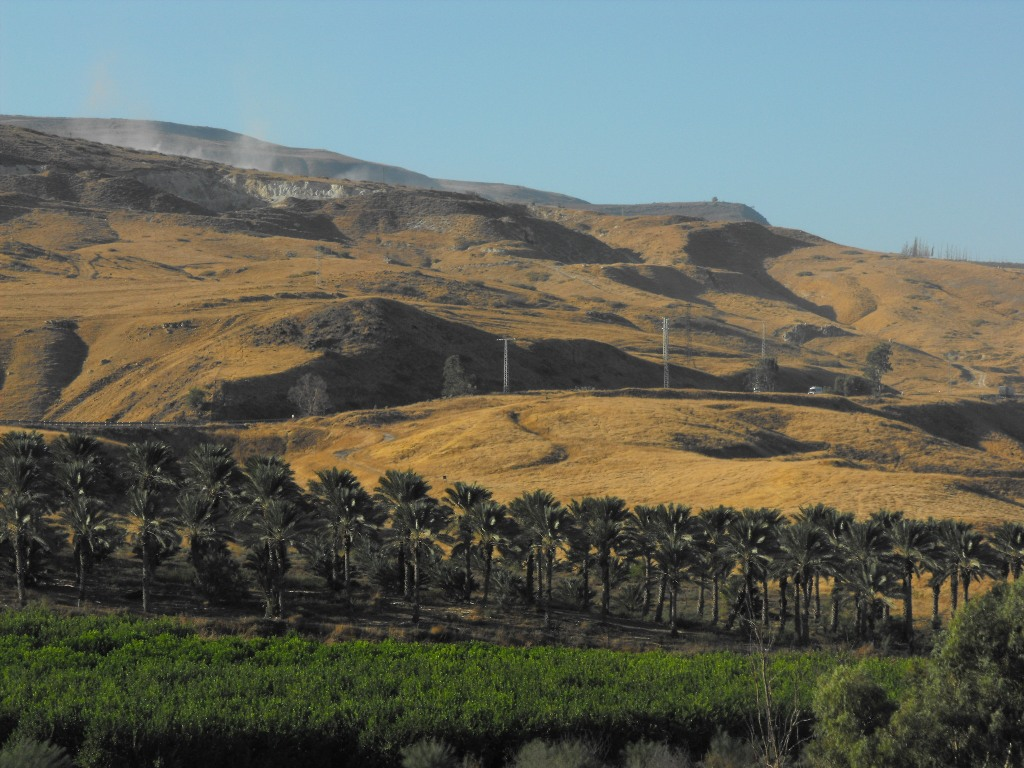
زراعة النخيل في غور الأردن.

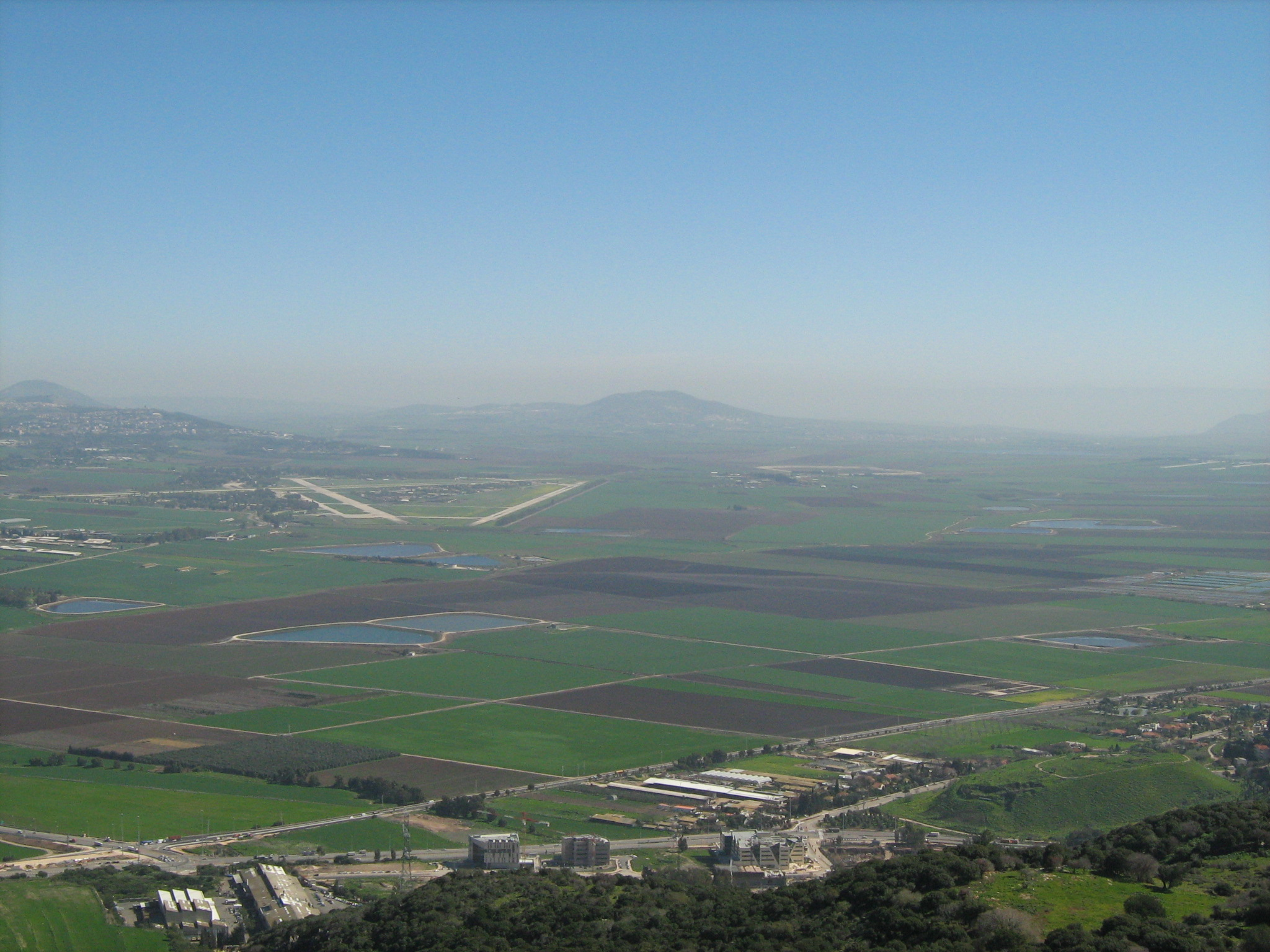
مرج ابن عامر بين جنين وحيفا، يعدّ من أخصب الأراضي في العالم.

يتميز القطاع الزراعي في فلسطين التاريخية بنظام إنتاجي مكثف يعود إلى ضرورة التعويض عن شح الموارد الطبيعية، ومنها المياه والأرض الصالحة للزراعة بوجه خاص. وترجع الزيادة المطردة للإنتاج الزراعي إلى التعاون الوثيق بين الباحثين والمزارعين والصناعات المرتبطة بالزراعة، حيث تقوم هذه الأطراف سوية بتطوير وتطبيق أساليب جديدة في جميع الفروع الزراعية، لتكون النتيجة زراعة عصرية في بلد تغطي الصحراء أكثر من نصف مساحته.
وتمثل الزراعة القطاع الإنتاجي السلعي الرئيسي في الضفة الغربية، فقد كانت تسهم ب 27% من إجمالي الناتج المحلي الإجمالي، و 37% من الأيدي العاملة. وقد بلغت المساحات المزروعة في الخمسينيات نحو 2435000 دونم، أي ما يوازي 40% من مجموع مساحة الضفة الغربية، بلغت المساحات المروية 322.000 دونم أي ما يوازي 13.2% من مجموع المساحات المزروعة، ولم تشهد المساحات المزروعة أي تراجع قبل عام 1967 بل شهدت الزراعة تقدما ملموسا فيما بين 1950 – 1967، لاستخدام التقنية الحديثة إلا أن الإنتاج الزراعي شهد تذبذبات بسبب تفاوت كمية الأمطار من سنة لأخرى.
وشهدت المساحة المزروعة في قطاع غزة زيادة مستمرة من عام 1948، وحتى عام 1967 فارتفعت من 97 ألف دونم عام 1948 إلى 146 ألف دونم وفي عام 1960 170 ألف دونم. أدت عملية مصادرة الأراضي، والسيطرة الإسرائيلية على الموارد المائية، إلى انعكاسات سلبية على القطاع الزراعي لذلك فإن مساهمتها في الناتج المحلي الإجمالي تتراجع تراجعًا ملحوظًا من 36.3% عام 1966 إلي 26.3% عام 1983 في الضفة الغربية. أما في قطاع غزة فقد تراجعت مساهمة القطاع الزراعي في الناتج المحلي من 28.1% إلى 16.1% في السنوات نفسها، ويعود هذا الانخفاض إلي سياسة إسرائيل، في مصادرة الأراضي، والتحكم بكميات المياه المتاحة وتشجيع العمالة الزراعية على هجرة حرفة الزراعة.

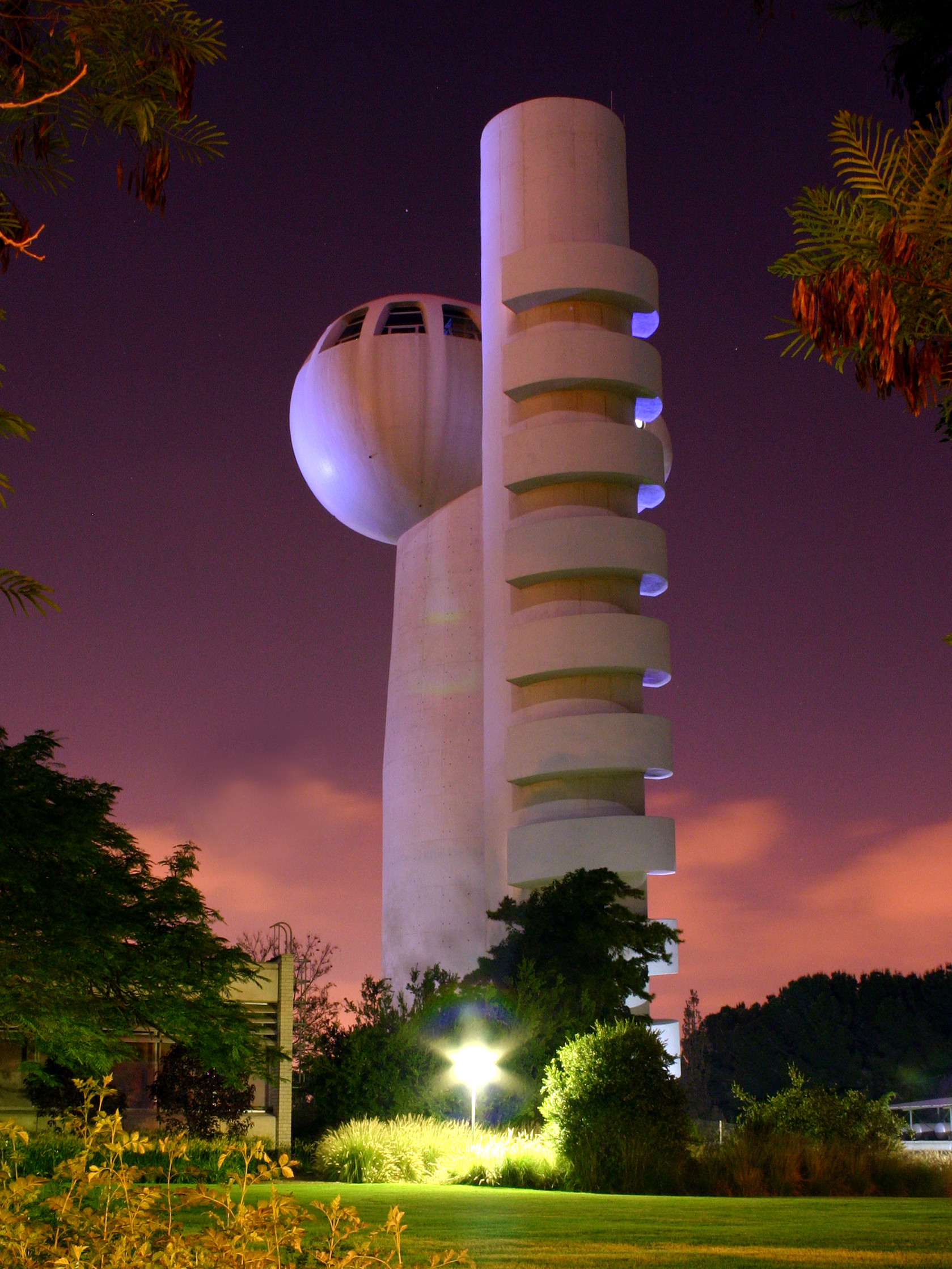
معهد وايزمان للعلوم في رحوفوت، من ابرز المراكز العلمية في المنطقة.

كما تعد الزراعة أحد القطاعات الاقتصادية الهامة في إسرائيل، حيث تشكل 2.5% من مجموعا الناتج المحلي و 3.6% من صادرات إسرائيل، ويوظف القطاع الزراعي نحو 3.7% من مجموع العمال في إسرائيل، ويُنتج ما يصل إلى 95% من احتياجاتها الغذائية للدولة داخل إسرائيل، وعلى الرغم من كل ذلك يواجه القطاع الزراعي العديد من التحديات والصعوبات التي تحد من نموه، إذ أن نصف أراضي إسرائيل أراضي صحراوية كما أن الموارد المائية والطقس لا يساعدان على جعل القطاع الزراعي جذابا من الناحية الاقتصادية فضلا عن أن 20% من الأراضي في إسرائيل فقط صالحة للزراعة، ويتواجد في إسرائيل نوعان من المجتمعات الزراعية هما الكيبوتسات والموشاف.
التكنولوجيا
يمكن العثور على أسرع معدلات النمو (بواقع 8 في المئة سنويا خلال السنوات الأخيرة) في فروع الهايتك التي تتميز بكثافة رؤوس الأموال والكفاءات وتتطلب التقنيات الإنتاجية المتطورة كما واستثمار الأموال الطائلة في البحث والتطوير، وهو ما تنفق عليه إسرائيل 4.4 في المئة من ناتجها المحلي الإجمالي، أي أعلى نسبة في العالم. وتصنف جودة البحث والتطوير في إسرائيل – والكلام لخبراء الأمم المتحدة – بين العشر الأوائل في العالم. ومن المساهمات الناجحة في ذلك كله ما تقدمه معاهد البحث الجامعية التي توفر جانبا كبيرا من البحث والتطوير الأساسيين ورأس مال المخاطرة.
ومما يوضح أهمية نمو صناعات الهايتك كونها شكلت 37% فقط من الناتج الصناعي في عام 1965، ثم ارتفعت هذه النسبة إلى 58% عام 1985، لتصل إلى نحو 70% في العام 2006، مع العلم أن ما يقارب الثمانين في المئة من منتجات الهايتك يُصدر إلى الخارج، فيما تبلغ نسبة المصدّر من إنتاج شركات التقنية الأقل تطورا نحو 40% فقط من مجموع إنتاجها. وقد ازدادت صادرات الهايتك 4 أضعاف من 3 مليارات دولار في سنة 1991 إلى 12.3 مليار عام 2000 ثم بلغت 29 مليار دولار سنة 2006 (زائد خدمات تقنية عليا مصدرة للخارج تعادل قيمتها 5.9 مليار دولار). في عام 2009، بلغ إجمالي ناتج تكنولوجيا المعلومات والاتصالات 19 مليار دولار، مسهما بنسبة 17.3 في المئة من الناتج الإجمالي المحلي لقطاع الأعمال، حيث وظفت هذه الصناعات 204,000 شخص وقامت بتصدير ما قيمته 19 مليار دولار إلى الخارج.

## الثقافة

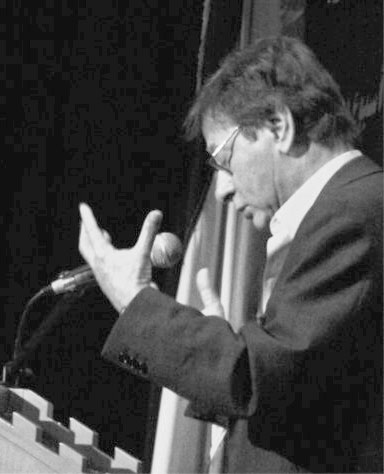
الشاعر محمود درويش.

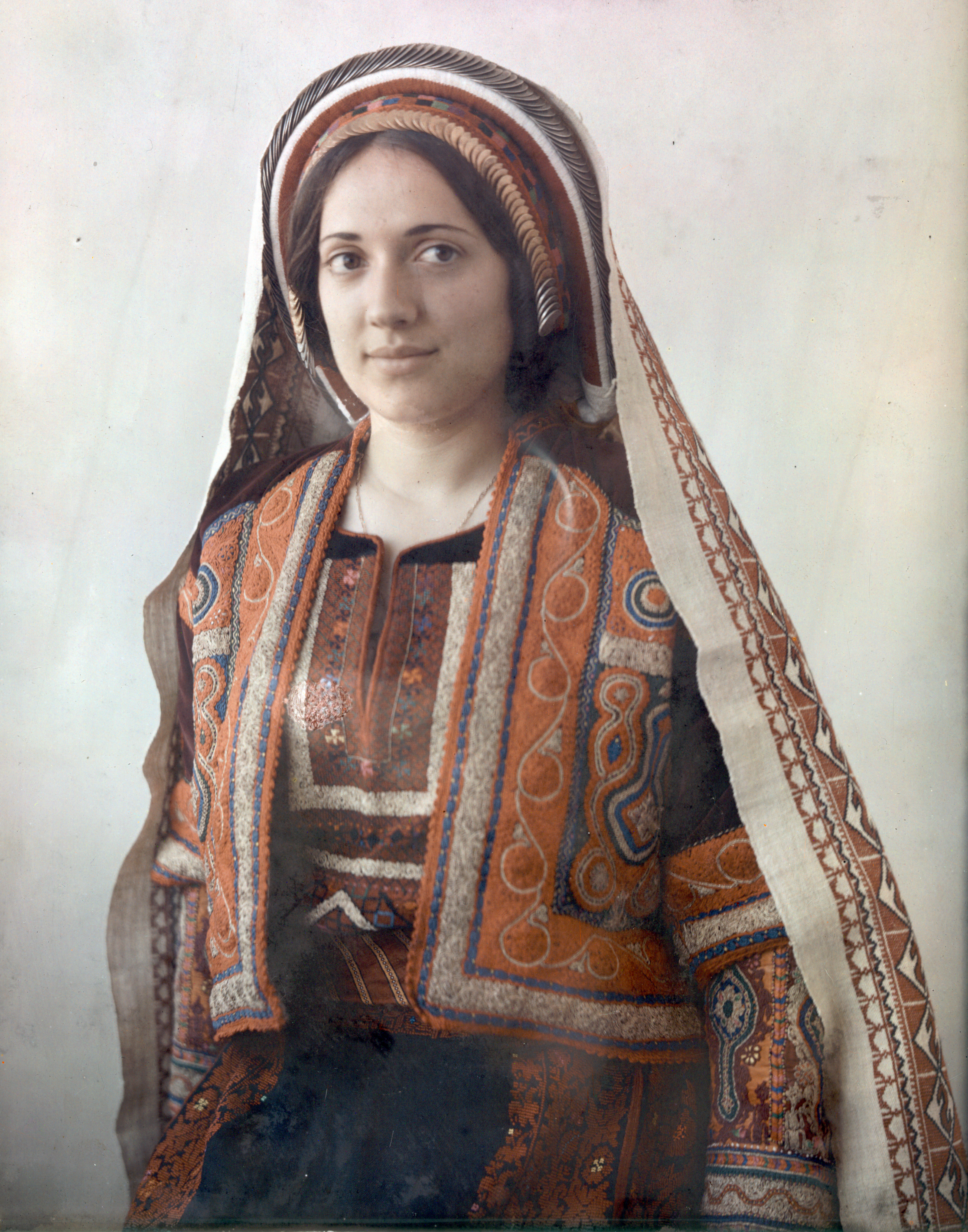
سيدة فلسطينية من رام الله، ترتدي الثوب الفلسطيني.

تشكل الثقافة في فلسطين جزءا لا يتجزأ من هوية الشعب الفلسطيني على مر التاريخ والعصور، حيث كانت فلسطين حاضرة في وجدان مثقفيها من فنانين وتشكيليين ومسرحيين. كما كان جرح فلسطين عميقًا ومؤلما في ذاكرة الشعب الفلسطيني وما زال حاضرًا في وجدان فنانيه على امتداد العالم. مما لابد من الإشارة إليه أن بدء ظهور المجلات والملاحق الثقافية في فلسطين يعود إلى عام 1905؛ حيث الاهتمام بنشر كتابات المثقفين الفلسطينيين في الأراضي المحتلة وفي الشتات، إضافة إلى ما ينتجه الكثير من المثقفين وكبار الكتاب والشعراء والأدباء العرب المناصرين للقضية الفلسطينية.
يُعتبر المثقفين الفلسطينيين جزءا لا يتجزأ من الأوساط الفكرية العربية. في الضفة الغربية توجد نسبة أعلى من المراهقين من السكان المسجلين في التعليم الثانوي. حتى منذ ثلاثين عاما، (الفلسطينيون) ربما كانوا بالفعل أكبر نخبة من المتعلمين بين جميع الشعوب العربية. الثقافة الفلسطينية هي الأوثق صلة مع تلك الثقافات الشرقية القريبة وبالأخص بلدان مثل لبنان، سوريا، والأردن، وكثير من بلدان العالم العربي. المساهمات الثقافية لمجالات الفن والأدب والموسيقى والملابس والمطبخ أعربت عن تميز التجربة الفلسطينية، وهي لا زالت تزدهر، على الرغم من الفصل الجغرافي الذي حدث في فلسطين التاريخية بين الأراضي الفلسطينية وإسرائيل والشتات.
إن ما يميز فلسطين التاريخية هو هذا التناغم والتنوع والاختلاف في إطار الوحدة، جعل منها مكان جذب للكثيرين من مختلف المناطق والبيئات والأديان ممن بحثوا عن الأمن والأمان. وقد خلق هذا الأمر أيضاً تنوعاً ثقافياً وحضارياً فريداً، ووجد الجميع فيه ما يصبون إليه فتشكلت هذه المدينة المنوعة في ثقافتها وتوجهاتها في إطار من التواصل الغريب.
ولتطريز الأثواب في فلسطين نكهة خاصة فهي لغة للتعبير وحالة نادرة ومميزة عن بقية المناطق الأخرى، بحيث يدمج بين الأشكال الهندسية والمجردة المستطيلة (كالمربعات، والنجوم) وبين الصور الرمزية، ما يعكس الحياة اليومية لأهل رام الله وسكانها. ومن أهم المهرجانات التي تقام خصيصا من أجل الحفاظ على هذا التراث، مهرجان الوفاء للتراث وارث الاجداد السنوي الذي ينظمه نادي شباب رام الله، حيث يجري تنظيم عرضاً للأزياء التراثية الفلسطينية.

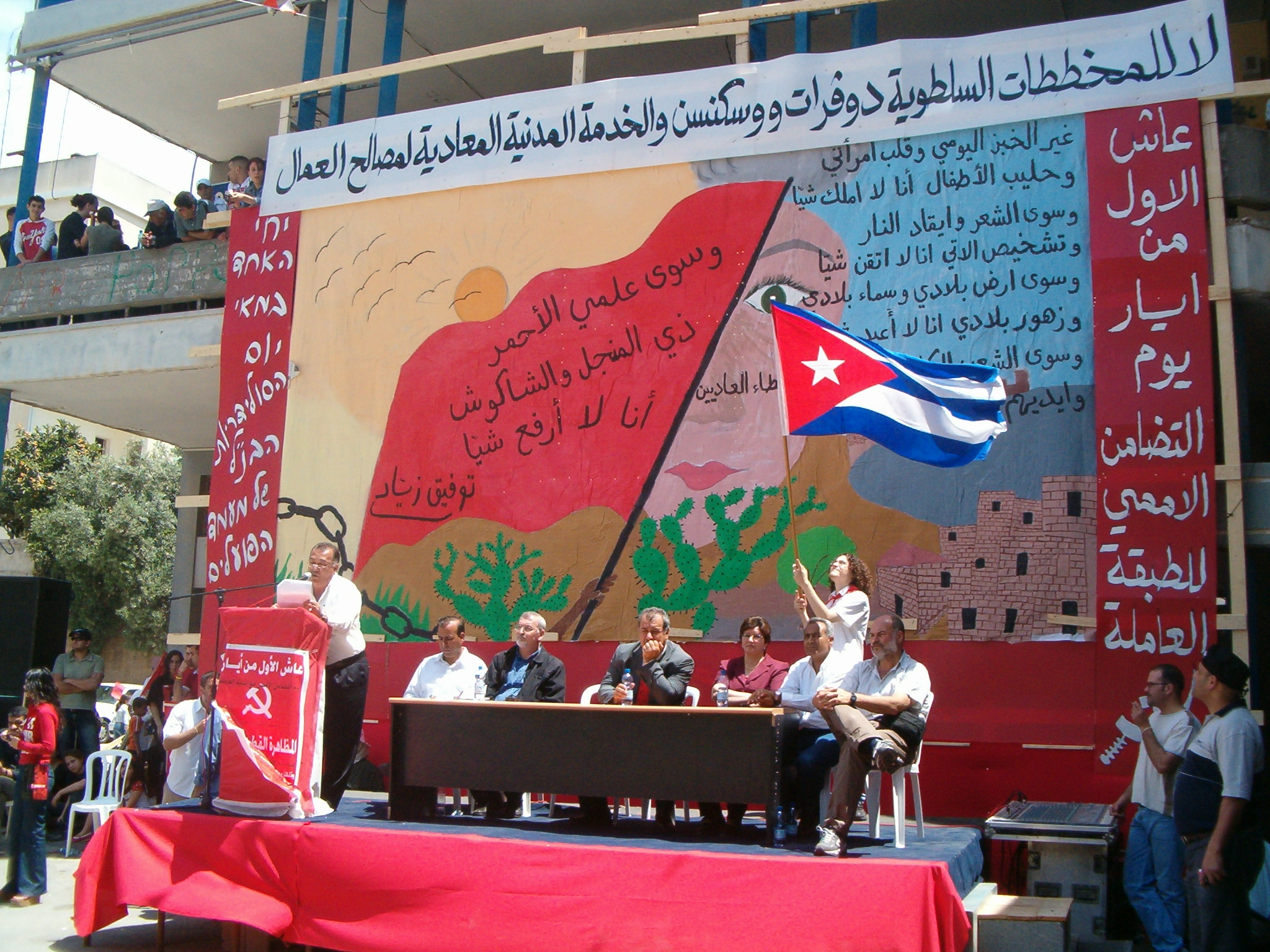
إحياء يوم العمال في الناصرة.

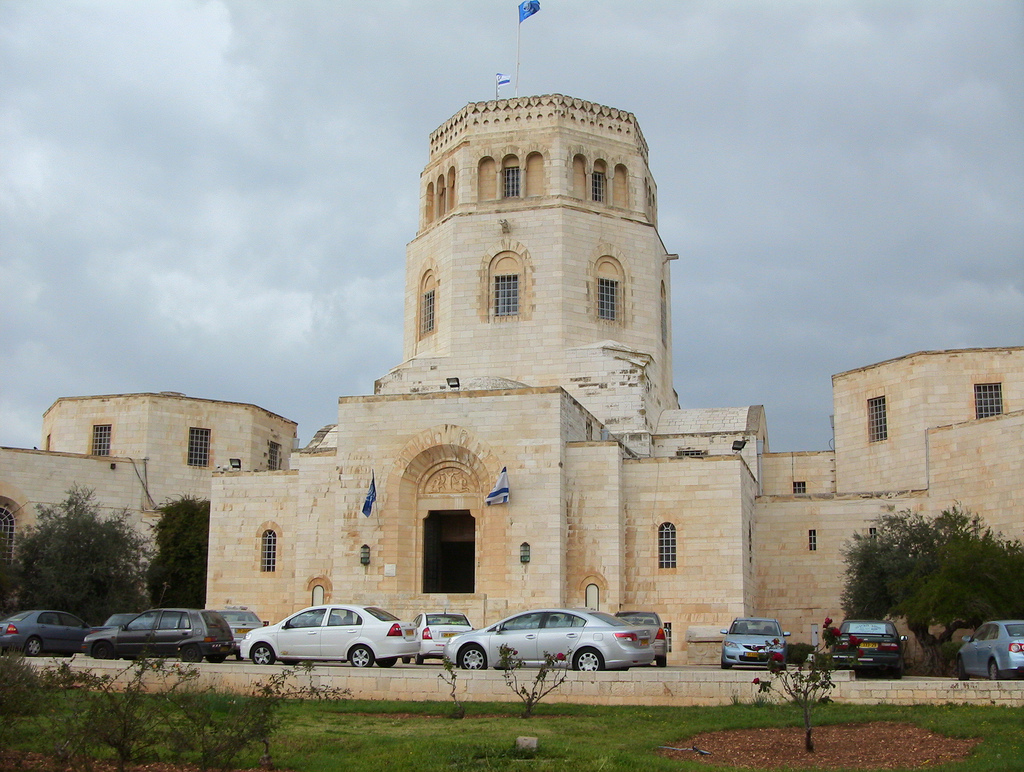
متحف فلسطين للآثار في القدس، أقدم متحف للآثار في الشرق الأوسط.

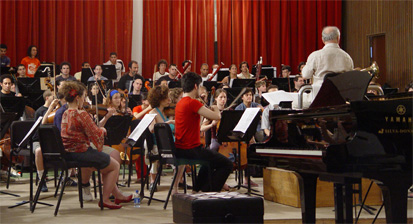
أوركيسترا الديوان الغربي الشرقي التي أسسها إدوارد سعيد عام 1999.

مركز رشاد الشوا الثقافي في غزة.

تعدّ القدس، حيفا ويافا من أهم المراكز الثقافية الفلسطينية - خاصة قبل النكبة عام 1948، وانتشرت فيها الجمعيات والأندية والمهرجانات واللقاءات الفكرية لمواجهة الظلم الاستعماري، وقد قامت الجمعيات الإسلامية والمسيحية بأدوارها في توجيه الرأي العام، وتنبيه الأمة لما يهددها من مخاطر، كشف نوايا الاستعمار.
ولم تهمل هذه المدن الناحتين الاقتصادية والفكرية، فتأسست جمعية النهضة الاقتصادية العربية، وكانت غايتها النهوض بالبلاد علميًا واقتصاديًا، وكان من أعضائها علماء وأدباء ومحامون، كما برزت فيها حياة نقابية رائدة أخذت تشكل نقابات لكل مهنة وفن، وكان من هذه النقابات (حلقة الأدب) غايتها تعزيز اللغة العربية، وتشجيع فن الخطابة، والعناية بالإصلاح والتعليم، ونشر الكتب الأدبية، وكان أعضاؤها من حملة الأقلام والخطباء والأدباء، وكانت حلقة الأدب هذه تشارك في الحياة السياسية والأدبية والقومية.
وظلت هذه المدن تتحرك لتكون مركز إشعاع فكري، وأخذت أنديتها وجمعياتها تقيم الحفلات وتنظم المحاضرات، وتشارك في التحرك الوطني في كل اتجاه، فقدمت المسرحيات واستقدمت الفرق المسرحية، فقد دعيت إلى حيفا فرقة رمسيس المصرية برئاسة يوسف وهبي وجورج أبيض، واهتمت جمعية الرابطة الأدبية بهذا الفن وجعلت حفلاتها التمثيلية عامة ومجانية. كما شهدت الأندية والمسارح عروض مسرحيات عديدة من تأليف فرقة (الكرمل التمثيلية) ونالت نجاحاً باهراً.
كان بعد النكبة جهد كبير لتشجيع الكتاب والشعراء للانتقال إلى المدن، وتأسس مسرح حيفا، وهو أول مسرح بلدية تأسَّسَ في البلاد. وفيها أيضاً مسرح الميدان، وهو المسرح الرئيسي لخدمة اللغة العربية للسكان العرب في الشمال. تشمل المسارح الأخرى في المدينة «مركز كريجر للفنون المسرحية والفنون» و«مركز رابابورت الثقافة». ويستضيف مركز المؤتمرات المعارض والحفلات والمناسبات الخاصة.
أما بالنسبة للصحافة، فقد شهدت فلسطين مبكرا العديد من الصحف، كما في القدس ويافا وحيفا، والتي صدرت فيها أهم الصحف العربية والبارزة في فترة ما قبل الحرب العالمية الأولى 1914-1918. ومن أهم الصحف التي تركت بصمة واضحة في تاريخ الصحافة في هذة المدن ومثلتها قبل النكبة، كانت جريدة الكرمل، والنفير، والنفائس العصرية، وحيفا، وغيرها الكثير من الصحف والمجلات اليومية والأسبوعية. واليوم تصدر صحف محلية في هذه المدن مثل جريدة القدس، والأيام الفلسطينيتان، ويديعوت أحرنوت، وهارتز ومعهارف الإسرائيلية. والكثير من المحطات الإذاعية.

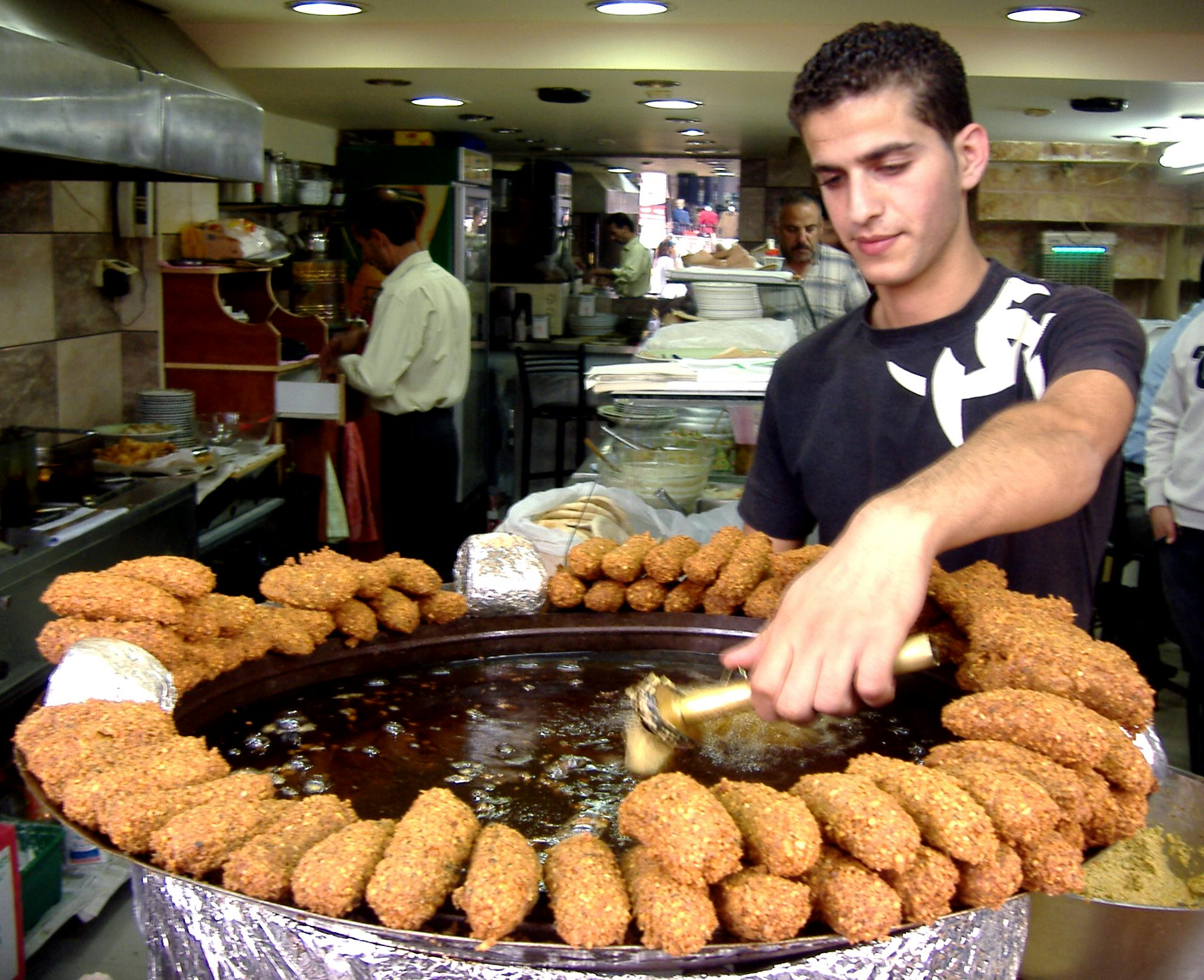
الفلافل، أحد المأكولات الشعبية في فلسطين التاريخية معروفة بالمنطقة.

عدد من المؤسسات والمنظمات اللاربحيّة في القدس وعدة مدن في فلسطين التاريخية كحيفا ويافا وعكا والناصرة، التي تسعى للتقريب بين السكان من العرب والإسرائيليين، ومن شاكلة هذه المنظمات: «الصندوق الإبراهيمي» و«مركز التبادل الثقافي المقدسي»، الذان يُشجعان على القيام بمشاريع ثقافية مشتركة بين الإسرائيليين والفلسطينيين، كذلك «مركز القدس للموسيقى والرقص الشرقي» الذي يُخصص حلقات عمل للإسرائيليين والعرب على حد سواء، ويهدف إلى تعزيز لغة الحوار والتواصل بين الطرفين عن طريق تشجيعهم على القيام بأعمال فنيّة مشتركة، أيضًا الأوركسترا اليهودية العربية الشبابيّة، التي تؤدي عروض موسيقية تقليدية أوروبية وشرق أوسطيّة. قام الفنان البولندي «تشيسلاو دزاڤيگاي» بصنع منحوتة تمثّل التعايش السلمي الذي يُطمح إليه بين الفلسطينيين والإسرائيليين، وأطلق عليه «نصب التسامح» ونُصب في سنة 2008 على تلة فاصلة بين مستوطنة تلبيوت الشرقية وجبل المكبر، كعلامة على نضال المقدسيين في سبيل الحصول على السلام.
تحتوي البلاد عشرات المتاحف، كما في القدس وحيفا وكثير من المدن الفلسطينية مثل الخليل وجنين وغزة. المتحف الأكثر شعبية في القدس هو متحف فلسطين للآثار (روكفيلير) وهو أقدم متحف في الشرق الأوسط يختص بالآثار، والذي تتخذه اليوم سلطة الآثار الإسرائيلية مقرا لها. وفيها عدة متاحف مقدسية أخرى كالمتحف الإسلامي والمتحف الإسرائيلي. وتحوي مدن أخرى كحيفا الكثير من المتاحف، ومن أشهرها المتحف الوطني للعلوم والتكنولوجيا والفضاء، والتي سجل ما يقرب من 150,000 زائر في عام 2004. ومتحف حيفا لبيوت الفن، ويحتوي مجموعة من أعمال الفن الحديث والكلاسيكي، ويعرض تاريخ مدينة حيفا. ومتحف الفن الياباني "Tikotin"، وهو المتحف الوحيد في منطقة الشرق الأوسط المخصص للفن الياباني حصراً. وفي حيفا متاحف أخرى تشمل متحف ما قبل التاريخ، والمتحف البحري الوطني، ومتحف مدينة حيفا، ومتحف هيشت، والمتحف الأثري داجون، ومتحف السكة الحديد، ومتحف البحرية... وغيرها.

## العمارة
المباني السكنية

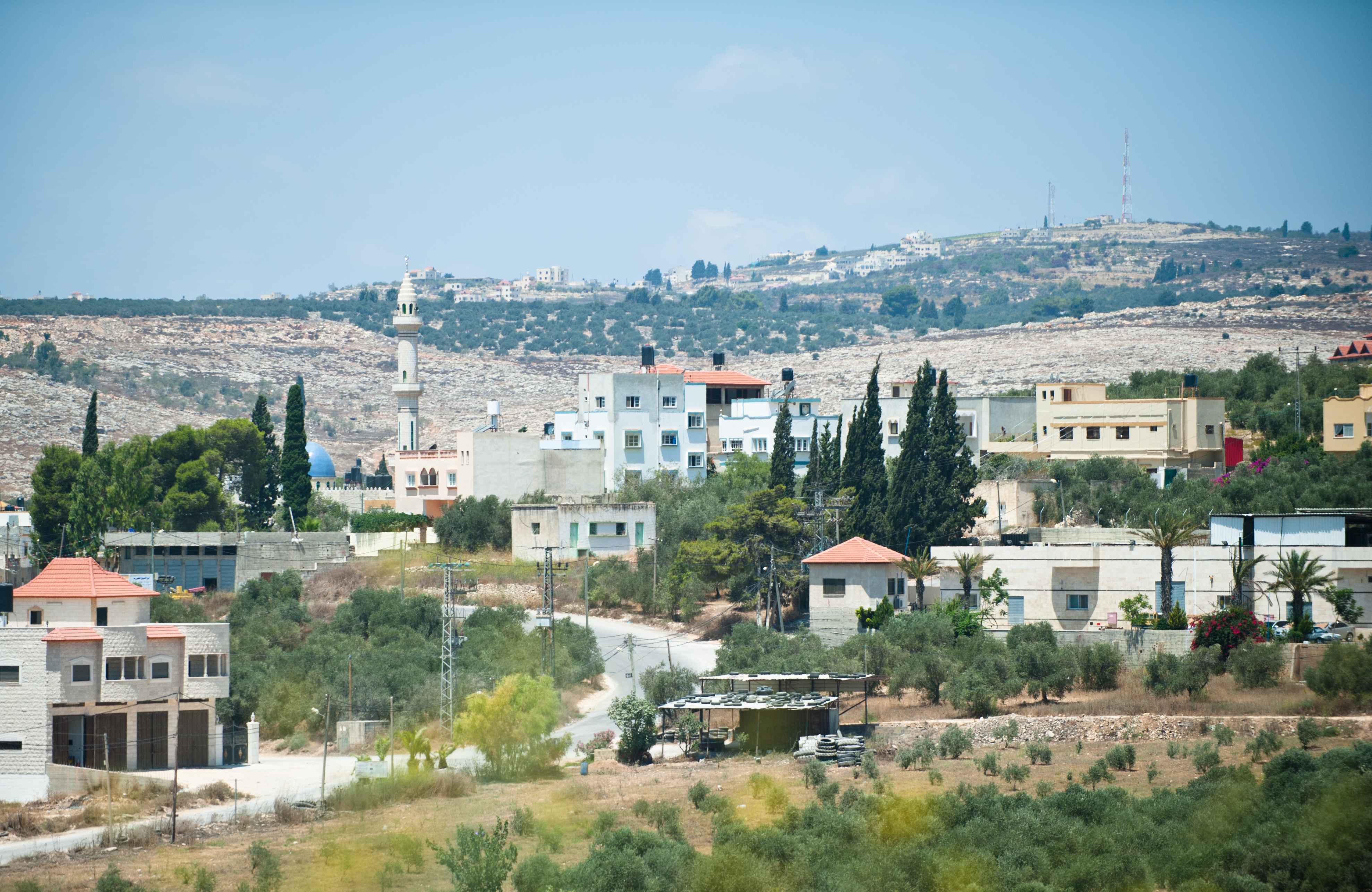
عدة أنماط معماريّة جنوب جنين: منازل منفصلة (مفرَدة وفلل)، مباني دينية (مسجد)، ومباني متعددة الأغراض.

لمدن فلسطين هوية معمارية متناقضة بين الطابع التراثي العربي القديم، والطابع الحداثي الغربي الذي أتى به الغرب ثم اليهود المهاجرون من دول العالم (باستثناء الضفة وغزة) بعد حرب 1948 وتأسيس إسرائيل. إن العمارة الفلسطينية التقليدية هي مشابهة لإسلوب العمارة في المدن الشامية. كما أن التراث المعماري الفلسطيني في المدن بعد خرب 1948 يختلف عن العهد الذي سبقه من حيث العمران الحديث، حيث أن التراث المعماري الفلسطيني في الحقبة الأولى تميّز بكونه اعتمد على الحجر الكلسي وبساطته، بينما في الحقبة الثانية، تميّز بتألقه، وما تبقى منه قائما في أحياء المدن أجمع. ولقد تميز الإعمار العربي الفلسطيني في تلك الفترة ببناء شرفات فيها أعمدة رخامية، وعادة ما كان عددها ثلاث فقط. ولقد نجح العرب بالحفاظ على العديد من المباني رغم قرار إسرائيل بهدم معظم المعالم التاريخية للمدينة، خاصة بعد حرب 1948.

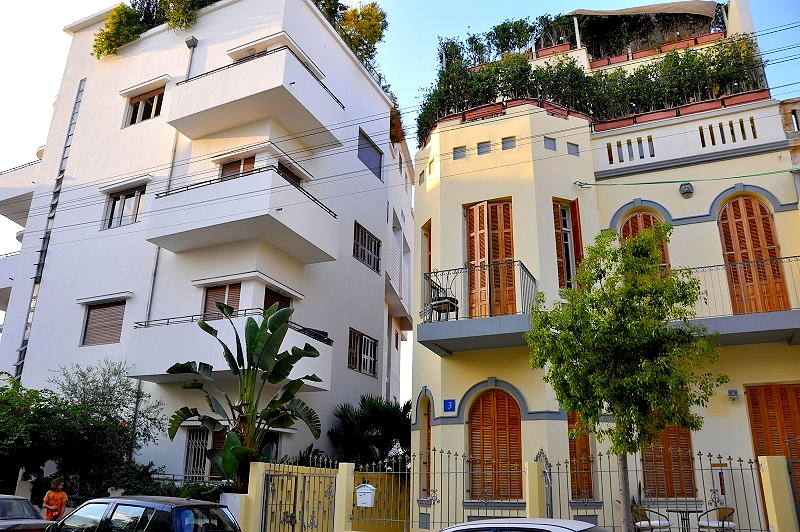
الطراز الدولي في عمارة مدينة تل أبيب: باوهاوس (يسار) وتركيبية (يمين).

كما استعان سكان المدن داخل الخط الأخضر بمهندسين معماريين عربا ويهودا على حد سواء، إضافة للأجانب وبينهم الألمان الذين كانوا قد قدموا لمدن كحيفا. حيث ثمت اختلاف في الهندسة والعمران، من حيث الطابع العربي والطابع الأجنبي، فعلى سبيل المثال، حافظ العرب على الأعمدة الثلاث كطابع للبنيان العربي، دامجين مع ذلك «مطلع درج» كما هو معهود في العمران الأوروبي – المودرني. كما أنه في العديد من أنحاء أوروبا لم ينجح هذا الأسلوب، بينما في مدن فلسطينية كثيرة بقيت هذه المباني وهذا الطابع المودرني كما هو وحوفظ عليه.
أما في مدن الضفة الغربية، فيسود طرازان معماريان مختلفان: الطراز القديم السائد في البلدات القديمة حيث القباب والجدران السميكة المبنية من الحجر الكلسي والشبابيك والأبواب على شكل أقواس، والمباني فيها ملتصقة ببعضها ومتراصة وشوارعها ضيقة ومقسمة إلى حارات لكي يسهل الدفاع عنها. أما الطراز الثاني فهو الطراز الحديث السائد في مناطق السكن الجديدة حيث البيوت الحديثة المستقلة أو العمارات المكونة من طبقات. وتعدّ هذه المدن سكنية إلى حد كبير، بالإضافة لكونها مراكز تجارية وزراعية، إلا أن طابع المنازل والبنايات السكنية يغلب عليها، ويختلف حجم البناء ومساحة المساكن في هذه المدن فبلغ متوسط عدد الغرف في المدن الفلسطينية هو 3.6 غرفة، وقد يعود هذا إلى عدد من العوامل منها العادات والتقاليد، حيث أن البناء حجمه وشكله ومادته كلها تعزز القيمة الاجتماعية للأسرة. ويظهر ذلك بوضوح عند الذين تركوا الأرياف ثم انتقلوا إلى السكن في المدن، كما للدخل دور في عدد الغرف بالمسكن.

## التعليم

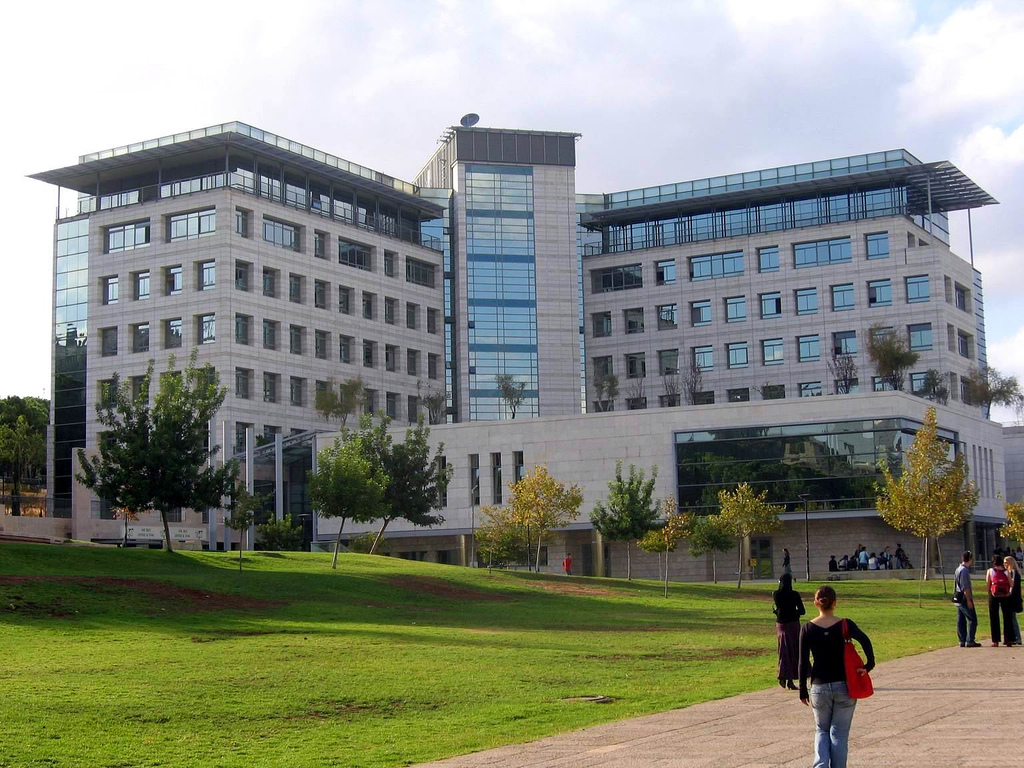
مبنى كلية علوم الحاسب الآلي في معهد التخنيون - حيفا.

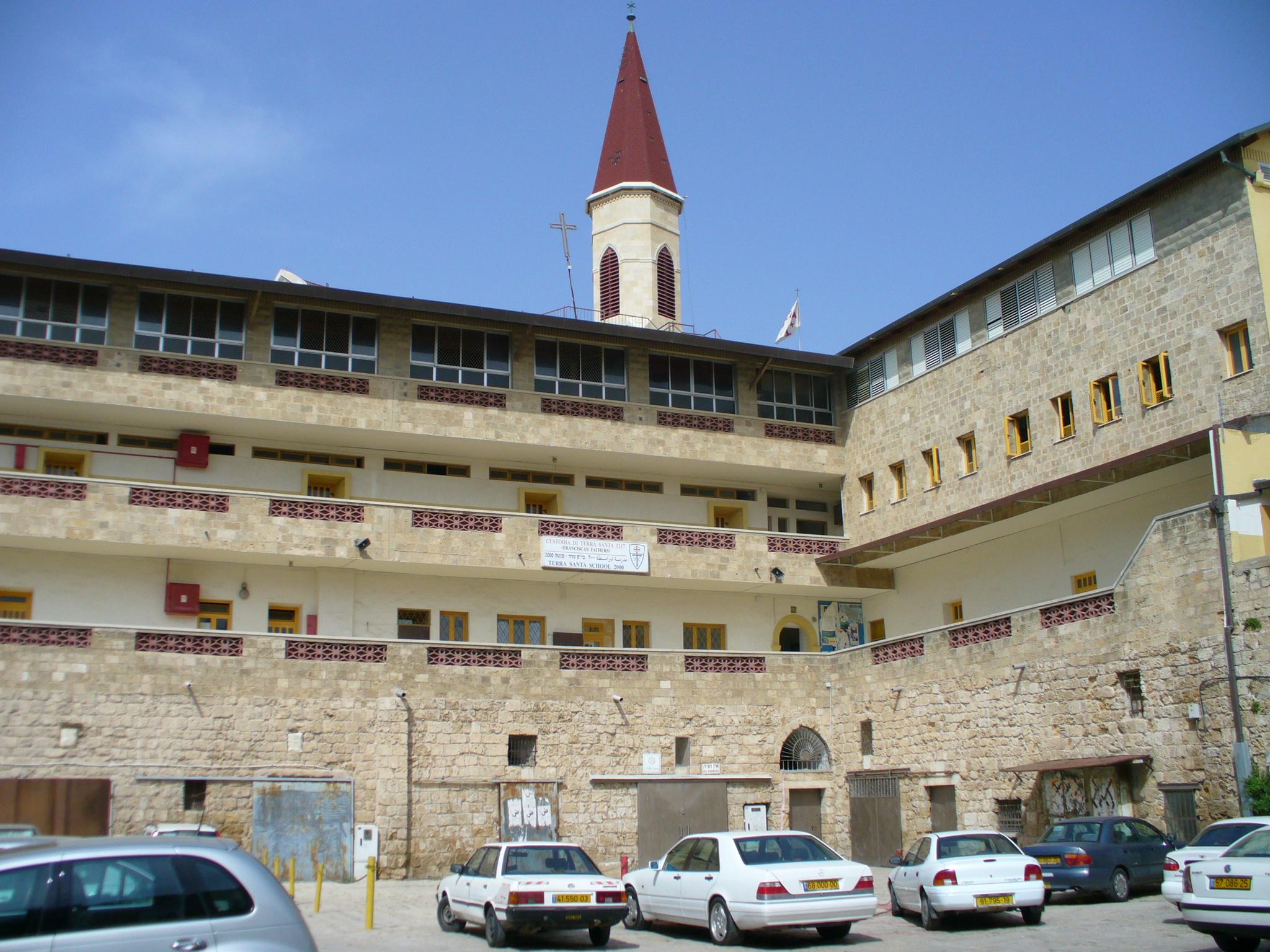
مدرسة ترسنطة، أحد أعرق مدارس عكا.

تعدّ النسبة الوطنية الفلسطينية للتعليم في الضفة الغربية وقطاع غزة عالية بالمقاييس العالمية والإقليمية، وتعدّ من أعلى النسب في العالم العربي (المرتبة الثانية حسب التصنيف العالمي)، حيث بلغت هذه النسبة في السنوات الأخيرة 91,2%، في حين أن نسبة التعليم بين كلا الجنسين (ما بين عمري 15-24) قد بلغت 98,2%. ولكن هذا لا ينفي وجود مشاكل التسرب من المدارس وعمالة الأطفال.
من جهة أخرى، تعدّ نسبة محو الأمية في إسرائيل من الأعلى عالميا، ووفقا لترتيب ويبوماتركس Webometrics، ادرجت ست من الجامعات الإسرائيلية في لائحة أفضل 100 جامعة في آسيا. ووفقا لتصنيف لجياو تونغ شنغهاي الأكاديمي العالمي للتصنيف الأكاديمي لجامعات العالم، وصلت أربع جامعات إسرائيلية إلى لائحة أفضل 150 جامعة في العالم، وثلاثة منهم، دخلت لائحة تصنيف كيو إس للتعليم العالي العالمي للتايمز (أي «أفضل 200 جامعة عالمية»).
تتخذ عدّة جامعات مرموقة من القدس مقرًا لها، وتؤمّن برامج تعليمية للطلاّب باللغات العربية، العبرية، والإنگليزية، ومن هذه الجامعات الجامعة العبرية التي تأسست في سنة 1925، وتُعتبر حاليًا من بين أفضل 100 مؤسسة تعليمية في العالم. كان بعض أبرز العقول المفكرة في العالم أعضاءً في مجلس أمناء هذه الجامعة، ومنهم ألبرت أينشتاين وسيگموند فرويد.
أطلقت ملكة الأردن رانيا العبد الله مبادرة «مدرستي فلسطين» وذلك لدعم التعليم وتحسين البيئة التعليمية في مدارس القدس العربية، «لا لأن للأردن علاقة بالقدس ودورًا تاريخيًا فقط ولكن لأن القدس مسؤولية كل عربي أولاً واخيرًا» على حد تعبيرها. من أبرز المؤسسات التعليمية في القدس الشرقية، المركز المعروف باسم «المركز التربوي لتطوير العاملين في حقل التعليم في القدس»، الذي يُعتبر المركز الوحيد التي يقدم الخدمات لمعلمي شرقي القدس. يرى المركز نفسه كمحور تربوي يُقدم الخدمات لجهاز التعليم بكل ما لديه من موارد وإمكانات.

## البنية التحتية

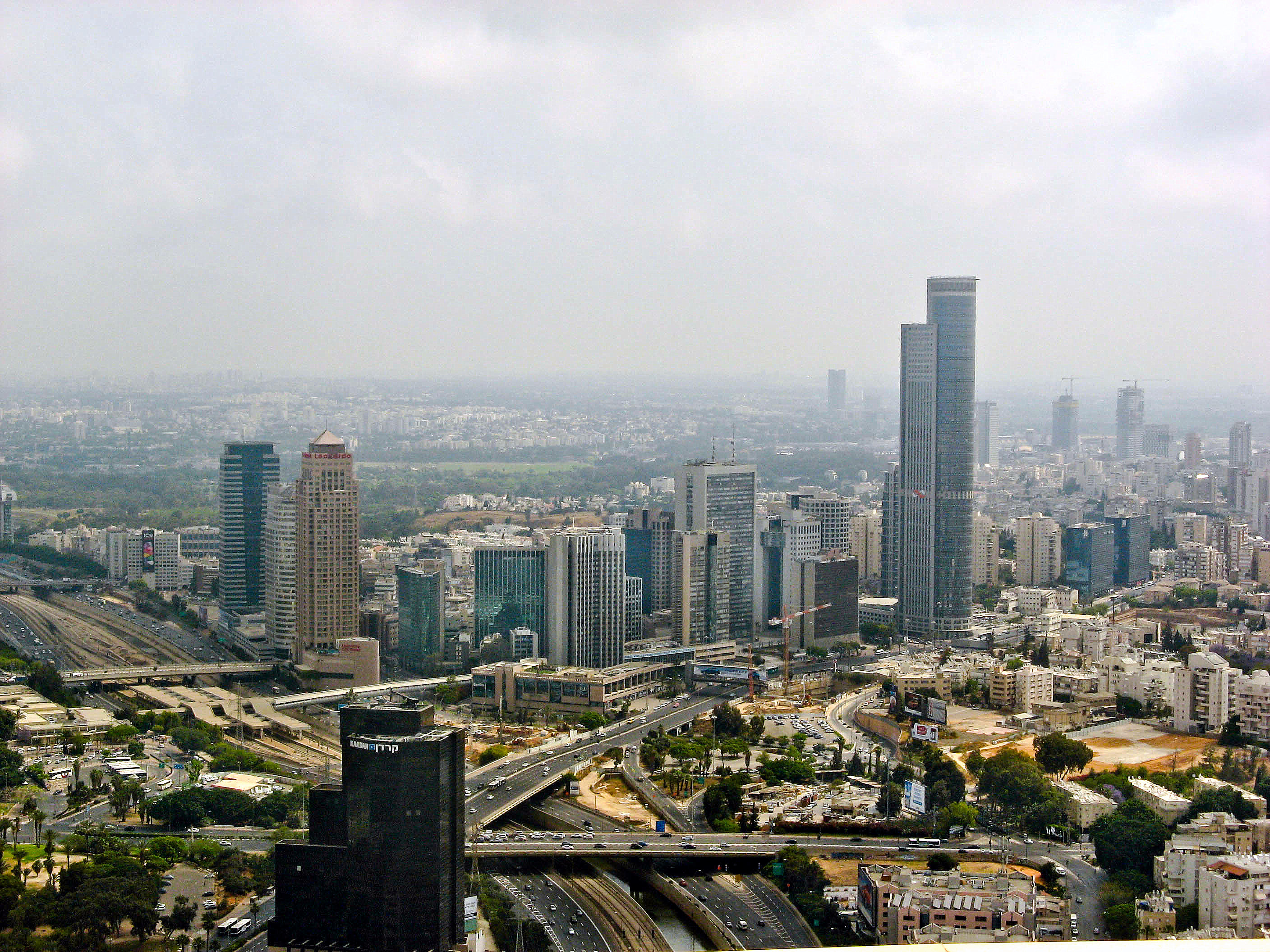
البنية التحتية في مدينة رامات جن.

شعار شركة الإتصالات الفلسطينية.

ترتبط فلسطين التاريخية بكبريات شبكات المعطيات التجارية والمالية والأكاديمية في العالم وهي مندمجة تماماً في شبكات الاتصالات الدولية بواسطة الكابلات التحتمائية والأقمار الصناعية. وتتاح الخدمات التلفونية وخدمات التلكس والبريد الإلكتروني والفاكس في مختلف أنحاء البلاد، حيث توفر وسائل للإتصال السريع داخل البلاد وبسائر أنحاء العالم. وتعمل الخدمات البريدية داخل مناطق السلطة الفلسطينية وإسرائيل وتربطها بمعظم دول العالم.
من جهة أخرى كان للتطور الذي حصل في البنية التحتية للاراضي الفلسطينية بعد دخول السلطة الوطنية الفلسطينية اتر إيجابي في التنمية وجذب الاستثمارات الخارجية وتطوير الإستثمارات المحلية، لكن ما لبث هذا الامر ان يحدث الا وقد شابه الكثير من السـلبيات التـي
تمثلت في عدم استغلال صحيح وتوجيه سليم لإدارة وتنفيذ مشاريع التنمية ككل في فلسطين والتي كان من ابرزها المشاريع المدعومة لتطوير البنية التحتية للاراضي الفلسطينية خاصة وانها كانت تعاني من نواقص وتشوهات كثيرة بسبب وجود الاحتلال والتي استمرت منذ العام 1967 وحتى يومنا هذا.
النقل
في منطقة ذات مسافات قصيرة مثل فلسطين التاريخية، تشكل السيارات والباصات والشاحنات وسائط النقل الرئيسية. وقد جرى خلال السنوات الأخيرة توسيع شبكة الطرق كثيرًا لكي تتلاءم واحتياجات التزايد السريع في عدد وسائط النقل؛ ولتيسير الوصول حتى أبعد التجمعات السكانية. ويمكن التنقل بين المدن الفلسطينية في الضفة الغربية وقطاع غزة بواسطة سيارة أجرة أو حافلات صغيرة. سيارات الأجرة متوفرة دائما في جميع أنحاء المدن، كذلك بالنسبة للحافلات أو الحافلات الصغيرة.

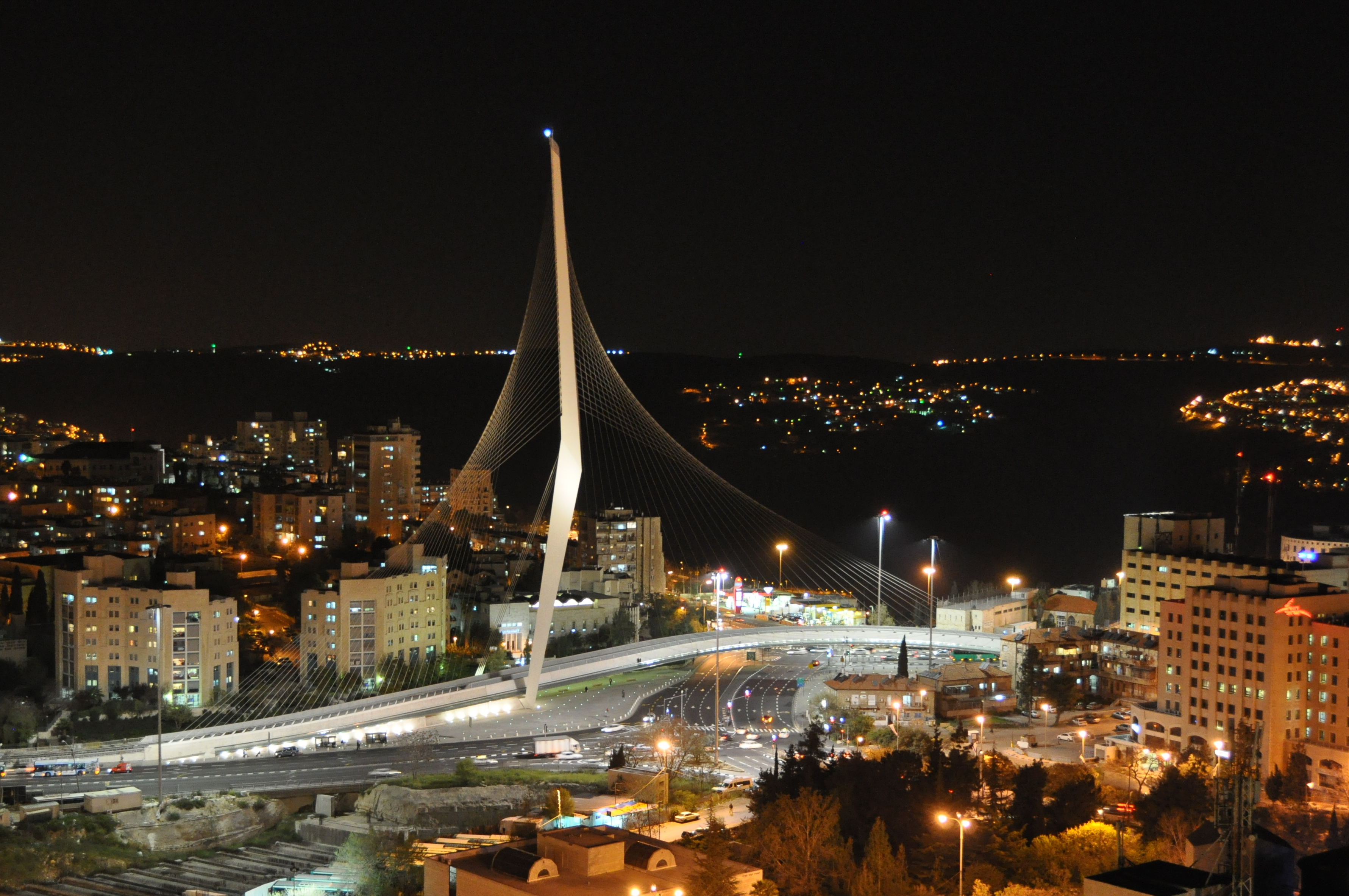
جسر القدس الصاري المعلق، من تصميم المعماري سنتياگو كالاتراڤا.

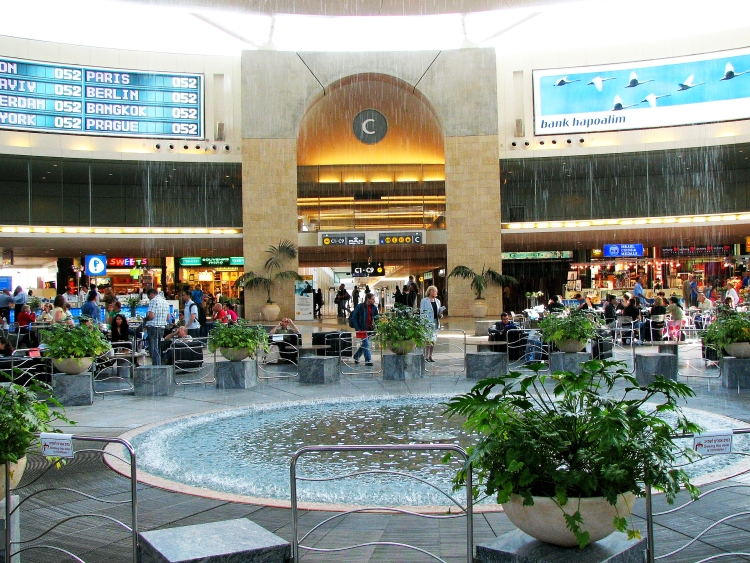
الأسواق الحرة في مطار اللد.

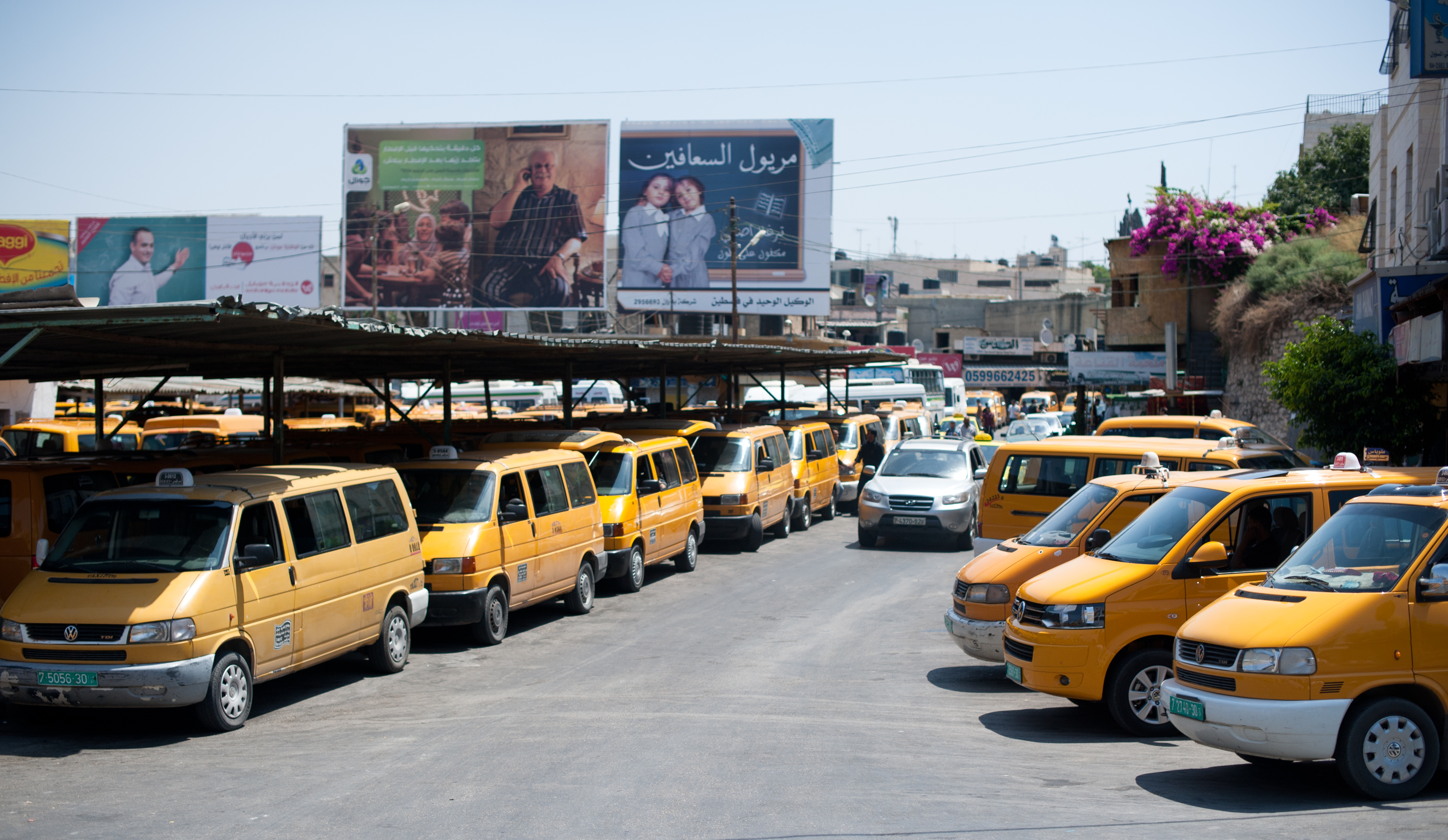
حافلات الأجرة الصغيرة في مدينة جنين، بالضفة الغربية.

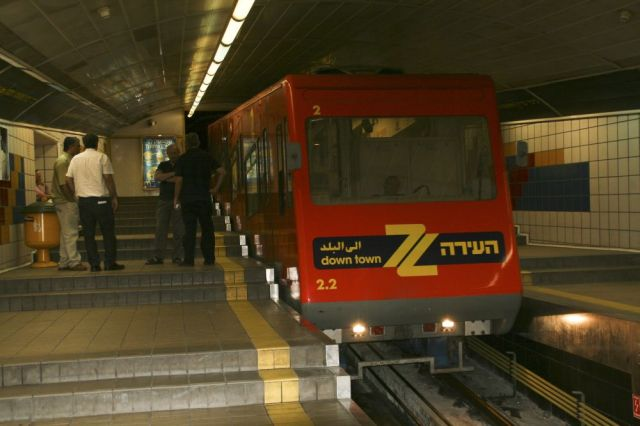
"الكرمليت" أحد وسائل النقل في حيفا.

ويتنقل المواطنون الفلسطينيون بين المدن والقرى المجاورة - منذ انتفاضة الأقصى بصعوبة بالغة، حيث يعاني المواطن وفي كثيراً من الأحيان الامرّين حتى يصل إلى مبتغاه في الوقت المحدد وربما لا يصله إطلاقاً، مرد ذلك الاجراءات الإسرائيلية من حواجز واغلاقات.
تشغّل سلطة السكك الحديدية خطوطاً للركاب بين القدس، تل أبيب، حيفا، نهاريا وديمونة. كذلك تعمل قطارات النقل في الجنوب أيضاً، إذ توفر الخدمات لميناء أشدود، ولمدينتي عسقلان وبئر السبع، ومناجم المعادن جنوبي ديمونة. وقد ازداد في السنوات الأخيرة استخدام القطارات سواء لنقل الركاب أو لنقل البضائع. وشُغلت خطوط لقطارات ترانزيت سريعة في تل أبيب وحيفا، بعد إصلاح وتحديث السكك الحديدية القائمة. وتعمل هذه القطارات بالتنسيق مع خطوط الباصات الفرعية. ويجري الآن استبدال عربات القطار القديمة بأخرى حديثة، مكيفة الهواء، كما تُدخل أجهزة حديثة لصيانة السكك الحديدية. لا توجد خطوط عاملة في الضفة الغربية وقطاع غزة منذ حرب 1948، حيث كانتا مربوطتان سابقا بسوريا ومصر عبر سكة حديد الحجاز.
أقدمت إسرائيل بعد حرب 1948 على إخلاء ثلاثة من أقدم موانئ فلسطين التاريخية وهي ميناء يافا، ميناء عكا، قيسارية لصالح ثلاثة موانئ حديثة وعميقة المياه في حيفا وإيلات وإسدود، تخدم الملاحة الدولية. ويعدّ ميناء حيفا الآن أحد أكبر موانئ الحاويات على ساحل المتوسط، إلى جانب كونه ميناء نشط لنقل الركاب. ويستخدم ميناء إسدود بدرجة رئيسية لنقل البضائع، في حين يربط ميناء ايلات، الواقع على ساحل البحر الأحمر، البلاد بالنصف الجنوبي للكرة الأرضية وبالشرق الأقصى. إضافة إلى ذلك يستقبل ميناء عسقلان سفنًا محملة بالوقود؛ وتعمل في ميناء الخضيرة محطة لتفريغ حمولات الفحم المخصصة لمحطة توليد الطاقة الكهربائية المجاورة.
من جهة أخرى يعدّ ميناء غزة المنفذ البحري الوحيد تحت السيطرة الفلسطينية، إلا أن إسرائيل تمنع الصيادين من الإبحار فيه لمسافة تتجازو 6 أميال منذ حرب 1967.
بالنسبة للمطارات يُعتبر مطار القدس الدولي أقرب المطارات إلى القدس، وقد كان يُستخدم للطيران المدني حتى أغلقته السلطات الإسرائيلية في سنة 2001، وسيطر عليه الجيش الإسرائيلي لقمع الانتفاضة التي قامت في وجه إسرائيل في الضفة الغربية وقطاع غزة. تحوّلت جميع الرحلات الجويّة بعد إغلاق المطار إلى مطار بن گوريون الدولي، والذي كان سابقا مطار اللد قبل أن تسيطر عليه إسرائيل بعد حرب 1948، وهو اليوم أكبر مطارات البلاد وأكثرها ازدحامًا، حيث يصل عدد المسافرين فيه سنويًا إلى 9 ملايين مسافر.
كما ويقدم مطار إيلات في الجنوب ومطاران صغيران قرب تل أبيب في الوسط، وروش بينا في الشمال الخدمات للرحلات الجوية المستأجرة (التشارتر)، ومعظمها من أوروبا، وللرحلات الجوية المحلية. ويوجد في قطاع غزة مطار دولي هو مطار ياسر عرفات الدولي قرب رفح، لكنه تعرض للتدمير بفعل الهجوم الإسرائيلي على القطاع.
الخدمات

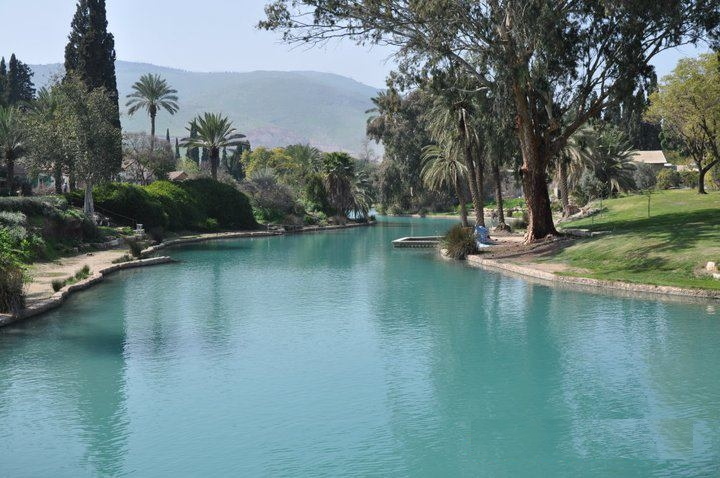
منتجع عيون الساخنة في بيسان.

يعتمد جهاز الخدمات الاجتماعية في المناطق تحت السيطرة الفلسطينية والإسرائيلية على مجموعة قوانين تضمن نطاقا واسعاً من الخدمات وطنية ومجتمعية. ومن بين المجالات التي تتوفر فيها هذه الخدمات العناية بالمسنين، وبرامج لمساندة العائلات احادية الوالدين والأطفال والشبيبة، منع الإدمان على الخمر والمخدرات ومعالجة المدمنين. وتشمل الخدمات أيضاً أطراً لمراقبة سلوك الأحداث الذين علقت عقوبتهم، وبرامج للذين تخلوا عن الدراسة، وبرامج لمتابعة ومعالجة الشبيبة في حالات الاضطراب والأزمات النفسية. ومن بين الخدمات التي تقدّم للمعوقين والمكفوفين، توفير فرص العمل في ورشات عمل خاصة بهم، واسداء المشورة لهم في شؤون العمل. وفيها مشاريع مجتمعية وسكنية مختلفة لمعالجة المتخلفين عقليًا.
أرسيت الأسس للجهاز الصحي، بما في ذلك شبكة للطب الوقائي وتشخيص الامراض والعلاج، في فترة الانتداب البريطاني على فلسطين التي حكمت البلاد في تلك الفترة (1918- 1948). فكانت البنية التحتية للخدمات الطبية قد تطورت بدرجة ملحوظة بحيث كان التطعيم الوقائي أمراً شائعاً، كما كانت الإطارات معدة لتحسين الظروف الصحية. توجد في البلاد الكثير من المشافي تتوزع على الضفة الغربية وقطاع غزة وإسرائيل. ونتيجة القيود الصارمة على الوقود والكهرباء؛ تُعاني المستشفيات الفلسطينية حاليًا من انقطاع التيار الكهربائي الدائم الذي يصل إلى 8-12 ساعة يوميًا. يُوجد حاليًا نقص 60-70 في المئة في وقود الديزل اللازم لمولدات الكهرباء التي أُبلغ عنها. ووفقًا لمنظمة الصحة العالمية، رُفضت تصاريح مغادرة 18.5٪ من المرضى الذين قدموا تصاريح لكي يتلقوا العلاج الطارئ في المستشفيات خارج قطاع غزة في عام 2007.
الحصار

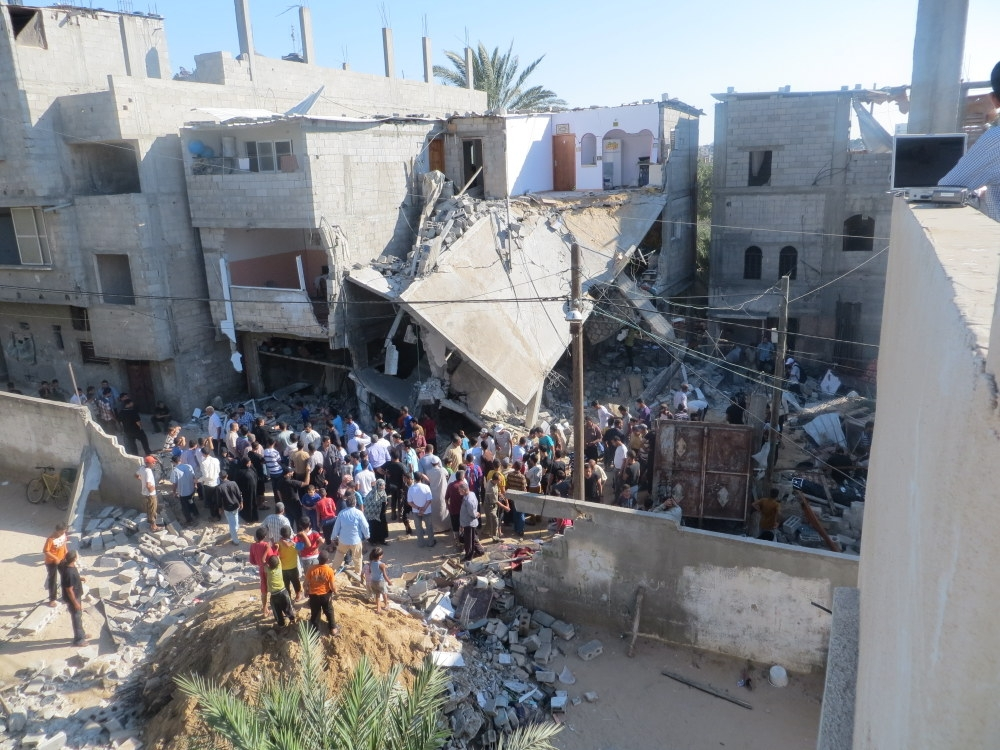
إستهداف إسرائيلي ممنهج للبنية التحتية الفلسطينية والمنشأت السكنية في غزة.

تقوم السلطات الإسرائيلية بحصار قطاع غزة حصاراً كاملاً حيث تمنع السفر من وإلى غزة وتمنع عنها مواد البناء والمواد التموينية والأدوية والمحروقات بأنوعها، وقد دمر هذا الحصار الاقتصاد الغزاوي تدميرًا شبه كامل. وفي أوائل سنة 2009 بدأت إسرائيل في ضرب قطاع غزة كاملاً. وقد زعمت إسرائيل بأن حركة حماس تهدد أمنها وسكانها.
ولكن الشعب الفلسطيني ولم يستسلم وإنما بادر بشق الأنفاق عند حدود الأراضي المصرية، وساعدت هذه الأنفاق بدخول جميع مستلزمات الحياة من مواد غذائية ومواد بناء وأسلحة وأجهزة كهربائية وحتى السيارات. وبعد عام من شن إسرائيل الحرب على غزة قامو بعقد عدة اتفاقيات وتهدئات ساهمت بتهدئة الوضع في قطاع غزة وفتح معبر رفح والسماح للمُسافرين بالدخول والخروج من المدينة ولكن بتنسيق من حُكومة حماس المُقالة والسلطة المصرية.
ما زال المواطن الفلسطيني يعاني من أزمة الغلاء المعيشي بالإضافة للمعونات التي تقدم للمواطنين فهي تقدم فقط لعائلات معينة وليس للجميع. ومع ذلك فإن سكان قطاع غزة يعيشون في نعيم أكثر من الضفة الغربية باستثناء تواصل انقطاع التيار الكهربائي بحجة عدم وجود الوقود.

## مقالات ذات صلة
| - كنعان. - فلستينيون. - قائمة أحداث الصراع العربي الإسرائيلي - الحروب الصليبية على فلسطين. - غزوات المغول على فلسطين. | - النكبة الفلسطينية. - النكسة. - الصراع العربي الإسرائيلي. - القضية الفلسطينية. - فلسطين المحتلة. | - سوريا الكبرى. - بلاد الشام. - الميثاق الوطني الفلسطيني. - منظمة التحرير الفلسطينية. - إعلان الاستقلال الفلسطيني. | - السلطة الوطنية الفلسطينية. - الشعب الفلسطيني. - دولة فلسطين. - دولة إسرائيل. - الانتداب البريطاني على فلسطين. | - الصهيونية. - أرض بلا شعب لشعب بلا أرض. - وعد بلفور. - ترحيل الفلسطينيين. - السياحة في فلسطين. |

## وصلات خارجية
- فن من فلسطين
- فلسطين في الذاكرة
- فلسطين أيام زمان- صور ما قبل نكبة 1948 فلسطين  على فيسبوك.
- صور من مآسي نكبة الشعب الفلسطيني عام 1948 فلسطين  على فيسبوك.
- التراث الشعبي الفلسطيني
- BBC: إسرائيل والفلسطينيين
- تقرير جريدة الجارديان: إسرائيل والشرق الأوسط
- من IMEU.net: الحياة والثقافة الفلسطينية - الفلسطينيون في صور
- فلسطين: الفن المعاصر
- الفلكلور الفلسطيني
- الأزياء التقليدية الفلسطينية
- The Art of Palestinian Embroidery نسخة محفوظة 8 أبريل 2008 على موقع واي باك مشين.
- The Palestine National Charter
- Sands of Sorrow - فلم عن اللاجئين
- معرض صور لللاجئين الفلسطينيين
- انقذوا الأطفال: الحياة في مخيم لاجئين[وصلة مكسورة]
- برنامج الأمم المتحدة لمساعدة الشعب الفلسطيني نسخة محفوظة 4 يوليو 1997 على موقع واي باك مشين.
- بالصور.. فلسطين في العهد العثماني

### الملاحظات
1. ↑  يقول علماء الدين المسلمون أن اليهود كانوا يُعيّرون محمدًا ويقولون له أنت تابع لنا تصلّي إلى قبلتنا، فاغتمّ محمد من ذلك غمًا شديدًا وخرج في جوف الليل ينظر إلى آفاق السماء ينتظر من الله في ذلك أمرًا، فلمّا أصبح وحضر وقت الظهر كان في مسجد بني سالم قد صلّى من الظهر ركعتين، فنزل عليه جبريل فأخذ بعضديه وحوّله إلى الكعبة وانزل عليه: ﴿قَدْ نَرَى تَقَلُّبَ وَجْهِكَ فِي السَّمَاء فَلَنُوَلِّيَنَّكَ قِبْلَةً تَرْضَاهَا فَوَلِّ وَجْهَكَ شَطْرَ الْمَسْجِدِ الْحَرَامِ وَحَيْثُ مَا كُنتُمْ فَوَلُّواْ وُجُوِهَكُمْ شَطْرَهُ وَإِنَّ الَّذِينَ أُوْتُواْ الْكِتَابَ لَيَعْلَمُونَ أَنَّهُ الْحَقُّ مِن رَّبِّهِمْ وَمَا اللّهُ بِغَافِلٍ عَمَّا يَعْمَلُونَ﴾، هذا ويضيف العلماء أن لعل من أسباب تغيير القبلة ووجوب إستقبالها حال الصلاة والذبح وغيرها من الأمور، هو أن الله يمتحن الناس ويميّز المؤمنين بهذه الطريقة عن غيرهم أمثال اليهود، وأمثال الذين كانوا يدّعون الإسلام ويتظاهرون به، لكنهم لم يكونوا ملتزمين واقعًا وقلبًا بأوامر الله وأوامر رسوله.
2. ↑  يشمل العدد أيضا سكان هضبة الجولان السوريّة المحتلة منذ حرب 1967، حيث قرر الكنيست الإسرائيلي في ديسمبر 1981  ضم الجزء المحتل من الجولان الواقع غربي خط الهدنة 1974 إلى إسرائيل بشكل أحادي الجانب ومعارض للقرارات الدولية. ويقطن الجولان المحتل اليوم قرابة 30,000 نسمة هم سكان القرى الذين بقوا - ومعظمهم دروز، بالإضافة إلى المستوطنين اليهود.
3. ↑  تشمل محافظة القدس الفلسطينية ولواء القدس الإسرائيلي. حيث يبلغ عدد سكان القدس الشرقية 450,000 نسمة، والتي ضمتها إسرائيل إلى القدس الغربية بعد إحتلالها للضفة الغربية عام 1967 في ما يسمى "قانون القدس" عام 1981. أما باقي لواء القدس الإسرائيلي فيقطنه 40% من عدد السكان الإجمالي في لواء القدس معظمهم من اليهود المهاجرين بما فيها المستوطنات الإسرائيلية في الجانب الشرقي للمدينة. أما باقي أراضي محافظة القدس الفلسطينية فيقطنها قرابة 50 ألف نسمة.